# Historia de Bogotá

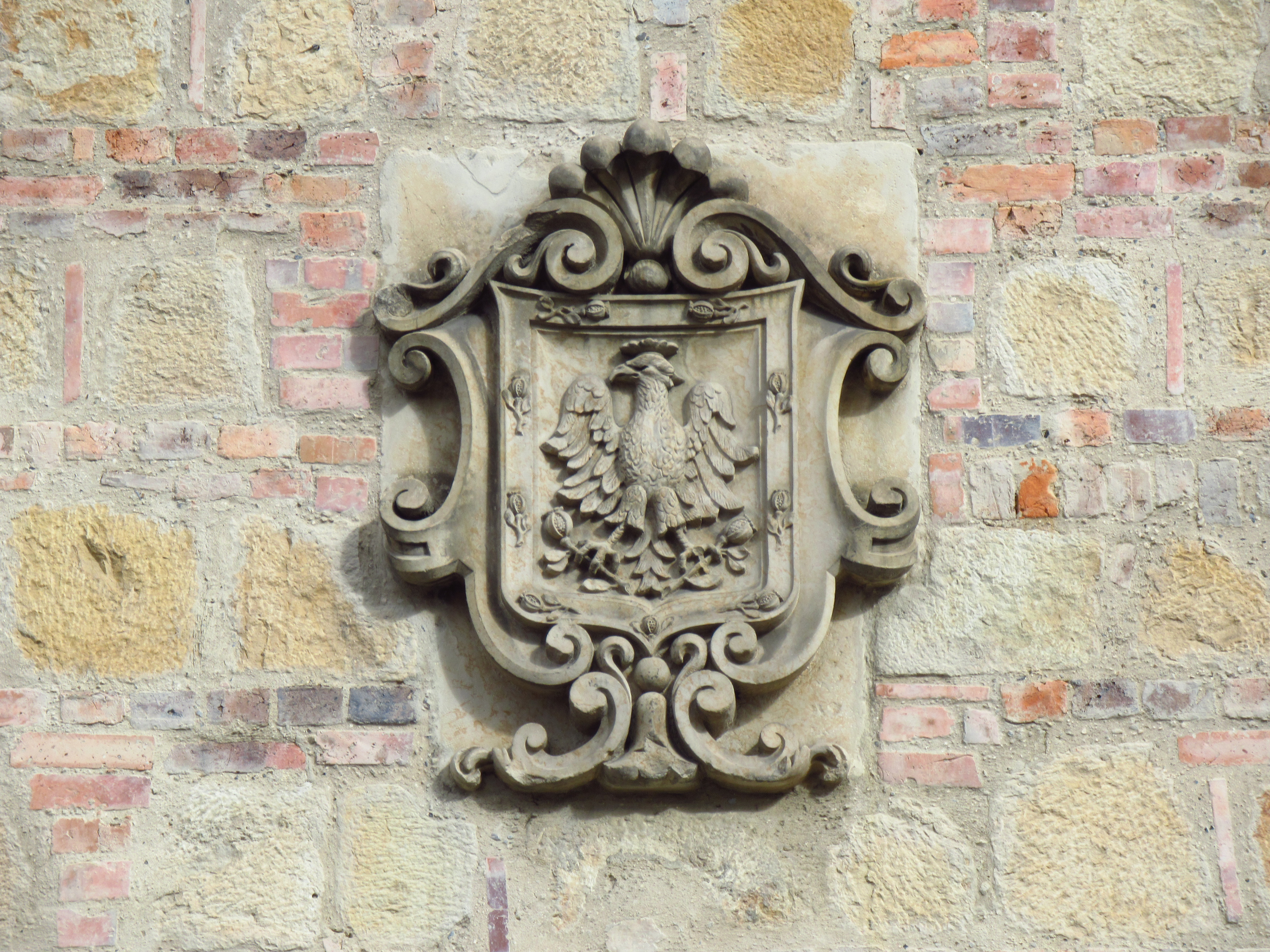
Escudo de Santafé de Bogotá en la fachada del Museo Nacional.

La historia de Bogotá cubre dos periodos. Antes de la fundación de la ciudad española, y después de esta. El primero va del 800 a. C., con los primeros asentamientos humanos, al 6 de agosto de 1538, cuando Gonzalo Jiménez de Quesada la fundó. El segundo va desde ese momento hasta la actualidad. Hoy es la ciudad más extensa, poblada y activa de Colombia. Pero durante la Colonia rivalizó con Cartagena y Tunja por el primer puesto en importancia en el Nuevo Reino de Granada. Fue uno de los principales escenarios de la lucha por la Independencia. El siglo XX estuvo marcado por El Bogotazo y sus consecuencias, así como por un fuerte crecimiento y un desarrollo urbano poco regulado, con altos niveles de especulación inmobiliaria y con una clara tendencia de crecimiento hacia el norte y el occidente de la sabana. En los años cincuenta se conformó el Distrito Especial. Su desarrollo estuvo marcado a principios del siglo XX por problemas de abastecimiento de agua y alcantarillado, que han sido substituidos por notables dificultades de movilidad. Es la principal economía de Colombia, y la cuarta de América Latina. En la actualidad, su área metropolitana es la mayor del país y la octava de América.

## Época prehispánica

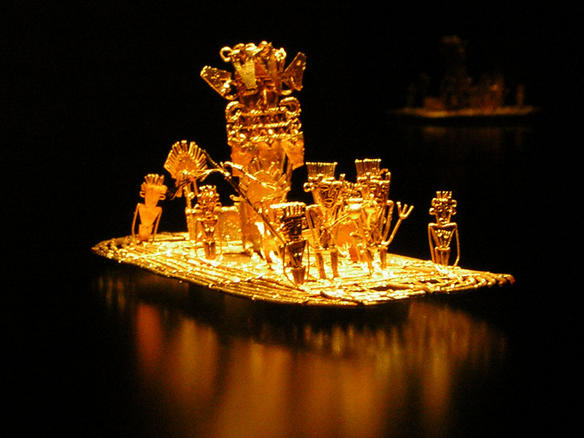
La Balsa Muisca, en el Museo del Oro.

Desde el 10 500 a. C., la cultura abriense se desarrolló el altiplano cundiboyacence. Su sustento dependía de la caza y recolección, de lo que quedan vestigios en El Abra. Desde el 3500 a. C. se registran actividades hortícolas, de alfarería y la domesticación del curí por grupos que aún dependían de la caza y la recolección. En el 500 a. C. estaba difundido el cultivo del maíz y la papa.

### Periodo muisca
Los muiscas llegaron en el siglo IX tras una migración de origen chibcha, sobre cuyos orígenes hay diferentes teorías, que se habría mezclado con la población anterior. El territorio ocupado por la confederación muisca se extendía, durante la colonización española de América, del 4.º al 6.º de latitud boreal, con un largo de 45 leguas y un ancho de 13 leguas en promedio. Su superficie, por consiguiente, se aproximaba a los 14 000 km². La región fría, de una altitud de 2000 a 3000 m s. n. m., se hallaba en las cercanías de las regiones tibias limítrofes de Fusagasugá, Pacho y Cáqueza.

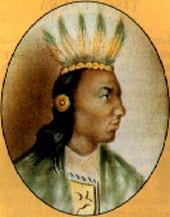
Hunzahúa, bajo cuyo mandato se unificaron el idioma y la religión muiscas.

La cultura muisca careció de escritura. Por eso, las historias reconstruidas por los cronistas europeos se basan en las recopilaciones de relatos orales que se remontan a los años 1470, cuando gobernaba el zipa Saguanmachica.
En la cumbre de la estratificación social muisca estaba el zipa, seguido por los chyquy, o sea los sacerdotes, a quienes los españoles llamaron jeques, y los uzaques, que eran caciques menores. Después estaban los güechas (guerreros), seguidos por los artesanos, mercaderes, campesinos, etc. Contaban con un preciso calendario lunar y una compleja estructura jurídica, conocida con el nombre de Código de Nemequene.
En su territorio había unos dos millones de habitantes, repartidos en cinco federaciones independientes, enemigas entre sí, situadas en los actuales departamentos de Boyacá y de Cundinamarca. La más fuerte era la Bacatá, que ocupaba el 40 % del territorio. Cubría la sabana de Bogotá y se componía de tribus que se ubicaban en territorios que hoy componen el Distrito, o con los que este limita, como Simijaca, Guachetá, Ubaté, Chocontá, Nemocón, Zipaquirá, Guatavita, Suba, Ubaque, Tibacuy, Fusagasugá, Pasca, Subachoque, Cáqueza, Teusacá, Tosca, Guasca y Pacho.
Las restantes cuatro federaciones que conformaban el territorio muisca fueron la Hunza, que dio su nombre a la ciudad de Tunja, la capital de Boyacá; la Iraca o Sugamuxi; la Tundama, que se extendía al norte hasta el Chicamocha; y la Guanentá.
Cuando llegaron los españoles, tres gobernantes independientes reinaban sobre los muiscas: el zipa en Funza, el zaque en Hunza y el jefe de Iraca, quien tenía un carácter sacerdotal como sucesor de Bochica, el civilizador.

## Conquista y fundación
El 6 de abril de 1536 Gonzalo Jiménez de Quesada partió desde la recién fundada ciudad costera de Santa Marta hacia el interior del país. Iba a la cabeza de 500 infantes, entre ellos Gonzalo Suárez Rendón, el fundador de Tunja, y con 80 caballos, con el fin de explorar las montañas de las riberas del río Magdalena. El primer asentamiento al que llegaron fue a Tora de las Barrancas Bermejas, actual Barrancabermeja, en donde tuvieron noticias de una civilización que les llamó la atención debido al hallazgo de vasijas con sal y mantas de algodón. Después de un año, 166 hombres y unos pocos caballos llegaron a las tierras habitadas por el pueblo muisca.

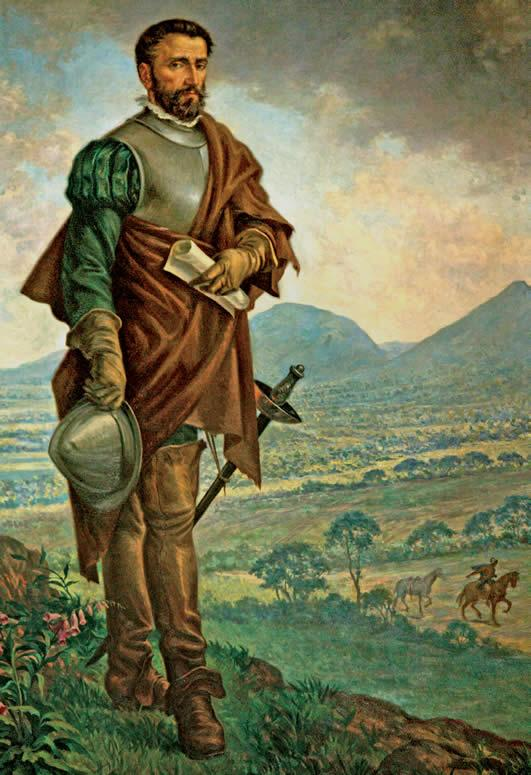
Retrato de Gonzalo Jiménez de Quesada en la sabana de Bogotá, ubicado en el palacio Liévano.

En febrero de 1537 salieron los españoles de las inmediaciones de Vélez. Marcharon al sur por los poblados muiscas de Ubazá, Turca o Becerrilandia, Moniquirá, Susa, Tinjacá y Guachetá, adonde llegaron el 12 de marzo de 1537, y luego por Lenguazaque, Cucunubá, Suesuca, Nemocón y Busongote. El 5 de abril llegaron a Chía y acamparon en los cerros de Suba. Desde allí vieron un sabana con numerosos bohíos y columnas de humo. Quesada la llamó Valle de los Alcázares.
Dos comisiones fueron enviadas a buscar un lugar donde asentar la tropa. La primera se dirigió hacia el occidente de Muyquytá, actual Funza, en un principio llamada "Facatá", sede del zipazgo. La segunda, hacia el oriente, comandada por Pedro Fernández de Valenzuela, quien encontró un caserío llamado Thybzaquillo, por donde pasaba una quebrada que luego se llamaría San Bruno, afluente del río Vicachá, llamado San Francisco por los españoles.
Existen tres momentos en la fundación de Santafé de Bogotá. El primero sucedió cuando se creó el primer asentamiento español, en la actual carrera Segunda con calle Trece, no lejos del Chorro de Quevedo, que posteriormente se llamó Pueblo Viejo, entonces conocido como Teusaquillo.
El historiador fray Pedro Pablo Villamor, escribió en 1723, refiriéndose al origen de Santafé: «Su primera fundación fue con nombre de villa y hecha en los alcázares donde estaba fundado el lugar deleitoso recreo de los Reyes de Bogotá, llamado Thybzaquillo.»
El segundo momento ocurrió el 6 de agosto de 1538. En esa fecha Jiménez de Quesada realizó una ceremonia donde escogió el nombre y el lugar donde se desarrollaría la ciudad, proceso que se desarrolló en la plaza de las Yerbas, actual parque Santander. La primera misa, según versión de Juan de Castellanos, la ofició ese mismo día fray Domingo de las Casas.
En marzo de 1539, Quesada tuvo noticias de tropas españolas provenientes de Venezuela comandadas por Nicolás Federmann y del sur por Sebastián de Belalcázar, quienes acamparon en el valle de los Alcázares. Quesada organizó de un festejo para los recién llegados. Este encuentro entre conquistadores fue crucial para que se llevaran a cabo las ceremonias oficiales de fundación.
Así, en un tercer y último momento se se realizó la "fundación jurídica" de Bogotá el 27 de abril de 1539 junto con Nicolás Federmann y Sebastián de Belalcázar en lo que serría la plaza Mayor, que actual corresponde a plaza de Bolívar. En esafecha se designaron los lugares para la iglesia principal, la casa de gobierno, la cárcel, así como los solares para los primeros vecinos. Se nombraron como primeros alcaldes a los capitanes Juan de Arevalo y Jerónimo de La Inza.Esta situación implicó una fuerte bipolaridad durante los primeros años de la ciudad, que se desarrolló en torno al eje definido por la plaza Mayor y por la de las Yerbas.
Los primeros expedicionarios que llegaron a la sabana de Bogotá no iban acompañados de ninguna mujer española. Quesada trajo los caballos, Federmann las gallinas y Belalcázar los cerdos. Por otra parte, fray Pedro Simón, en la Segunda Noticia Historial, capítulo 36, después de referir cómo fueron construidos los doce bohíos o cabañas, dice:

«No se olvidaron los españoles de señalar solar y sitio el más principal entre los bohíos para que se edificara iglesia, y fue en la misma parte de como está ahora, porque no habiéndose mudado la ciudad de como se fundó con los doce bohíos, sino que allí mismo ha ido teniendo su extensión y crecimiento hasta el que tiene ahora, tampoco se ha mudado esa iglesia a otra parte del pueblo de como se edificó al principio, en la mejor de todo él, como hoy se ve.»

Aunque el plano fundacional se ha perdido, se sabe que la división de los predios se hizo mediante la asignación de solares de diferentes tamaños: los de 800 pasos de frente y 1600 de fondo se llamaban caballerías mayores, los de 600 pasos de frente y 1200 de fondo eran conocidos como caballerías menores, y las unidades más pequeñas como peonías.

## Época virreinal

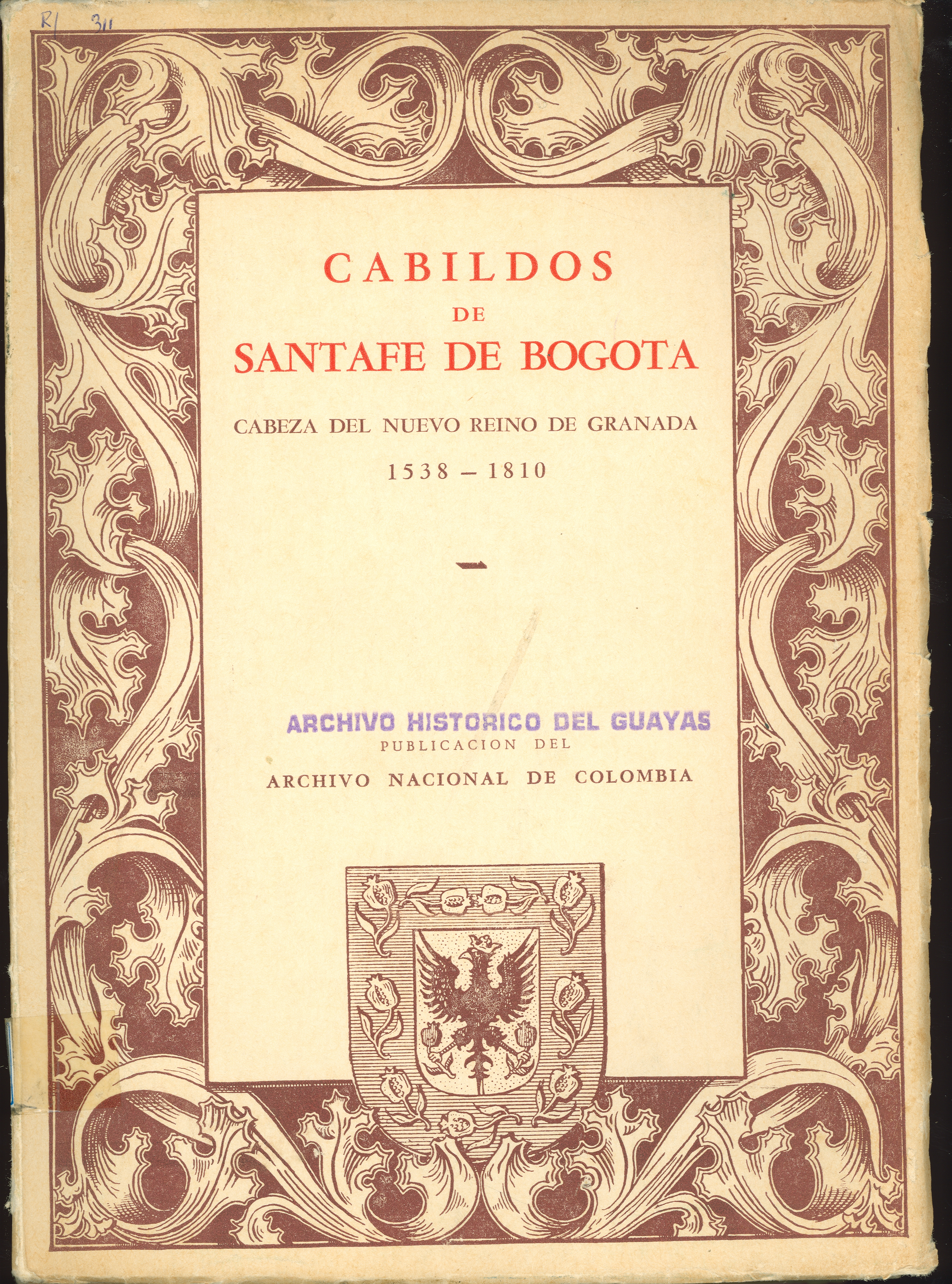
Portada de la recopilación de las Actas de Cabildo tras su desaparición de los registros originales.

Durante el virreinato, Bogotá rivalizó con Cartagena de Indias y Tunja por el primer puesto en importancia del Nuevo Reino de Granada.
Por Real Cédula del rey Carlos I de España se elevó a Santa Fe a la categoría de ciudad el 27 de julio de 1540. El cabildo de Santa Fe ya había sido establecido en 1539. En 1548 el rey otorgó las armas y divisas para los estandartes, banderas, sellos y el escudo, que son: águila negra, rampante y coronada, en campo de oro, con una granada abierta en cada garra y por orla algunos ramos de oro en campo azul.
En 1549, por Real Cédula, fechada en Valladolid el 17 de julio, se dispuso la manera como se debía recibir en Santafé el real sello. El 7 de abril de 1550 se estableció la Real Audiencia y la Silla Arzobispal, con potestades que le dieron a Bogotá el rango de capital, en donde se centralizarían los poderes administrativos, judiciales, políticos y eclesiásticos para el territorio del Nuevo Reino de Granada. Ese mismo año se fundaron la iglesia de Santo Domingo y la de San Francisco, y en 1554 la de Veracruz. El 27 de agosto de 1565 se le otorgó a Santafé el título de muy noble y muy leal.
La plaza mayor fue desde un principio el lugar de congregación tanto del poder civil como del eclesiástico, y epicentro urbano. Era un espacio público donde se realizaban las fiestas y celebraciones santas y en el que también se instalaba el mercado público.
Por otro lado, como consecuencia del proceso de fundación y del repartimiento de los ejidos de la ciudad, la plaza de las Yerbas, que luego se llamó de San Francisco y finalmente parque de Santander, fue donde se realizaron las primeras construcciones residenciales para los personajes distinguidos. De hecho, en vez de ubicarse en la plaza mayor, el fundador Jiménez de Quesada tuvo su residencia en la plaza de las Yerbas.
Los primeros alcaldes fueron Juan de Arévalo y Jerónimo de Lainza. Los primeros sacerdotes, el presbítero Juan Verdejo y Vicente de Requesada, fraile agustino, y el primer escribano, Juan Rodríguez de Benavides.
Entre las primeras órdenes religiosas que se instalaron están la de San Francisco y Santo Domingo. Ambas lo hicieron en el entorno de la plaza de las Yerbas. El convento de Santo Domingo tuvo una corta permanencia en ese lugar, pues en 1557 se trasladó a la calle Real (actual carrera Séptima), entre las calles Doce y Trece y las carreras Séptima y Octava. Las obras de este enorme convento terminaron en 1619. Fue demolido en el siglo XX para las celebraciones del cuarto centenario de fundación de Bogotá, y en su lugar se construyó el edificio Manuel Murillo Toro.

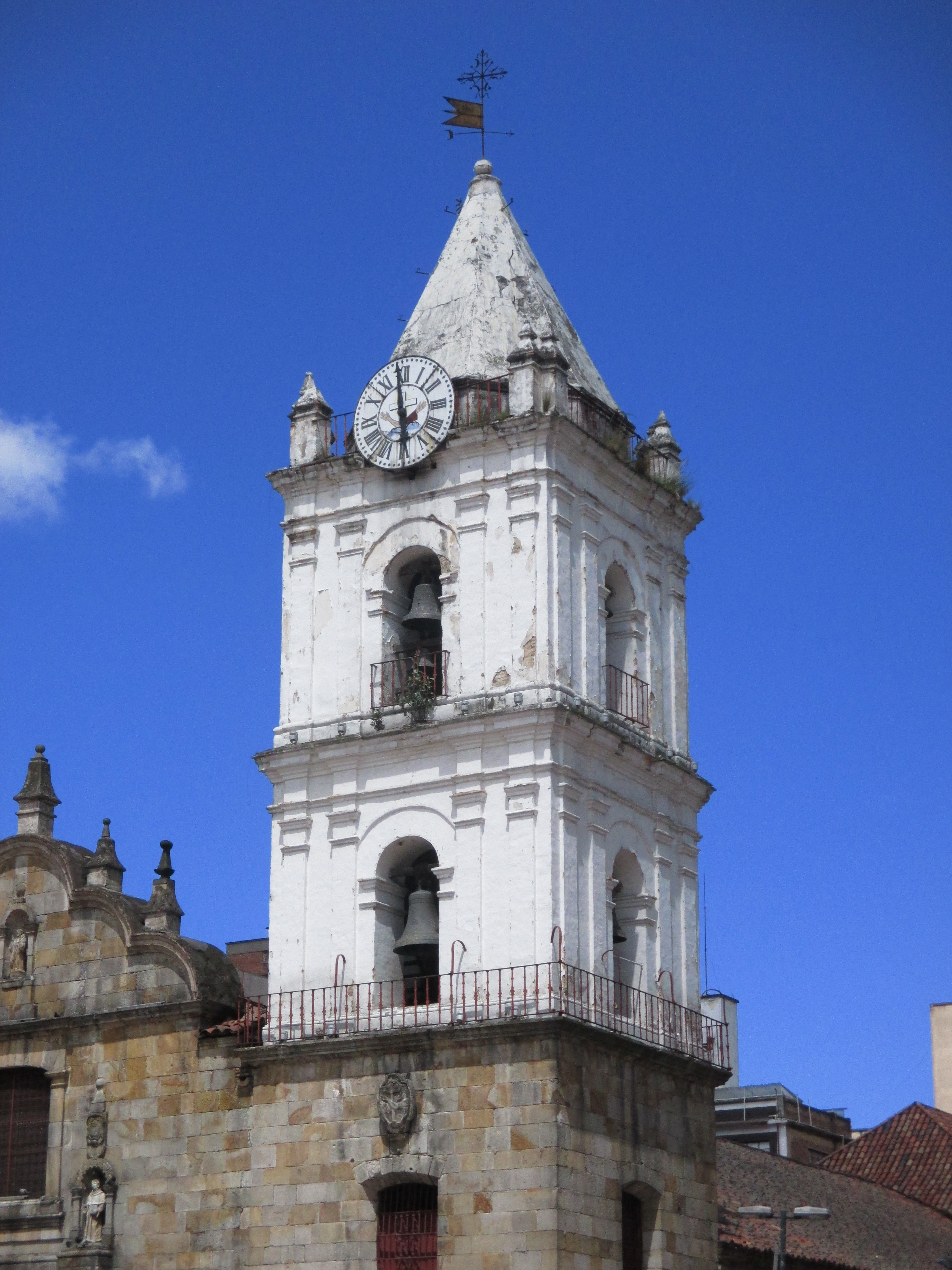
Torre de la iglesia de San Francisco, terminada en 1557.

También en 1557 se inició la construcción de la iglesia de San Francisco, que se terminó en 1557. En 1566 Juan de los Barrios la bendijo.
En 1563 los frailes dominicos crearon la primera cátedra de Gramática que hubo en Santafé, y pocos años después la de Filosofía. Fray Juan de Mendoza solicitó licencia para fundar en su convento una universidad pública con todas las concesiones y privilegios de que gozaba la Real Universidad de San Marcos de Lima, solicitud que fue apoyada por el poder civil.
El 11 de abril de 1553, el papa Pío IV, por solicitud del rey Felipe II, expidió una bula por la cual dispuso que la iglesia catedral de Santa Marta, con su prelado Juan de los Barrios y Toledo, y los capitulares, el tesorero, el chantre y un canónigo, se trasladasen a Santafé, que tres años después, en diciembre de 1556, se erigió en obispado.
A mediados de 1578 se desarrolló el sector de San Victorino, cuya plaza se convirtió en el límite oeste de la ciudad, lo mismo que el paso obligado de los viajeros que entraban a Bogotá, o que de ella salían con rumbo a Honda, el mayor puerto sobre el río Magdalena, que comunicada con la costa Caribe y de ahí al resto del mundo. En 1583 se inició la edificación de la iglesia de La Concepción, el primer convento de religiosas que tuvo la ciudad cuya construcción solo se terminó en 1595.

### SigloXVII

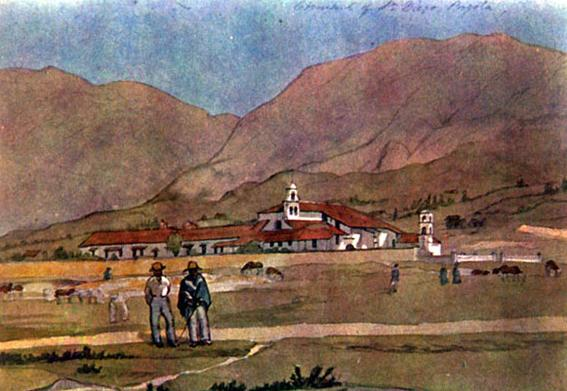
Iglesia y recoleta de San Diego, construida entre 1606 y 1610.

La primera mitad de este siglo fue el momento de mayor actividad constructora de la Santafé colonial, que durante se consolidó urbanamente. En total se desarrollaron dieciocho obras religiosas, incluidos tres colegios, y seis civiles, entre ellas cuatro puentes.
Fue fundamental la mano de obra local, registrándose en 1602 ochenta y ocho indígenas en varias obras públicas, entre las que se encontraban la construcción del cabildo, la fuente de la plaza mayor, la real audiencia, la carnicería, el empedrado de las calles, la cárcel, el puente San Miguel que cruzaba el río San Francisco, y los puentes de Lesmes y de San Agustín sobre el río San Agustín.
Durante este periodo hubo una importante actividad artística e intelectual. Sobresalieron los pintores Antonio Acero de la Cruz y Baltasar de Vargas, los escritores Lucas Fernández, fray Andrés de San Nicolás, Fernando Fernández y su hermano Pedro de Solís y Valenzuela, autor de El desierto prodigioso y el prodigio de desierto, que ha sido considerada como la primera novela escrita en Hispanoamérica. A principios de siglo, se eliminó el monopolio sobre la mano de obra indígena, que era controlado por los encomenderos, lo que favoreció el desarrollo urbano.
En este siglo llegaron las comunidades religiosas franciscana, agustina, dominica, y jesuita, lo que favoreció la urbanización de la incipiente ciudad. El 10 de agosto de 1606 abrió sus puertas del primer inmueble construido por fuera del perímetro urbano, la iglesia de San Diego, en el extremo norte. Ese mismo año se inauguró la iglesia del Carmen, a la que cincuenta años después se agregaría en el lote contiguo al norte la pequeña capilla llamada Camarín del Carmen. En 1609 se construyeron las primeras ermitas del cerro de Monserrate, entonces conocido como de Las Nieves, por ser el cerro tutelar del barrio del mismo nombre.
En 1610 los padres de la Compañía de Jesús comenzaron la construcción de la iglesia de San Ignacio, de tipo barroco, que se terminó en 1635. Ese año también se erigió la iglesia de San Juan de Dios en la actual calle Doce con carrera Décima. En ese mismo periodo se inició la construcción de la Casa del Cabildo Eclesiástico, en la zona oriental de la plaza de Bolívar, que ha tenido varias funciones. En 1627 se construyó la primera torre de la San Francisco.
En 1642 se inauguró en el costado sur de la plaza de San Francisco la primera posada o mesón bogotano. En el área de Las Nieves, que constituía el sector más septentrional, se hicieron construcciones a ambos lados del camino hacia Tunja, así como en sus extramuros al norte de la quebrada Burburata, conocida como de San Diego, lo mismo que en la parte baja de los Cerros Orientales. Entre 1647 y 1678 se construyó entre las carreras Séptima y Octava y las calles Doce y Trece el convento de Santo Domingo.

#### Segunda mitad

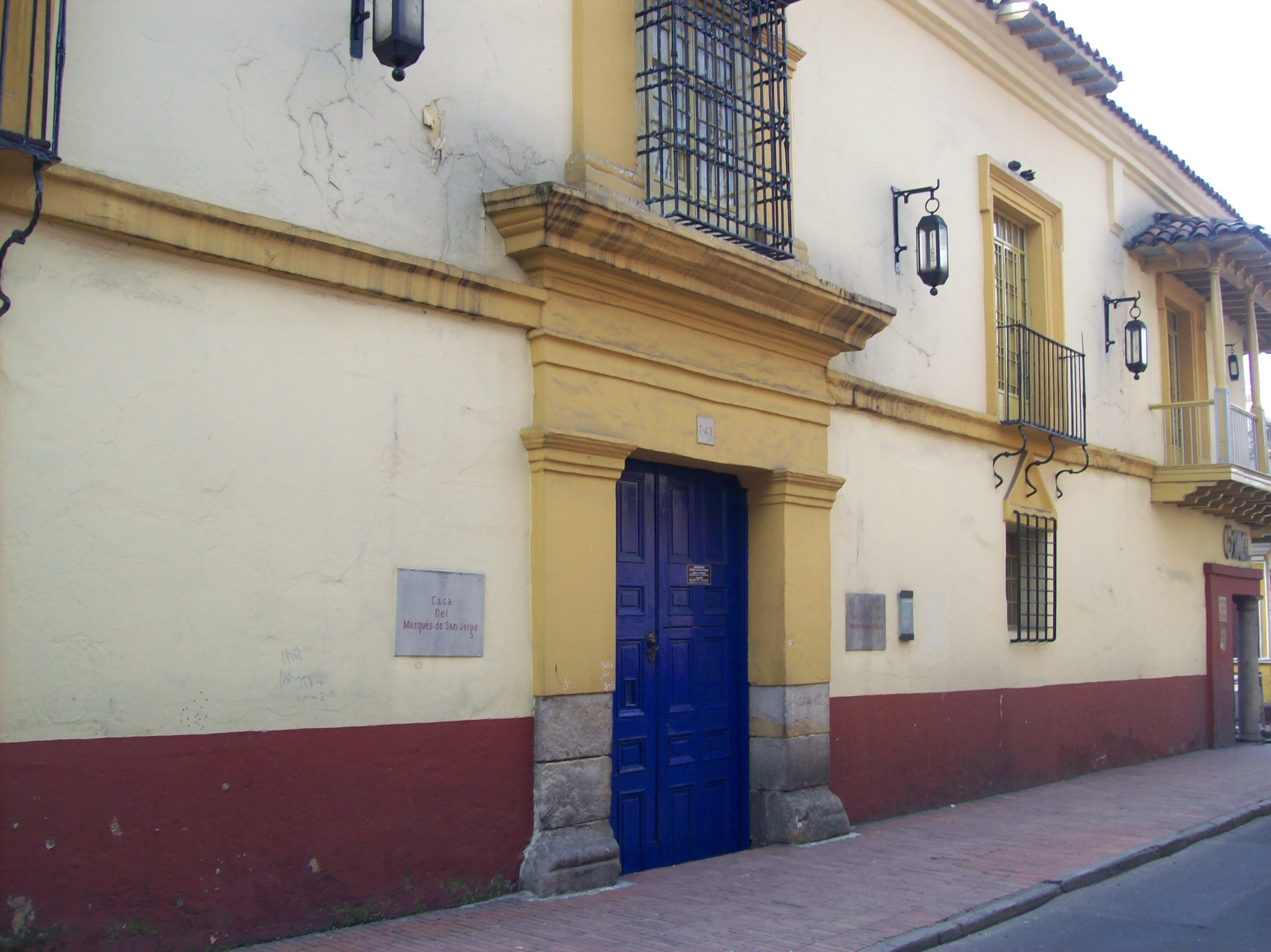
Casa del Marqués de San Jorge, construida a finales del.

En la segunda mitad del siglo la actividad decayó. El número de construcciones fue de trece edificios religiosos, de los cuales siete iglesias, y tres obras civiles, entre ellas dos puentes. En el mapa elaborado por Domingo Esquiaqui se aprecian los puentes de San Francisco, San Victorino, San Agustín, de Lesmes, de Santa Catalina, del Espinazo y de la Giralda.
A finales de este periodo Bogotá consolidó lo que sería su núcleo urbano hasta finales del siglo XIX. Su casco urbano se dividió en tres partes definidas por el río San Francisco y la quebrada Burburata en su zona septentrional, y el río San Agustín y la quebrada San Juan en el sector meridional. Eso definió las cuatro parroquias y barrios: La Catedral, Las Nieves, Santa Bárbara y San Victorino.
El 20 de octubre de 1660 se coloca la primera piedra de la Capilla del Sagrario de la Catedral de Bogotá, hoy monumento nacional ubicado en la plaza Bolívar, templo concebido por Gabriel Gómez de Sandoval.
El 9 de marzo de 1687 se sintió durante la noche un fuerte ruido seguido de emanaciones de azufre que continuaron durante varios días. Este provocó pánico entre los habitantes de la ciudad que buscaron refugio en las capillas, el fenómeno pasó a llamarse Tiempo del Ruido y quedó inexplicado para la historia.

### SigloXVIII
Tras 40 años de construcción, fue finalizada la Capilla del Sagrario de la Catedral de Bogotá, fue abierta y bendecida por fray Ignacio de Urbina el 17 de enero de 1700.
Durante la primera parte del siglo la construcción llegó a su punto más bajo debido a las condiciones económicas adversas. Entre las pocas obras que se realizaron se encuentra el reemplazo del hospital de San Pedro por el de San Juan de Dios, cuya construcción se inició en 1723 y se terminó hacia mediados de siglo, y la construcción de la capilla de La Peña. En 1740 se instaló un reloj del francés M. Antoine en la única torre de la catedral Primada.
A mediados de siglo, el regidor José Groot mandó empedrar algunas calles, entre ellas la del costado oriental de la Plaza Mayor. Este proceso se relaciona con la mejora del enlosado de la calle de San Juan de Dios (actual calle Doce) y en general con la del resto de la malla vial durante la administración de José Manuel de Ezpeleta.

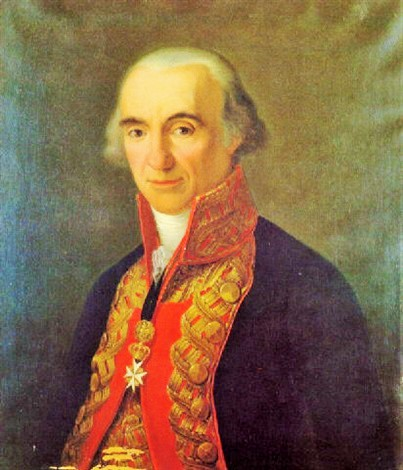
El virrey José Manuel de Ezpeleta.

El 18 de octubre de 1743 se registró un sismo que afectó a la mayoría de casas e iglesias de la ciudad, entre ellas las ermitas de Monserrate y de Guadalupe, cuya campana se desprendió y rodó por el costado del cerro.
Otros terremotos también afectaron la ciudad, entre ellos el de 1763, que acabó con la cúpula de la iglesia de San Ignacio, luego reconstruida, y el del 12 de julio de terremoto, que también acabó o afectó seriamente edificios religiosos como la catedral Primada o las iglesias de Santo Domingo, San Francisco y La Enseñanza.

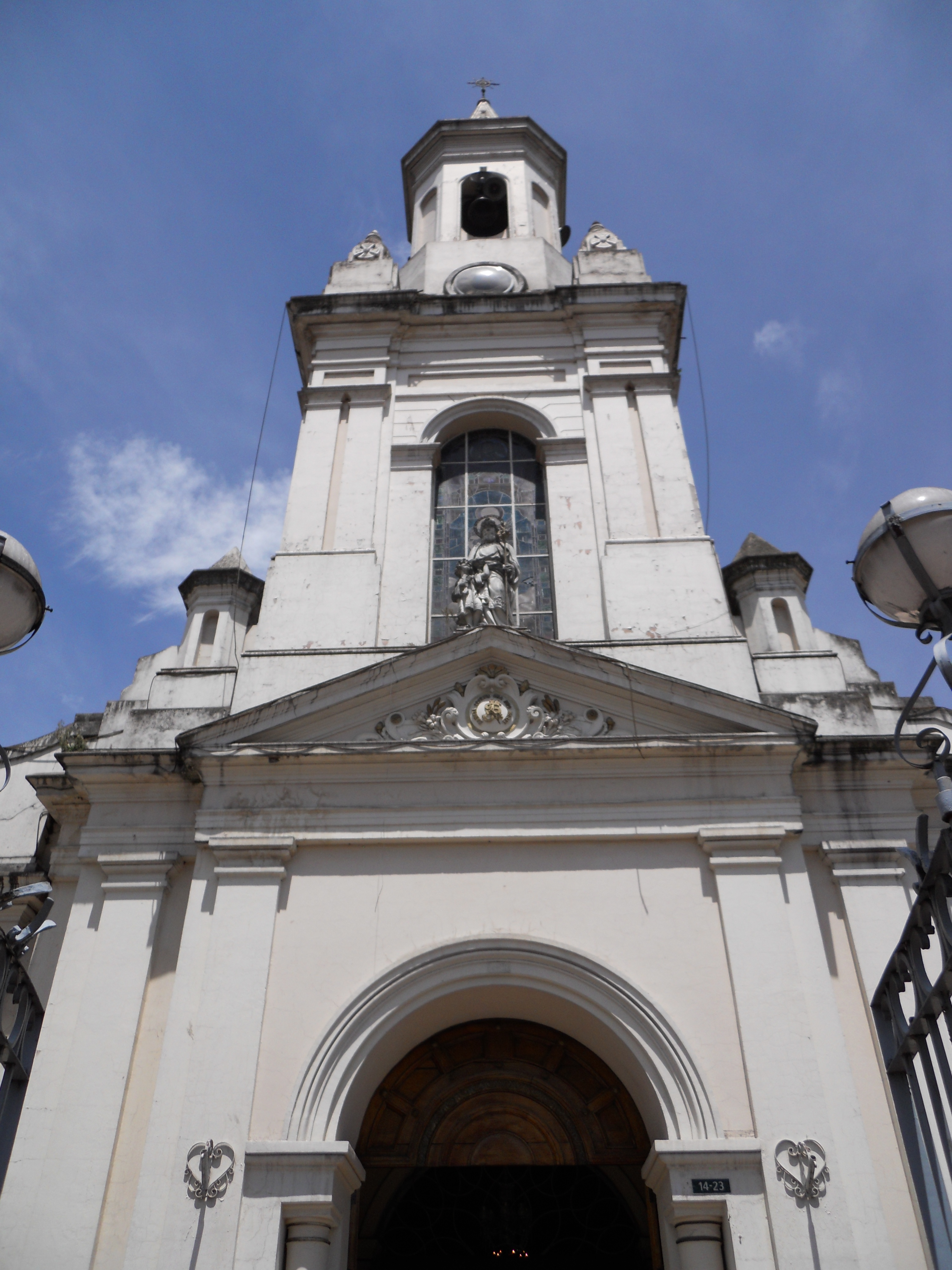
Fachada de la iglesia de La Capuchina.

Durante la segunda mitad del siglo se reflejaron las reformas que acarreó el cambio dinástico en España de los Austrias a los Borbones, pues se realizó el primer censo, se asignó una nomenclatura oficial a las calles, y se realizó una división administrativa diferente de la eclesiástica, constituyéndose en 1774 ocho cuarteles constituidos por ocho barrios.
La ciudad experimentó un proceso similar al de otros centros urbanos de Latinoamérica, que consistió en un marcado incremento en la inversión pública. El número de construcciones civiles sobrepasó así al de aquellas de corte religioso. De las veintiuna obras que se realizaron, dieciséis fueron seculares.

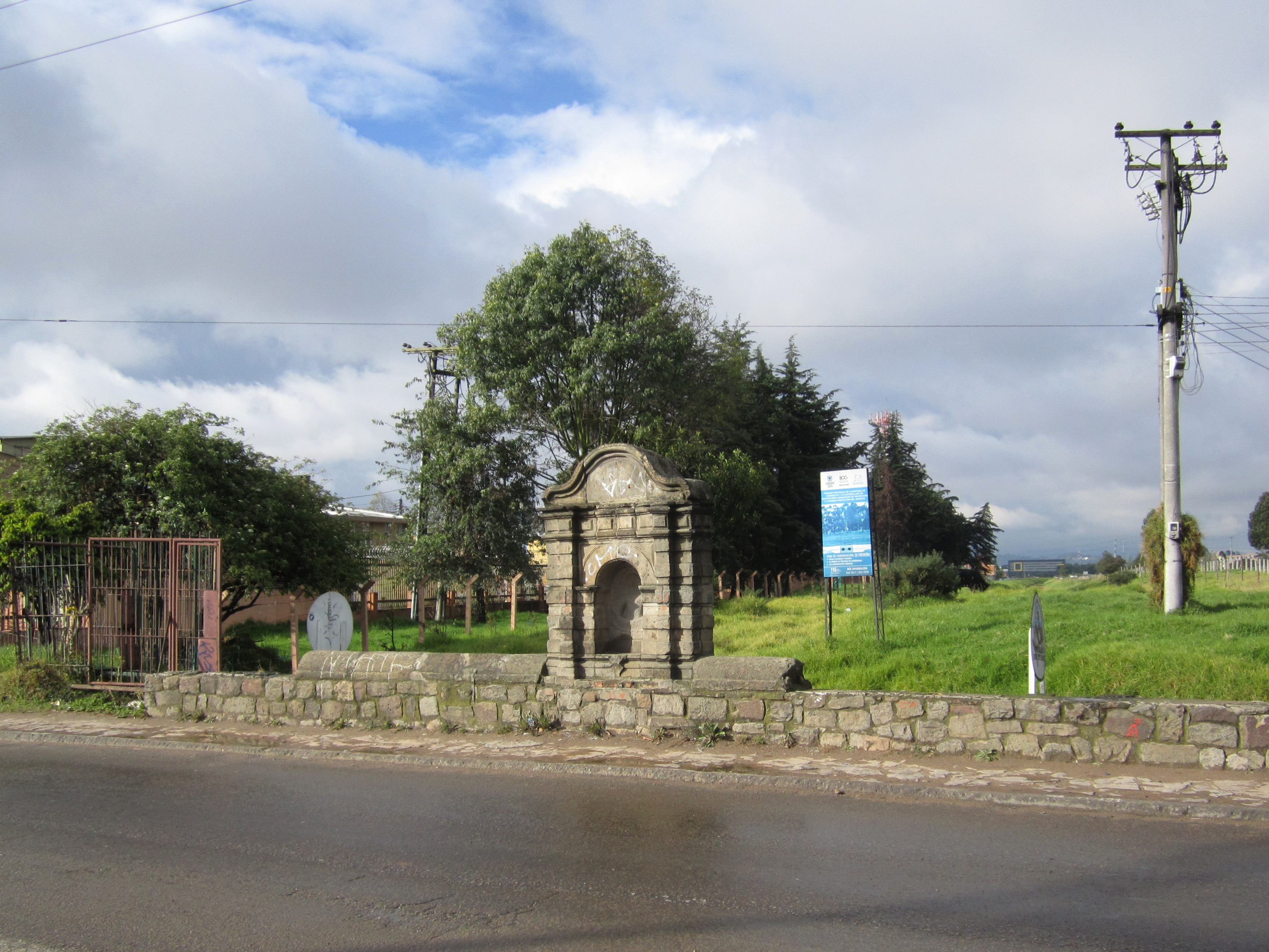
Restos del puente de San Antonio en Fontibón.

Entre estas obras de infraestructura destacan los puentes del Común, de Sopó y de Aranda, y los de San Antonio y Bosa sobre el río Tunjuelito. En 1776 se autorizó la construcción del convento de La Enseñanza, una cuadra al oriente de la Plaza Mayor, que se terminó en 1799.
De la segunda mitad del siglo XVIII también es la iglesia de la Orden Tercera, construida en el costado occidental de la carrera Séptima entre 1761 y 1780. Se caracterizó por el arco de medio punto que la comunicaba con la iglesia de la Veracruz, el cual dio nombre a la calle 17 sobre la que pasaba, así como a la ornamentación extensiva realizada en talla en madera de cedro y nogal, que no fue pintada de dorado, como era usual en los otros templos de la ciudad.
En la cercana iglesia de San Francisco se colocó a su vez un reloj en 7 de diciembre de 1761. También en los años 1760 se abrieron una fábrica pólvora y otra de loza en la zona sur de la ciudad.
En 1777 se fundó la Real Biblioteca Pública, con los 4128 que le fueron suprimidos a la comunidad jesuita, que habían sido expulsados del virreinato. En 1778 llegaron los capuchinos a Santa Fe, que en 1791 inauguraron la iglesia de La Capuchina en el sector de San Victorino.
En el censo de ese año se encontró que la ciudad contaba con 16 002 habitantes, de los cuales el 51 % eran blancos, el 35 % libres, el 10 % indios y 4 % esclavos.

#### La Ilustración y los enciclopedistas

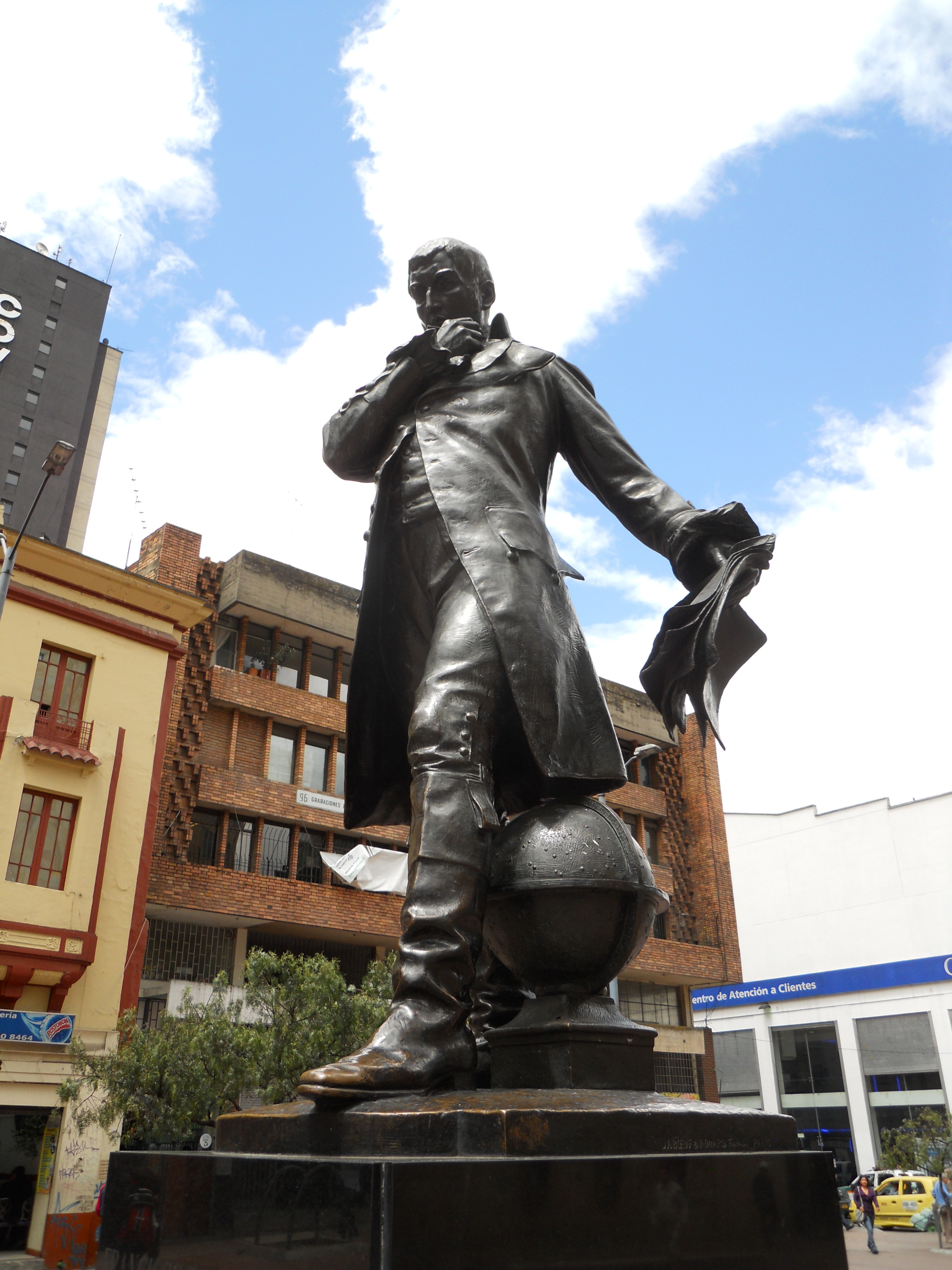
Estatua de Francisco José de Caldas en la plazoleta de Las Nieves.

Las ideas de la Ilustración llegaron a ciertos sectores del virreinato de Nueva Granada hacia finales de siglo, principalmente con la creación de proyectos científicos como la Expedición Botánica. También se caracterizó este período por las reformas económicas, educativas y sociales que generaron grandes tensiones en la sociedad, y que fueron desembocando en hechos como la Insurrección de los Comuneros.
La expedición fue organizada por José Celestino Mutis y reunió en la capital a intelectuales como Jorge Tadeo Lozano, Francisco Antonio Zea y Francisco José de Caldas. Se inició en 1783 patrocinada por el virrey Antonio Caballero y Góngora para explorar las riquezas del virreinato.
También bajo el influjo de nuevas ideas, en particular de los enciclopedistas anticlericales y librepensadores de Francia así como de las primeras logias masónicas, en toda Santafé y en particular en el sector de Las Nieves se desarrollaron círculos literarios, dirigidos por personalidades como el periodista Manuel del Socorro Rodríguez, el mismo Mutis, Manuela Sanz de Santamaría y Antonio Nariño, cuyo grupo, llamado Arcano Sublime de la Filantropía se reunía en su casa y librería de la plaza de San Francisco, tenía un talante revolucionario.

#### Años 1790
Se introdujo asimismo la imprenta y con ella surgió el periodismo. El Aviso del terremoto, impreso en la Imprenta Real dio información sobre los estragos causados por el temblor de 1785. Se considera como la primera noticia impresa en el virreinato. También apareció el Papel Periódico de Santafé, en febrero de 1791, dirigido por Manuel del Socorro Rodríguez.
Hacia 1791, se fechan los mapas de los ingenieros Domingo Esquiaqui y Francisco Cabrer, que son los más antiguos de los que se dispone en la actualidad. Muestran un centro urbano pequeño en extensión, con unas 150 cuadras urbanizadas, con un trazado regular y ordenado, con la plaza de Bolívar en su centro. Sólo a comienzos del siglo XIX se pueden apreciar grabados y dibujos de visitantes extranjeros, cuya fidelidad es parcial.
Un año más tarde llegó a la ciudad Domingo de Petrés un fraile capuchino, el primer arquitecto de formación con el que contó la ciudad, que diseñó y restauró varias iglesias y edificios o secciones de estos, y que seguía un estilo neoclásico.

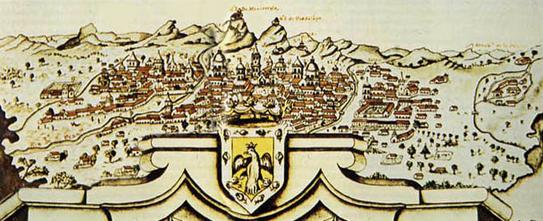
Vista de Santafé de Bogotá (detalle), por José Aparicio Morato en 1772. El original se destruyó en el incendio del 9 de abril de 1948. Esta reproducción es obra de Daniel Ortega Ricaurte. Desde el la traza varió poco.

En Bogotá, De Petrés trabajó en la fachada y la cúpula de la catedral Primada, la cúpula de la iglesia de Santo Domingo así como la fachada y el interior de la iglesia de San Francisco, y diseñó el Observatorio Astronómico y el antiguo hospital San Juan de Dios, a quien se le atribuye una gran influencia en la imagen de la ciudad debido a los nuevos lenguajes que impulsó.
También en 1792 se inauguró el primer teatro de la ciudad, El Coliseo, ubicado en la actual carrera Octava con calle Novena, cuya construcción dirigió Esquiaqui siguiendo los planos del teatro de La Cruz de Madrid.
Asimismo, el censo de 1793 arrojó un total de 16 172 habitantes, entre los cuales no se incluía a los religiosos, ni a los considerados vagos y sin domicilio fijo, lo mismo que a que a los visitantes y viajeros. Del total, 9351 eran mestizos, 5745 blancos, 585 esclavos y 491 indígenas.
En términos de composición étnica, el 55 % de su población correspondiente a libres, el 38 % a blancos, el 4 % a indios y el 3 % a esclavos, lo que implicaba un cambio fuerte con respecto al censo de 1778, en el que más de la mitad de la población era blanca, los libres eran poco más de un tercio del total y uno de cada diez bogotanos era indígena. La parroquia con mayor número de habitantes era La Catedral, pero aquellos con mayor densidad eran Las Nieves y Santa Bárbara, con casi el doble de la registrada en los sectores más acomodados del centro.
El siglo concluye con la construcción del cementerio al occidente de San Victorino, lo mismo que con la mejora de algunos de caminos construidos sobre terrenos anegables.

## SigloXIX
Una devastadora epidemia de viruela se registró entre 1801 y 1802, en la que murieron unos 5000 habitantes, es decir un 13,7 % de la población bogotana, tan solo treinta años después de otra epidemia de menores proporciones.
En 1803 se inauguraron el acueducto y la pila de San Victorino, cuya primera petición se había realizado en 1680. La obra la diseñó el arquitecto capuchino Domingo de Petrés y tomaba sus aguas del río Arzobispo, canalizado hasta el sector de San Diego.
El mismo año se concluyó la construcción del Observatorio Astronómico, el cual fue el primero en América, y que contó con el patrocinio de José Celestino Mutis, quien además diseñó los planos y asumió el costo de la obra. De Petrés realizó a su vez en esa época importantes trabajos de ampliación del hospital y de la iglesia de San Juan de Dios, entre ellos su sacristía.
El 16 de junio de 1805 se produjo un terremoto que destruyó el 25 % de la ciudad. En este entonces Bogotá estaba dividida en ocho barrios, cada uno con su alcalde, así: La Catedral, del Príncipe, del Palacio, San Jorge, Las Nieves Oriental, Las Nieves Occidental, San Victorino y Santa Bárbara; con el tiempo, los dos primeros tomaron el nombre de La Candelaria. Con el tiempo, se amplió el perímetro urbano debido a las olas migratorias.

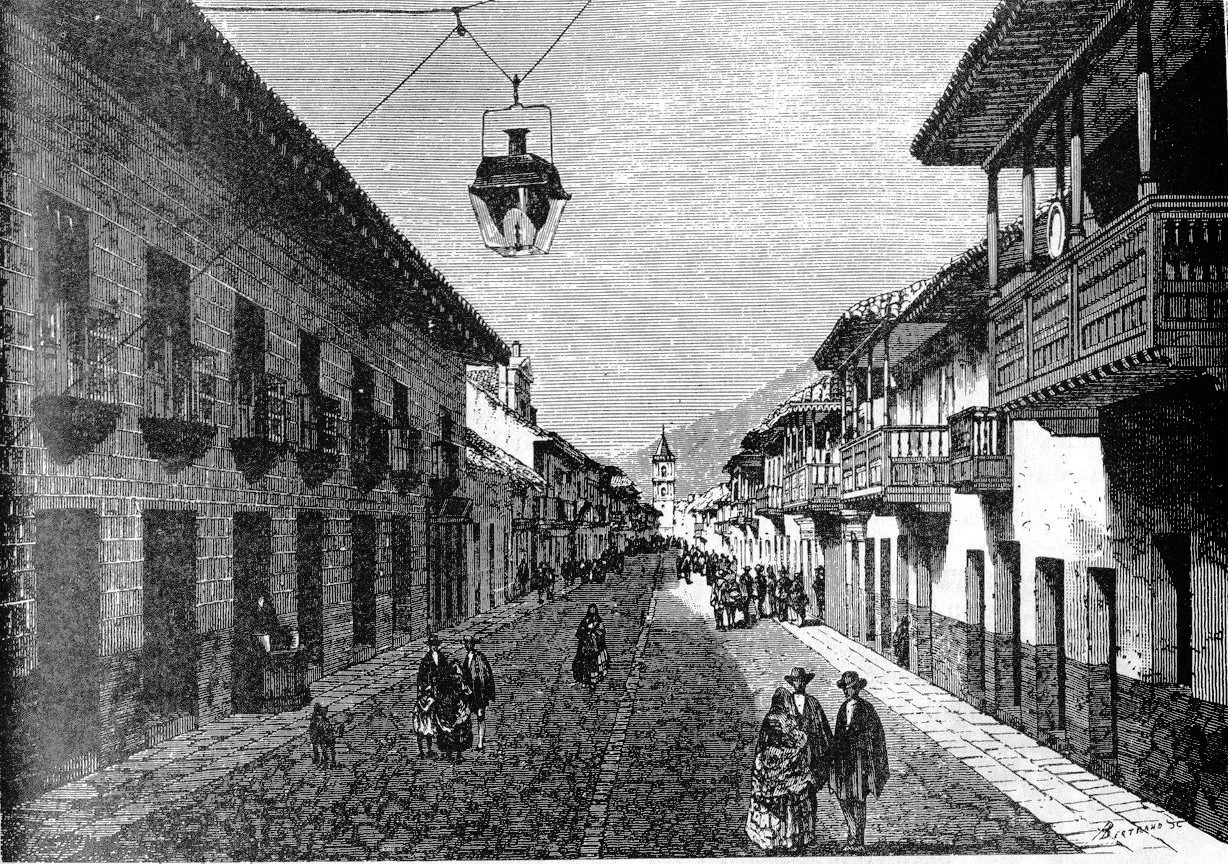
Calle Real, hoy carrera Séptima de Bogotá en 1869.

Asimismo, a principios de este siglo el geógrafo y naturalista alemán Alexander von Humboldt visitó Bogotá, atraído entre otras cosas por sus instituciones culturales y científicas, entre las cuales destaca el primer observatorio astronómico de América, que había sido promovido y desarrollado por el sabio Mutis, quien dirigió la Expedición Botánica  y disponía de una nutrida biblioteca.

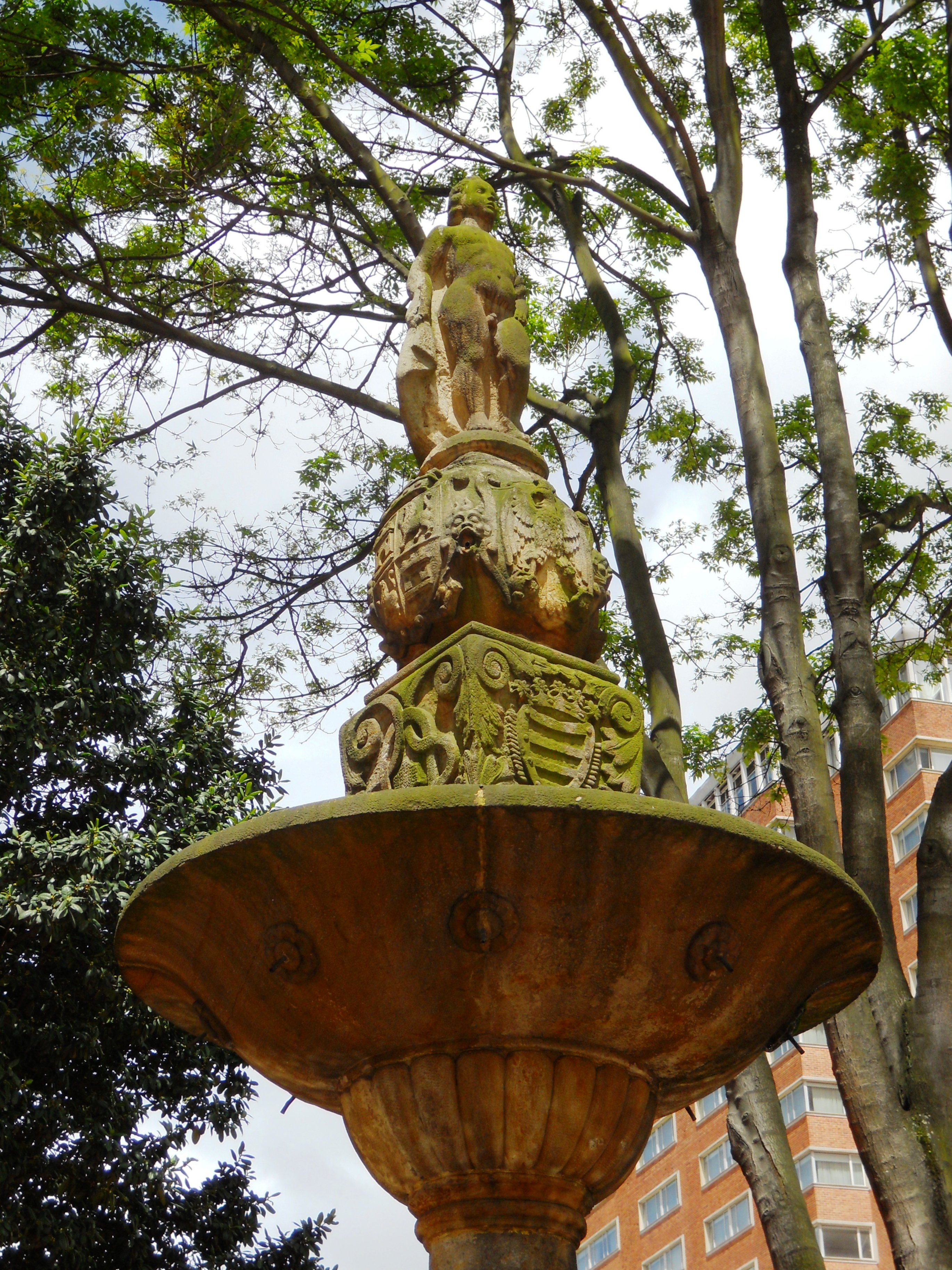
Réplica del “Mono de la pila”.

Los barrios tradicionales se mantuvieron como núcleos principales de habitación en Bogotá, pero surgieron otros como Las Aguas, Las Cruces, Egipto, La Perseverancia, San Cristóbal y Chapinero, este último como zona en la que clase alta bogotana, que construyó quintas de recreo para alejarse del núcleo urbano. En su constitución la madera reemplazó a la piedra y el adobe a la tapia pisada 

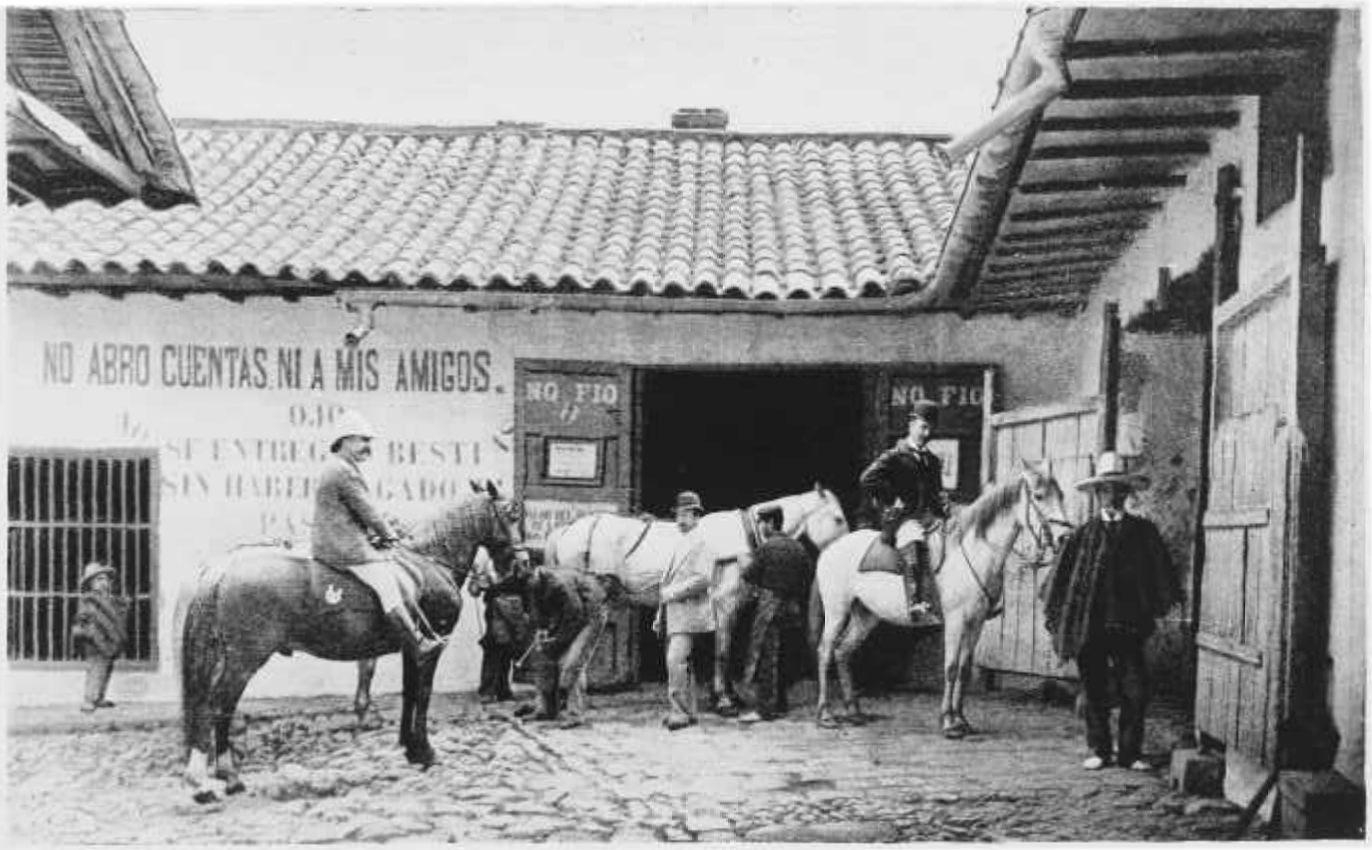
Fonda en Bogotá a finales del.

En 1810, Bogotá que tenía unas 200 manzanas en las que abundaban los perros, y en la que no había acueducto ni alcantarillado. El vehículo de movilización era el caballo; la biblioteca pública contaba con más de 20 000 volúmenes, muchos de ellos incunables producto del decomiso a los jesuitas. A su vez, contaba entre 25 000 y 30 000 habitantes. 

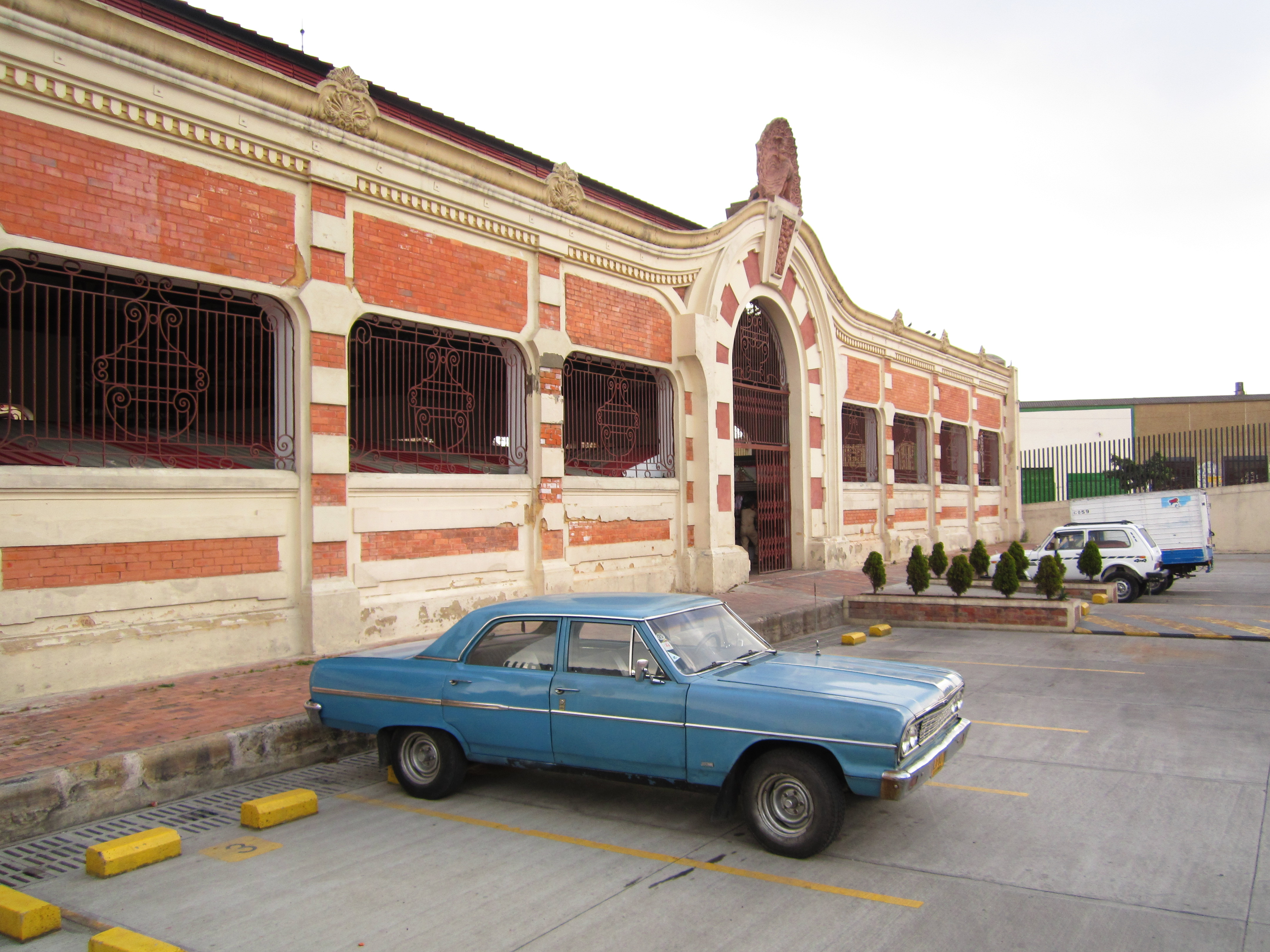
Plaza de mercado de Las Cruces.

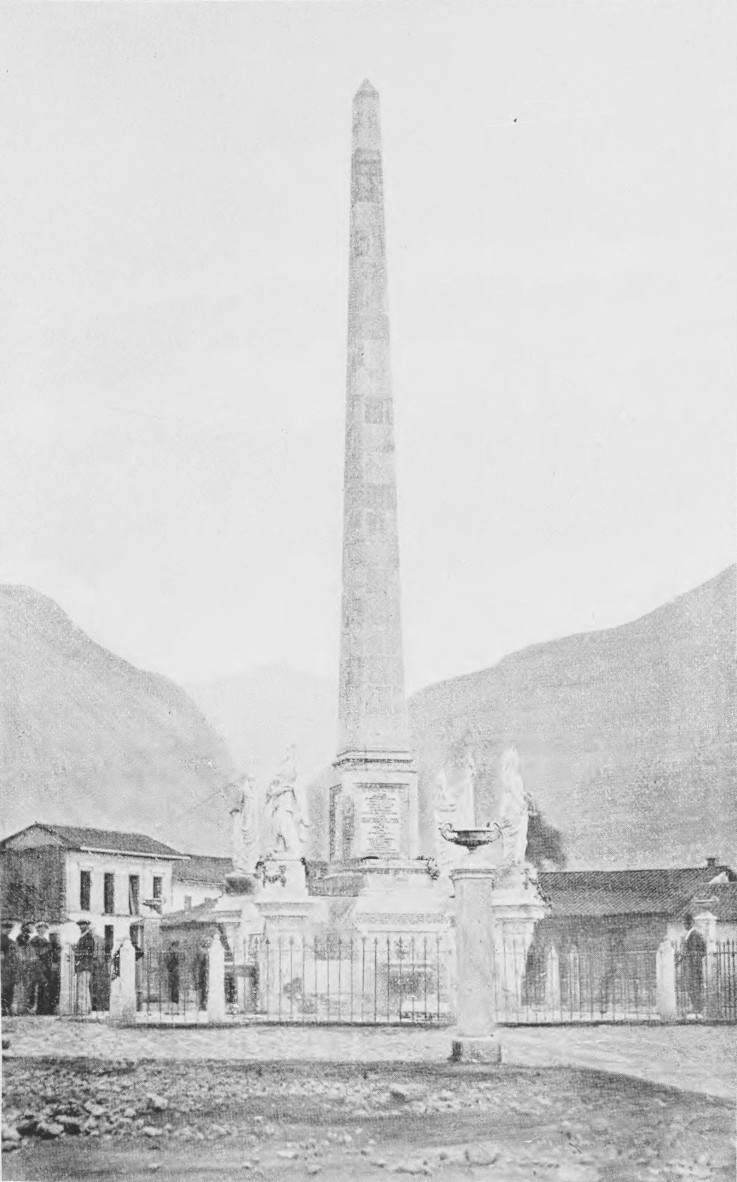
El obelisco a los Mártires, inaugurado en 1880.

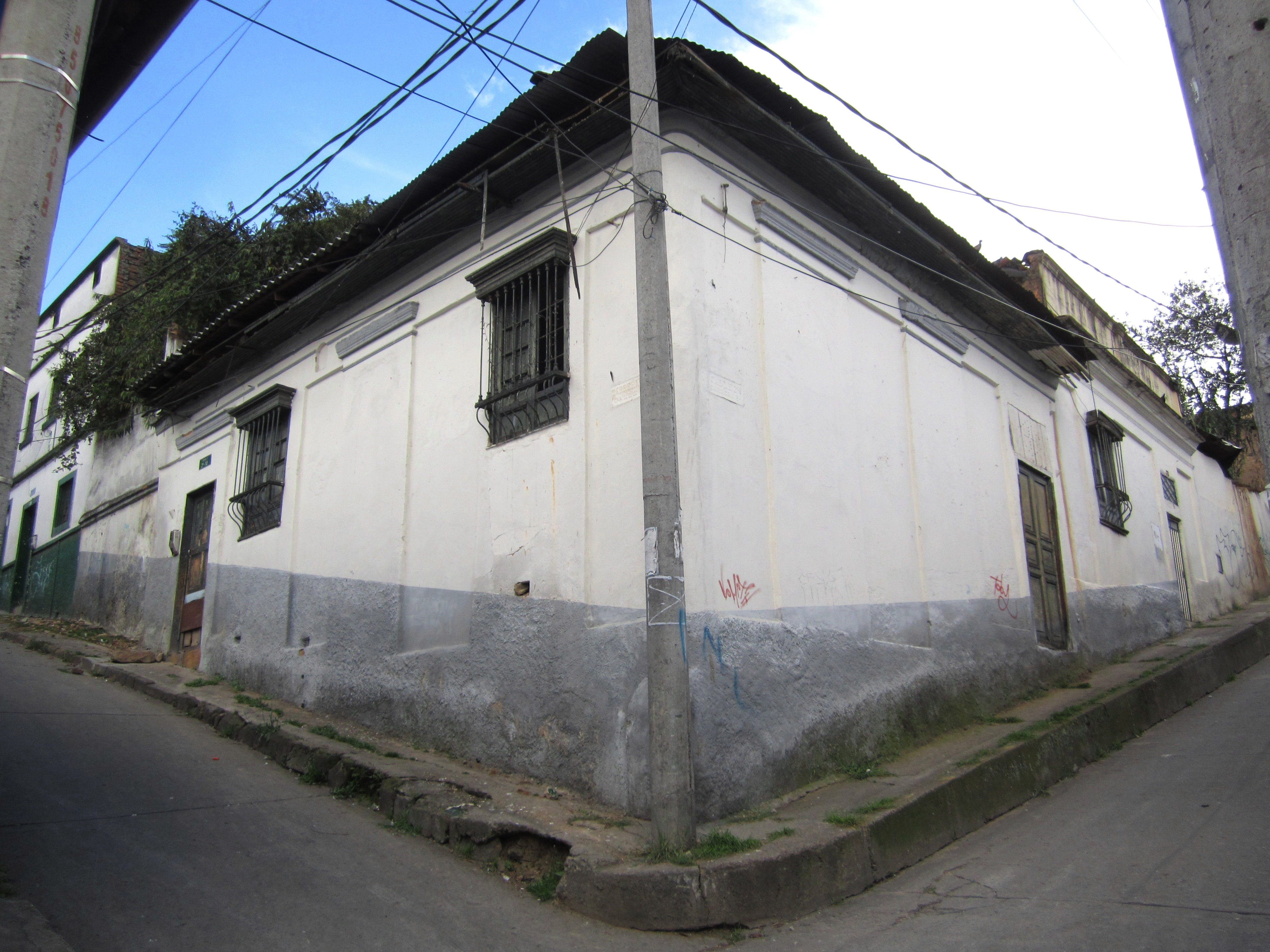
Casa en el barrio Las Cruces.

La bañaban cuatro ríos: Fucha, San Francisco, Arzobispo y San Agustín; dos quebradas, Las Delicias y La Vieja; y los cuatro chorros de Belén, Fiscal, Botellas y Padilla. La gente de algún dinero se concentraba en la calle Real, la única con construcciones de dos pisos.
En la plaza principal había una fuente con una figura que se pretendió fuera san Juan Bautista, pero que la gente llamó el “Mono de la pila”, quitada años más tarde para colocar la estatua de Bolívar y llevada al hoy Museo de Arte Colonial.
La unidad monetaria era el castellano de oro y el peso dividido en ocho reales. Además, había onzas, escudos y doblones. La Ley Fundamental del 17 de diciembre de 1819, denominó a la capital del nuevo país como Bogotá, eliminando el "Santafé".

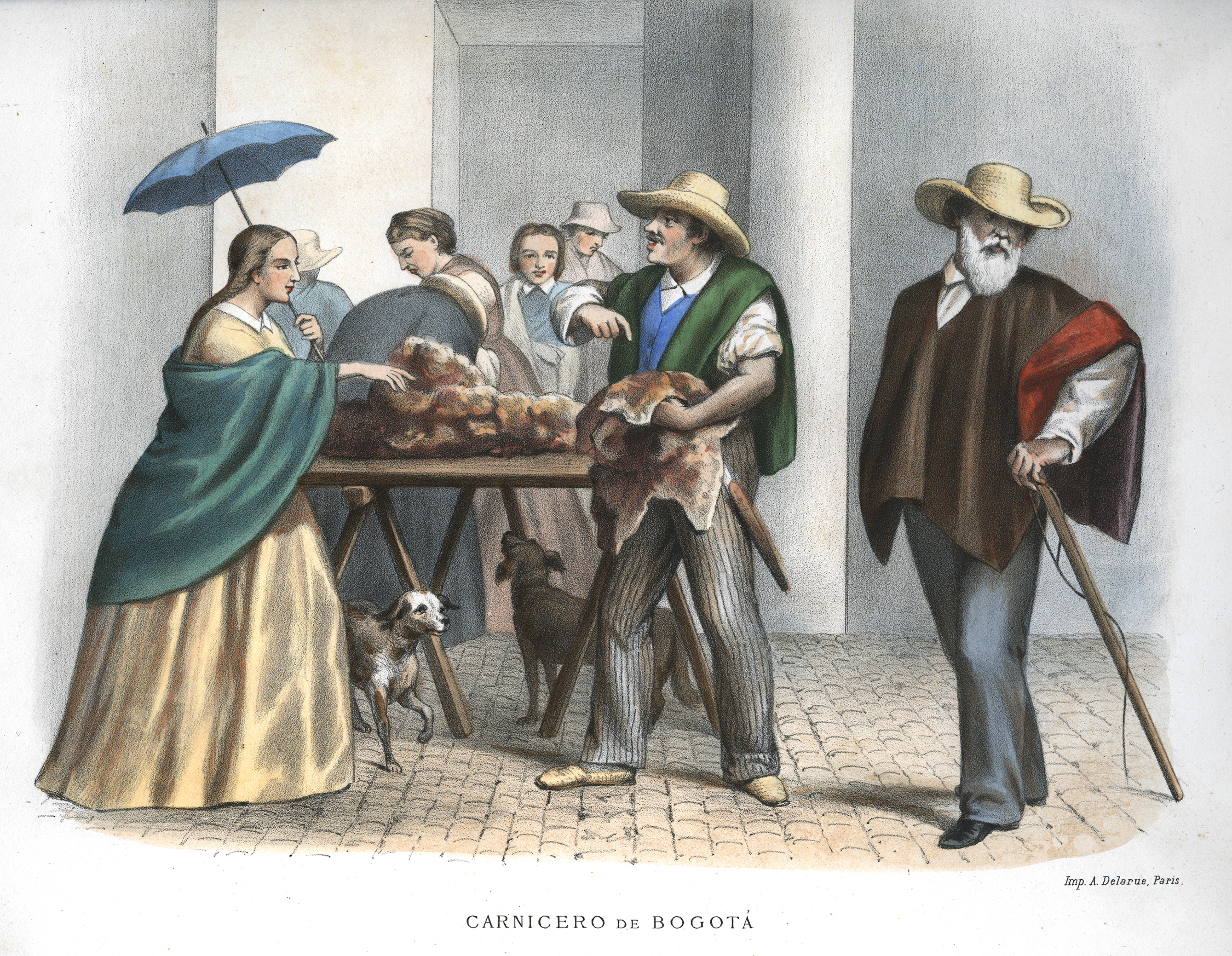
Carnicero de Bogotá (1860) de Ramón Torres Méndez.

### Independencia
En 1810 comenzó la independencia de Colombia, un periodo que duraría casi una década, con combates en algunas regiones hasta 1824. El lapso que se extendió hasta 1816 se conoce como la Patria Boba, pues estuvo marcado por la inestabilidad política y las guerras regionales y civiles. 

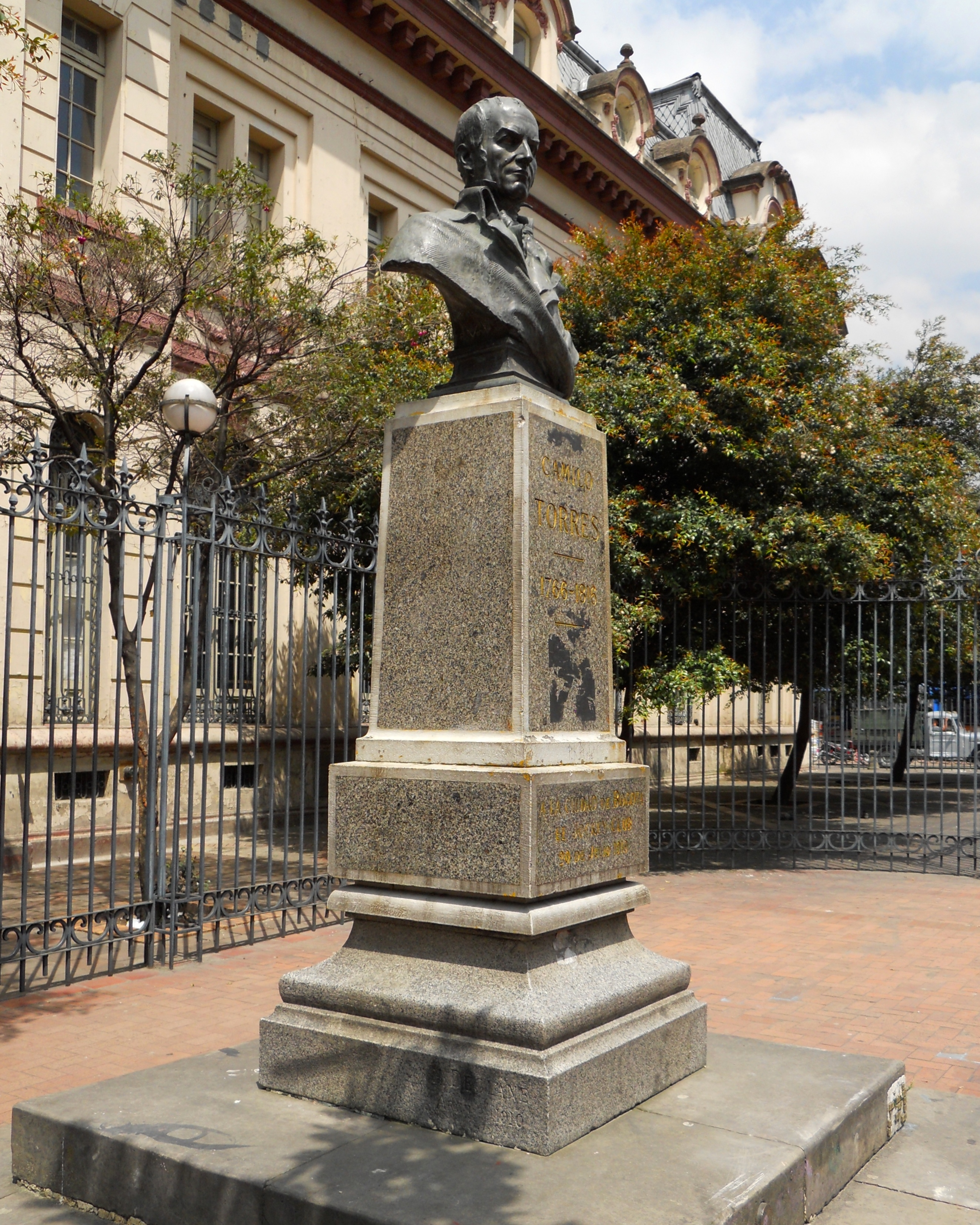
Busto de Camilo Torres en la carrera Trece, antigua Alameda Vieja.

En Bogotá, el enfrentamiento armado entre el Estado de Cundinamarca y las Provincias Unidas de la Nueva Granada se reflejó en el sitio de Bogotá por parte del brigadier Antonio Baraya, líder del ejército federal, con el objeto de hacer capitular al gobierno centralista de Antonio Nariño, en lo que se ha considerado la primera guerra civil de la Nueva Granada. Tras el combate de San Victorino, la refriega se saldó con la victoria del segundo. Las víctimas del conflicto fueron enterradas en el atrio de la iglesia de San Diego.
A su vez, la capital fue escenario de la Reconquista, es decir del régimen del terror instaurado por los españoles, cuyo líder Pablo Morillo llegó a la sabana en 1816 tras la batalla de Cartagena, organizando juicios sumarios y patíbulos para ejecutar a los independentistas, como la Huerta de Jaime, donde se elevó un obelisco en su memoria y se nombró la localidad como Los Mártires.
Entre las víctimas de este periodo se encuentra un buen número de los participantes de la Expedición Botánica, lo mismo que una gran cantidad de criollos cultos egresados de la Universidad del Rosario, lo mismo que algunos presidentes de la Primera República, entre los que destacan los nombres de Policarpa Salavarrieta, José María Carbonell, Mercedes Abrego, Jorge Tadeo Lozano, Camilo Torres Tenorio y Francisco José de Caldas.
El 10 de agosto de 1819 Simón Bolívar entró a la ciudad. Poco antes, la elite española había huido y abandonado sus propiedades y posesiones por temor a las represalias que seguirían. Entre ellos, el virrey Juan de Sámano, quien huyó disfrazado de indígena con una ruana y un sombrero sucio pero dejó en la mesa del palacio virrenial el oro del gobierno virreinal.
A mediados de la década de 1820 tuvo lugar una intensa actividad telúrica, registrándose el 17 de junio de 1826 uno de los más fuertes de la historia de Bogotá, durante el cual una gran cantidad de inmuebles resultaron severamente afectados.
El 22 ocurrió otro movimiento de menor duración, con réplicas que duraron seis meses, hasta que se registró el 16 de noviembre de 1827, uno de los de mayor intensidad registrados en Bogotá, que destruyó varios inmuebles y otras estructuras.
El 22 ocurrió otro movimiento de menor duración, con réplicas que duraron seis meses, hasta que se registró el 16 de noviembre de 1827, uno de los de mayor intensidad registrados en Bogotá, que destruyó varios inmuebles y otras estructuras.Resultando la Capilla del Sagrario de la Catedral de Bogotá gravemente dañada por lo cual debió ser restaurada. La familia Vergara, como descendientes del fundador y mayordomos de la misma emprenden la reconstrucción del tabernáculo.
La ciudad se convirtió en capital de la Gran Colombia hasta 1830, cuando este estado se disolvió dando inicio a los hoy estados de Ecuador, Venezuela y Colombia, puesto que Panamá se separaría hasta 1903. También en esta década, en 1836, se inauguró el cementerio Central.
Para 1840 terminan las obras de la capilla del sagrario y es concluida la restauranción por los sismos de años pasados.

### Golpe militar de 1854
Los desórdenes públicos registrados en Las Nieves entre mayo y junio de 1854 produjeron el 16 de abril de ese año el golpe militar de José María Melo, cuya dictadura democrático-artesana presidieron Tomás Herrera y José de Obaldía, contra el gobierno de José María Obando. Estos conjurados fueron sin embargo rechazados por los ejércitos constitucionales encabezados por los expresidentes Pedro Alcántara Herrán, Tomás Cipriano de Mosquera y José Hilario López.
Entre las construcciones arquitectónicas que se realizaron durante el siglo XIX, la más notable es tal vez la del Capitolio Nacional, proyecto de Tomás Cipriano de Mosquera que tuvo la participación del arquitecto Thomas Reed, que en 1851 diseñó asimismo el citado monumento a los Mártires en la plaza del mismo nombre, que solo se inauguró treinta años más tarde.

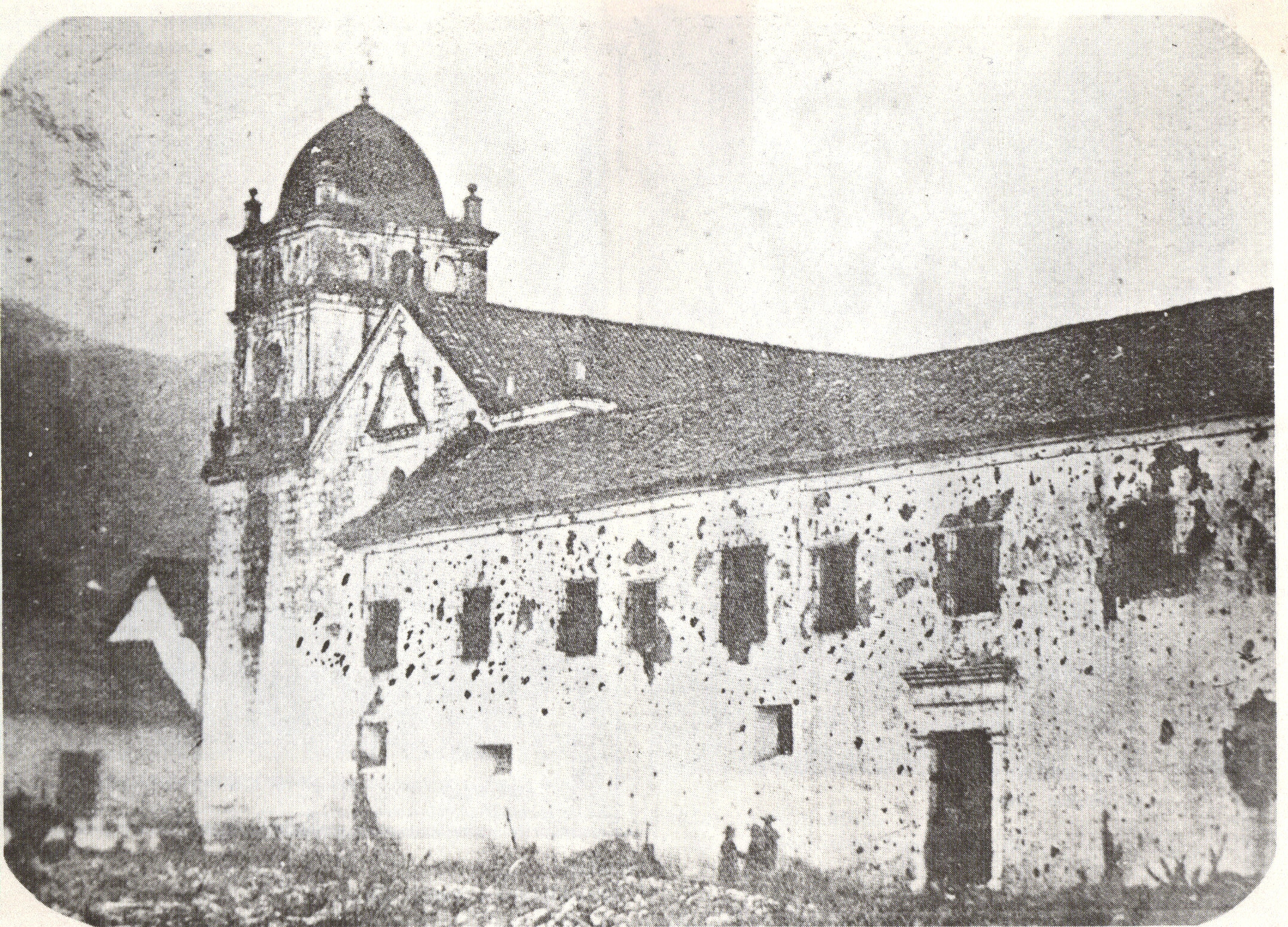
Iglesia y convento de San Agustín tras la batalla del mismo nombre.

A su vez, el 20 de julio de 1846 se erigió la estatua de Simón Bolívar en el centro de la plaza mayor, que sustituyó la fuente para el abastecimiento de agua –el Mono de la Pila– y se convirtió en el primer monumento público de la ciudad. Se construiría luego el Teatro Colón, inaugurado a finales de siglo XIX –antiguo Teatro Coliseo– que fue el centro cultural de la sociedad santafereña.
El Distrito Federal se creó a finales de 1861, a fin de que Bogotá fuera sede del gobierno federal. Para tal fin se le anexaron los municipios cundinamarqueses de Engativá, Fontibón, Suba, Usme, Usaquén y Bosa, a fin de garantizar cierto orden al territorio distrital, pero fue suprimido y su territorio devuelto al entonces Estado Soberano de Cundinamarca.
Ese mismo año, Tomás Cipriano de Mosquera dictó el decreto sobre “Desamortización de Bienes de Manos Muertas”, por el que los bienes eclesiásticos fueron expropiados y vendidos. Un año después, la iglesia de San Agustín fue el escenario de la Batalla de San Agustín, entre las tropas conservadorascercanas al presidente, Mariano Ospina Rodríguez, y las de De Mosquera.

### Una ciudad sin iluminación ni alcantarillado

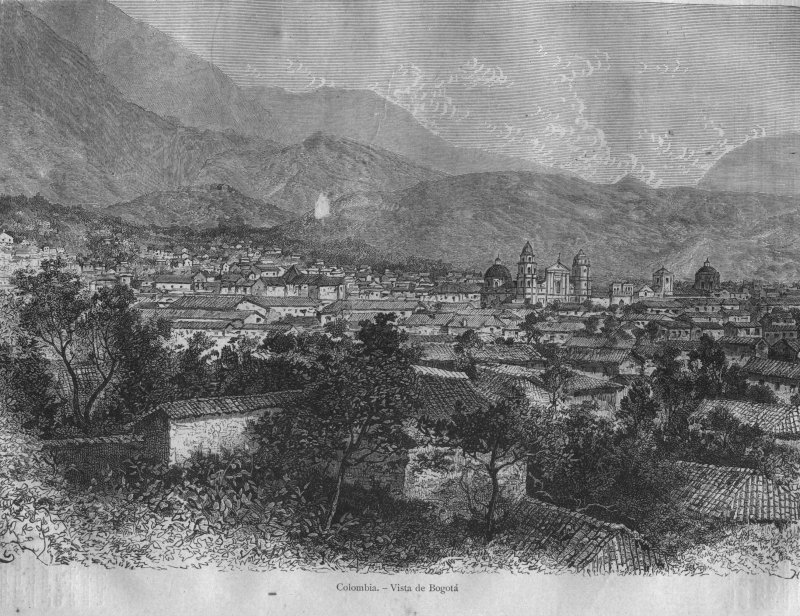
Bogotá en un grabado de 1887.

En 1865 se inauguró en Bogotá el servicio de telégrafo. En 1876 el Concejo de la ciudad estableció una nueva nomenclatura para las calles y carreras, que consistió en cambiar los tradicionales nombres por números seriales, siguiendo un sistema de coordenadas cartesianas a partir de la esquina de la Catedral, un punto de partida para la numeración que se cambió sin embargo diez años más tarde por otro en el barrio Las Cruces, ya en el piedemonte de los cerros Orientales.
Durante la existencia de los Estados Unidos de Colombia entre 1863 y 1886, Bogotá recibió el título de Capital Federal y sus pocos barrios fueron elevados a la categoría de cantones.
En 1884 la ciudad tenía unos 90 000 habitantes, algo más de 3000 casas y unas 35 quintas. La red de distribución de agua era precaria, no utilizaba presión y solo llegaba a unas trescientas casas. Los demás habitantes debían recurrir a los aguateros que recogían el agua de las fuentes en tinajas de barro. La iluminación dependía de una compañía de gas también con grandes deficiencias especialmente en el alumbrado público. Las calles eran barridas por los reclusos, bajo la vigilancia de soldados.
El alcantarillado subterráneo era casi inexistente y las acequias y caños obstaculizaban el eventual servicio de transporte que prestaban los carruajes tirados por caballos y mulas. Tanto que, para evitar el daño de los adoquines y de las redes de acueducto, desde 1844 hasta 1877 se prohibió el tránsito de carruajes por las calles, los cuales solo podían llegar hasta las plazas de San Diego, San Victorino, Las Cruces y San Agustín y desde allí se caminaba o se usaban carretillas para el transporte de cargas.
Desde los comienzos de la República existían algunas agencias de acarreos por medio de carretas y en 1851 se estableció el transporte colectivo intermunicipal con carruajes. En 1876, el británico Henry Alford y el francés Jean Gilide crearon la Compañía Franco-Inglesa de Carruajes Alford y Gilide cuyos coches tirados por caballos, con capacidad para diez pasajeros, eran denominados ómnibuses y cubrían la ruta entre Bogotá y el caserío de Chapinero. Esta empresa luego fue vendida a dos oriundos de Engativá, Antonio Caipa y Timoteo Tibaquirá, quienes le dieron el nombre de Compañía Franco-Inglesa de Carruajes Caipa y Tibaquirá.

### Décadas de 1880 y de 1890

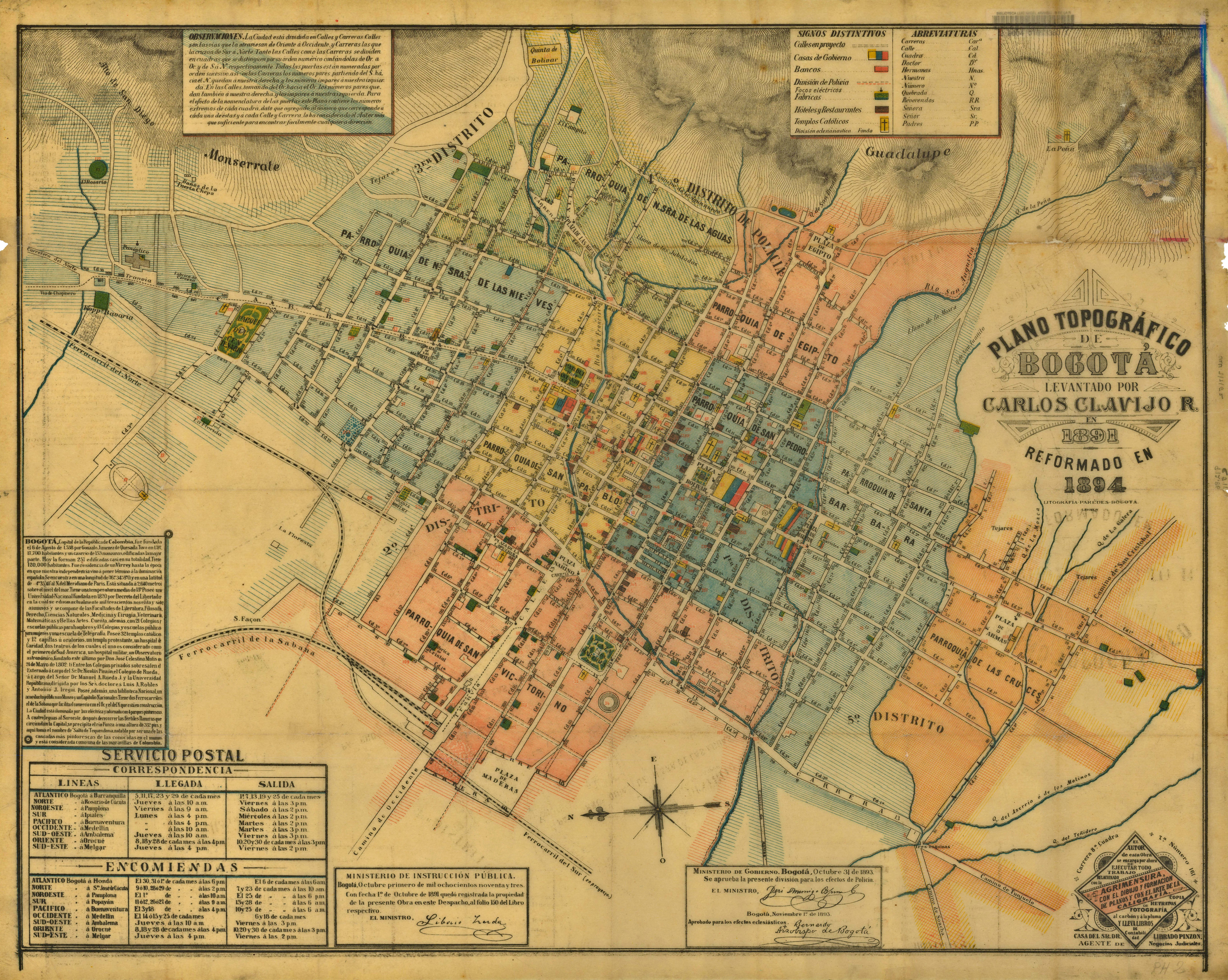
Mapa de Bogotá en 1894.

En 1883 se inauguró en las inmediaciones de la iglesia de San Diego el parque Centenario, con el fin de conmemorar el primer centenario del nacimiento de Simón Bolívar. En 1887 se instaló el primer acueducto por tubería de hierro, dando origen a un incipiente sistema domiciliario. Se buscó frenar en parte los graves problemas de insalubridad que causaban enfermedades entre los usuarios debido a la contaminación de las aguas de consumo humano a causa de los mismos desechos en los desagües.

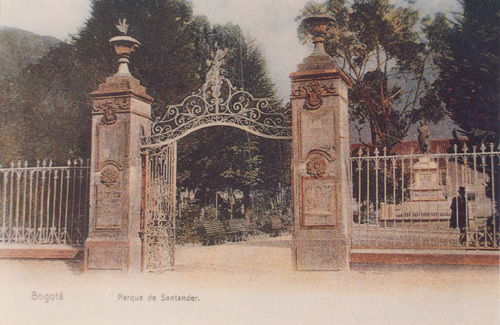
El parque Santander en 1900.

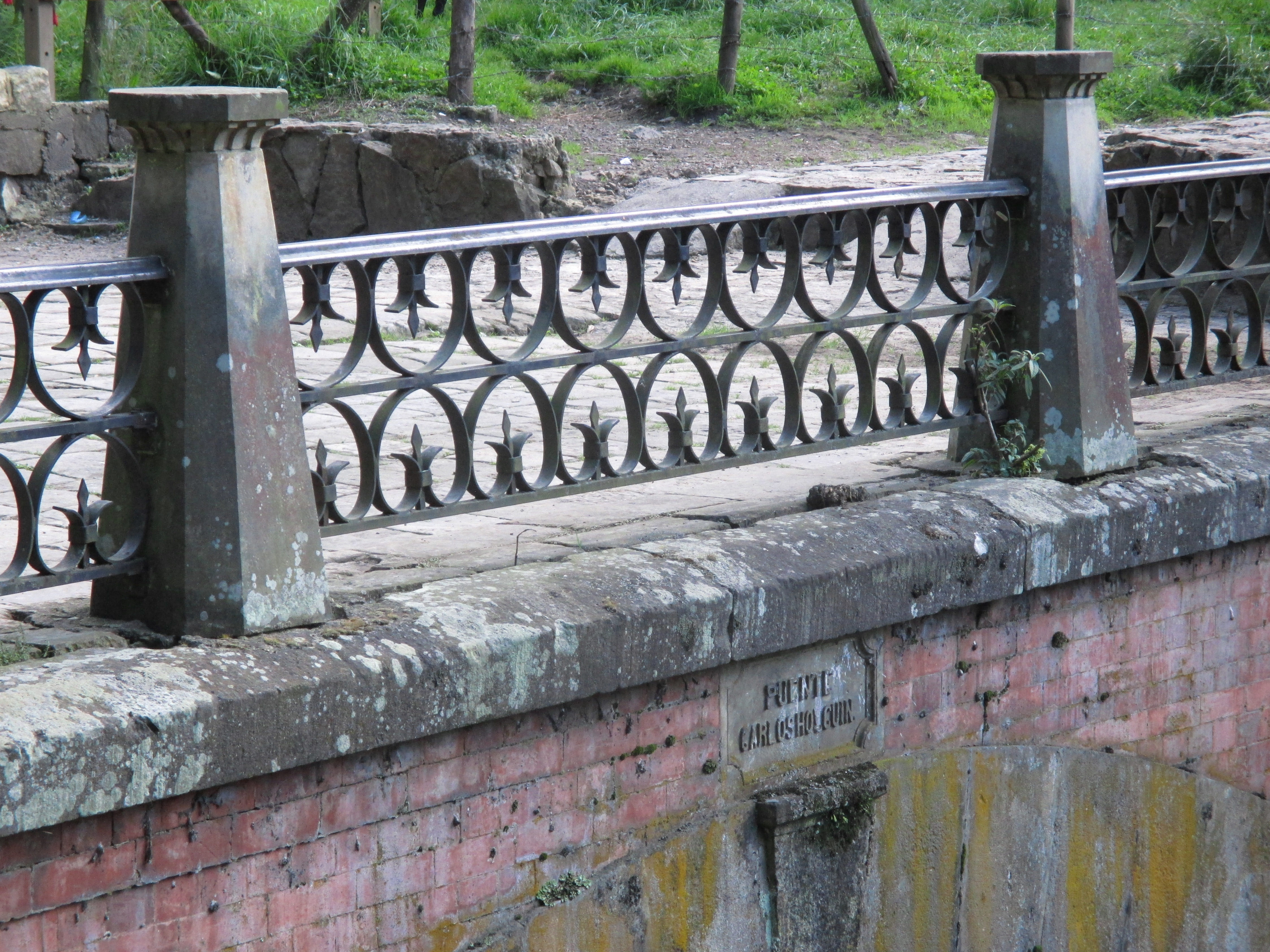
Puente Carlos Holguín sobre el río San Francisco, construido en 1890.

En 1888 se creó la Compañía de Acueducto de Bogotá, iniciativa privada liderada por Ramón B. Jimeno. Un año más tarde, se fundó la empresa Ferrocarril de la Sabana de Bogotá y se estrenó su primera línea desde San Victorino hasta Facatativá, la cual, finalizando el siglo XIX, ya contaba con más de 100 km de vías férreas. Mediante los empalmes, esta permitió llegar a distintas zonas del país e incluso hasta el mar Caribe.
El mismo año el empresario alemán Leo Kopp fundó la cervecería Bavaria, una de las primeras en industrializar bienes de consumo, en el actual barrio de San Diego.
En el ámbito cultural, es relevante la publicación de Apuntaciones críticas sobre el lenguaje bogotano, del filólogo Rufino José Cuervo, lo mismo que el desarrollo de las obras de los poetas José Asunción Silva y Rafael Pombo y del pintor retratista Epifanio Garay, que son figuras relevantes de la cultura y el arte bogotanos de este periodo.
En el transporte, es de resaltar que en 1884 comenzó a operar el servicio de tranvía de mulas, desde la plaza de Bolívar hasta Chapinero, y en 1910 hizo lo propio el sistema de tranvía eléctrico, que hasta los años 1940 se extendió en múltiples líneas. Junto con el tren, estos medios de transporte fueron los pilares de la modernización y el desarrollo de Bogotá, que en 1912 tenía una población que apenas superaba los 120 000 habitantes.
Gracias a la mejora en las comunicaciones por tranvía y por tren, lo mismo que debido a la dinámica desencadenada por la construcción de la basílica de Lourdes de 1875, en estas décadas el sector de Chapinero ya se consideraba como un barrio más de la capital. A su vez, entre 1888 y 1890 se construyó la cúpula de la iglesia de Santo Domingo.
También en 1884 se canalizó el primer tramo del río San Francisco, entre las actuales carreras Séptima y Octava, debido en gran medida al grave estado de contaminación que presentaba su cauce. Ese mismo año se posesionó como alcalde el cartagenero Higinio Cualla, quien permaneció 16 años en la dirección a la ciudad y desarrolló obras públicas de gran importancia en la época como la construcción del Teatro Colón, el hospital de la Misericordia y la galería exterior del Cementerio Central, la ampliación de la cobertura del servicio de transporte y de los servicios públicos, y el mejoramiento de la infraestructura de diversas calles y puentes.

## SigloXX

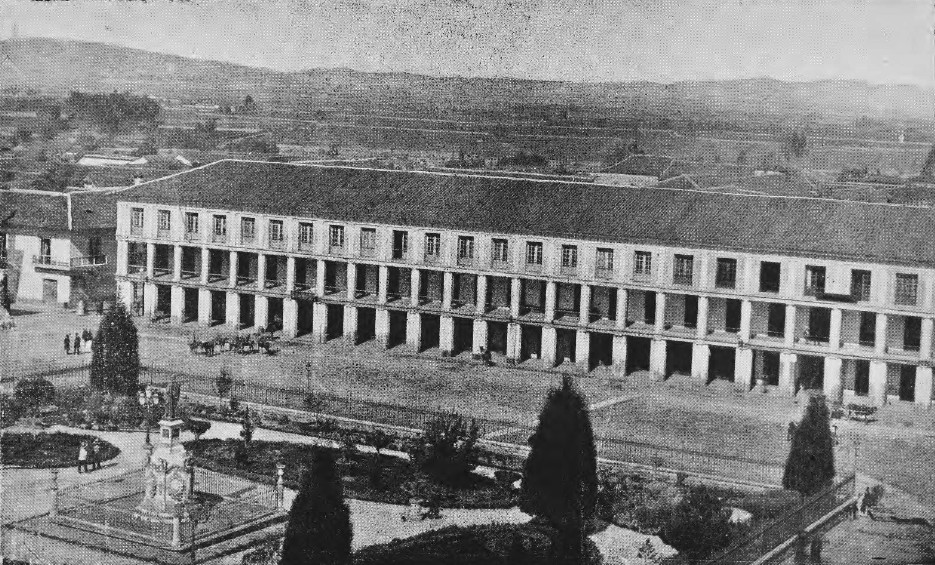
Galerías Arrubla, donde hoy se encuentra el palacio Liévano, la sede de la Alcaldía Mayor de la ciudad.

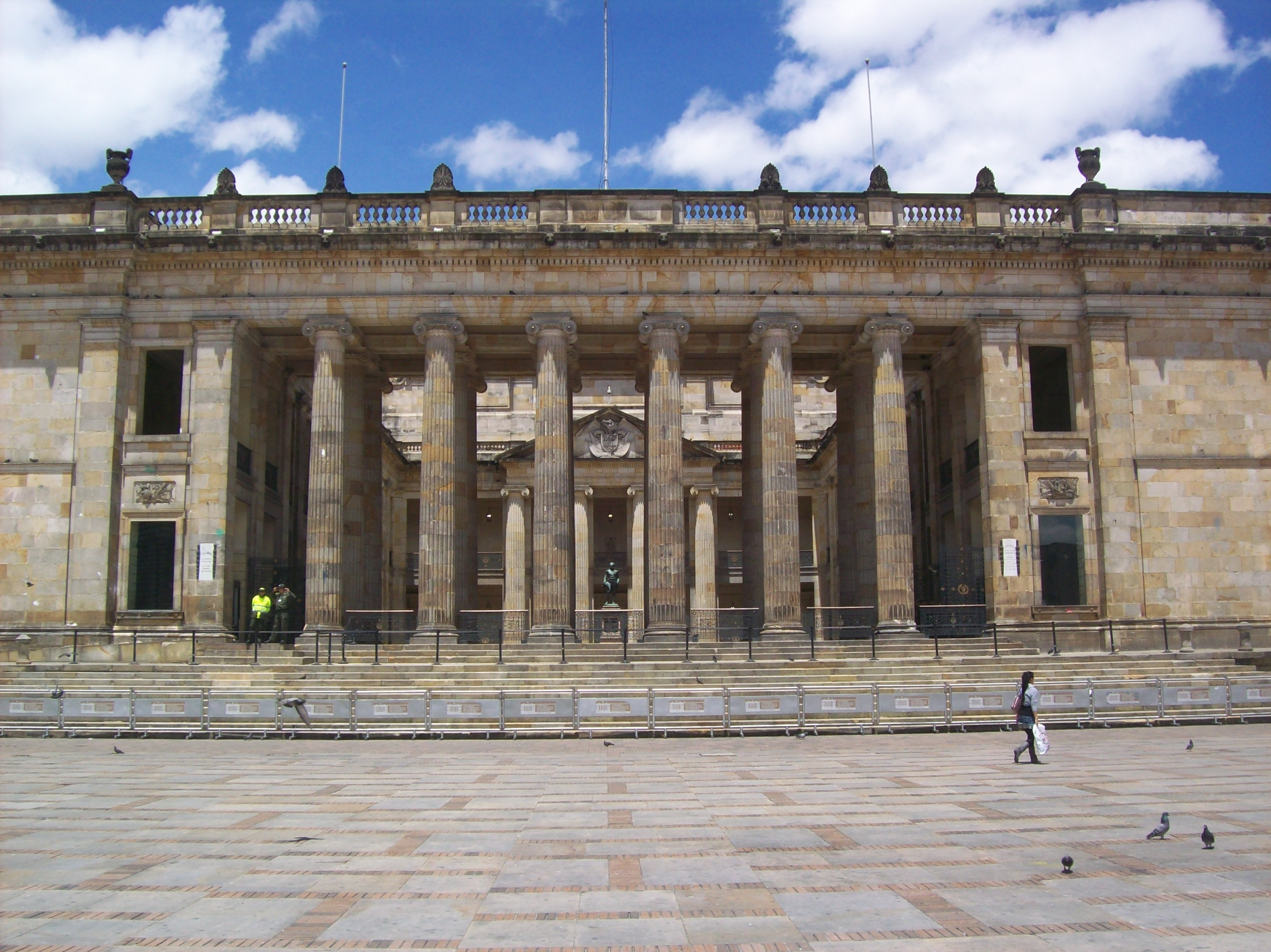
El francés Gastón Lelarge trabajó en el diseño y la construcción del capitolio nacional durante los años 1900.

La entrada de Bogotá al siglo XX estuvo marcada por la guerra de los Mil Días, que tuvo entre sus consecuencias la separación de Panamá en 1903, lo mismo que notables cambios demográficos que favorecieron la urbanización del país. Los 25 millones de dólares recibidos de Estados Unidos como indemnización por la pérdida de ese territorio, constituyeron unos ingresos extra que dieron lugar al periodo conocido como de la "Danza de los millones" o de la "Prosperidad al debe", que pese a la corrupción y el despilfarro, sirvió para aportar algunas soluciones a ciertos de los atrasos en infraestructura urbana. Paulatinamente, a principios de este periodo Bogotá accedió al contexto internacional, consolidándose como centro financiero, político, económico y demográfico del país.
En 1900 el área urbana de Bogotá era de 326 ha. Su límite sur lo constituía el barrio Las Cruces, y en sectores más occidentales lo marcaba la quebrada La Galera, que fluía por la actual calle Primera. El Panóptico o cárcel departamental, que junto al convento de María Auxiliadora y la fábrica Bavaria marcaba en estos tiempos el septentrional, fue asimismo lugar de reclusión para muchos presos políticos del conflicto de este periodo. Años después ese espacio se convertiría en el museo Nacional, al norte del sector de San Diego.
En 1905 el número de habitantes se acercaba a los 100 000, favorecido por el desplazamiento las guerras nacionales ocurridas en este periodo, desencadenando asimismo un marcado crecimiento demográfico urbano.

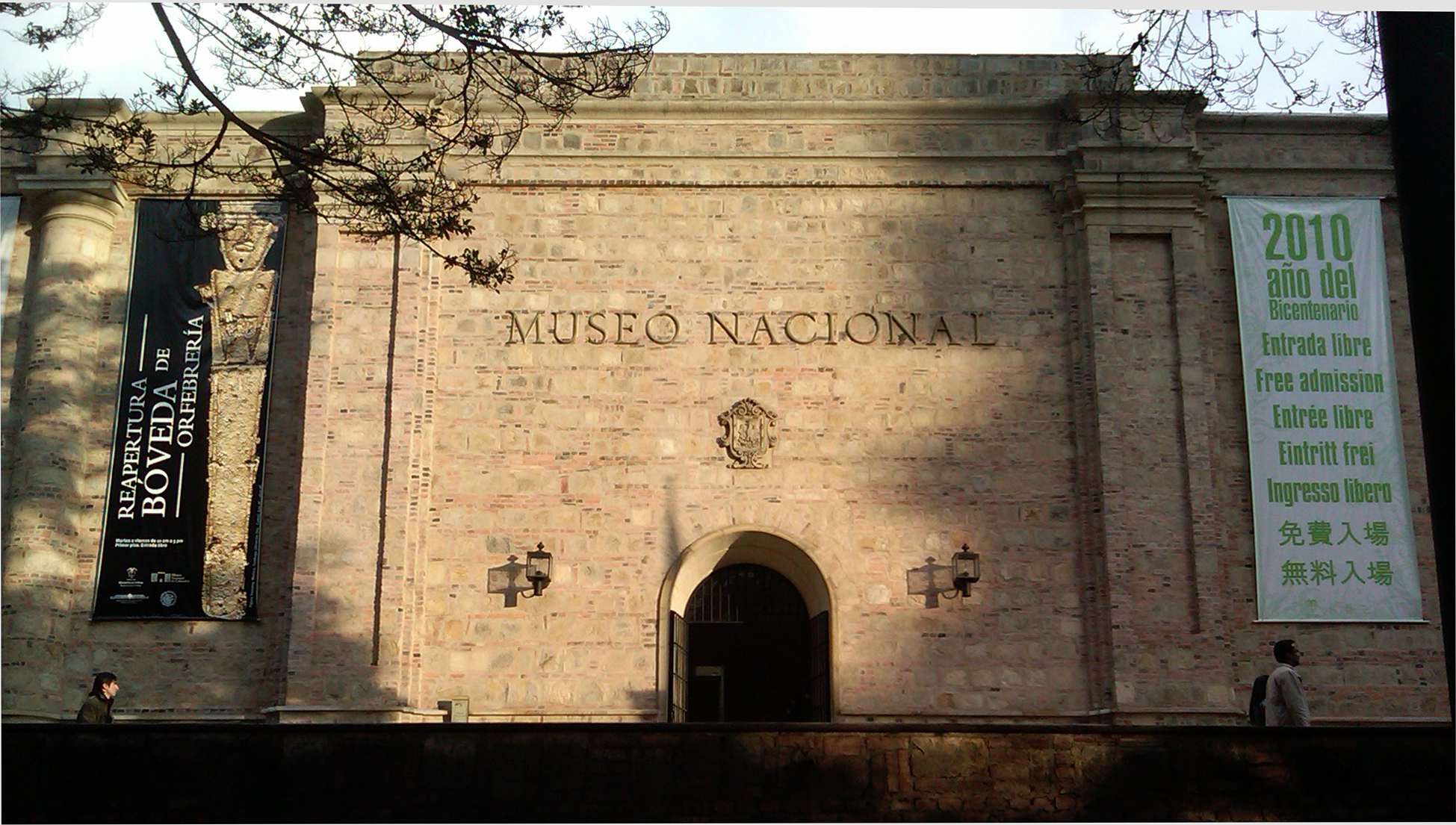
Entrada del Museo Nacional del arquitecto danés Thomas Reed.

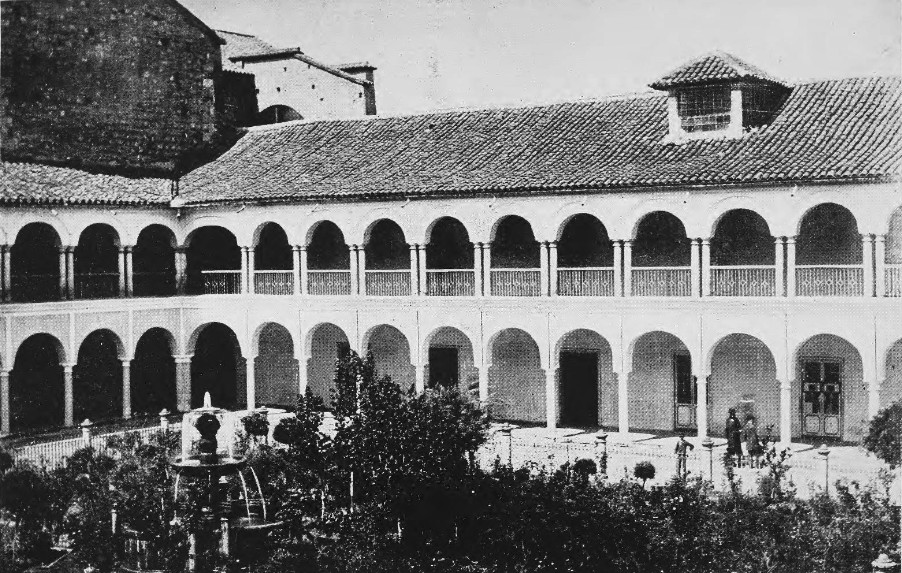
La iglesia de Santo Domingo hacia 1910.

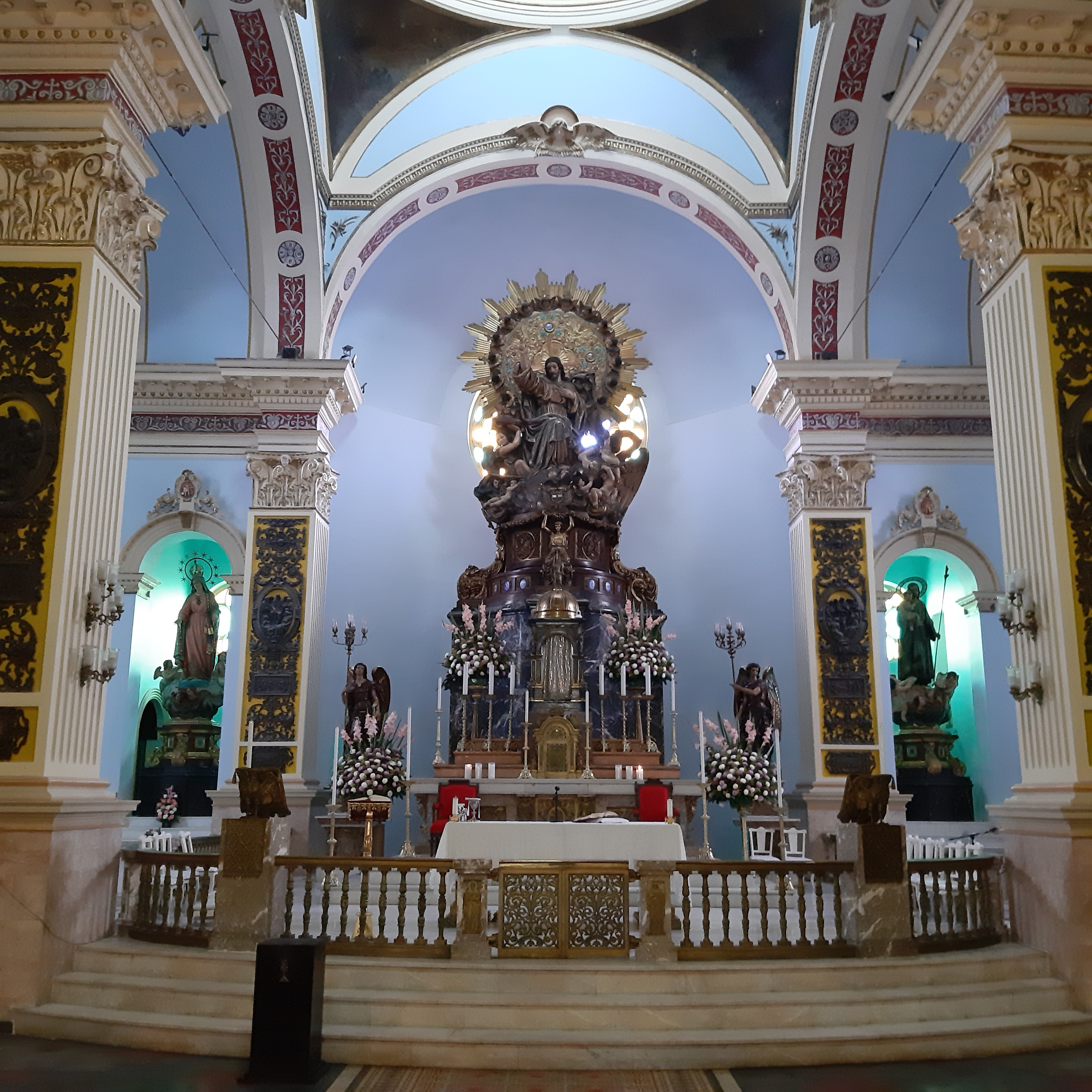
Presbiterio de la basílica del Voto Nacional.

Por otro lado, del ámbito local pero de impacto nacional fueron los hechos del 20 de mayo de 1900, cuando se incendiaron las galerías Arrubla, pues se destruyó en la catástrofe la totalidad el archivo municipal. El accidente llevó a que en ese lugar se levantara una nueva construcción en 1902, el palacio Liévano, inaugurado en 1908 y que en la actualidad es la sede de la Alcaldía Mayor de Bogotá. Su diseño fue del arquitecto Gastón Lelarge y se construyó por iniciativa de Indalecio Liévano.
En 1905 se construyó la carretera Central del Norte, y un poco después se inició la basílica del Voto Nacional en el costado occidental del parque de Los Mártires, antigua “Huerta de Jaime”, donde murieron varias figuras de la Independencia en los años 1810.
Lelarge asumió en 1909 la dirección de las obras del Capitolio Nacional, donde ya habían intervenido sus colegas Thomas Reed y Mariano Santamaría, y que fue inaugurado en 1926.
Ese año se llevó a cabo la demolición del convento e iglesia de La Enseñanza, en la calle Once entre carreras Quinta y Sexta, y en el mismo lugar se construyó el palacio de Justicia, que sería destruido treinta años más tarde durante el Bogotazo.
En cuanto a las condiciones geográficas y demográficas, el área que ocupaba el casco urbano de Bogotá en 1797 era de 203 ha, pero en 1905 superaba las 300 y en 1912 las 530. Bogotá pasó de tener 21 394 habitantes en 1801 a 100 000 en 1905, es decir, cinco veces más.
En 1917 sucede un fuerte templor que nuevamente afecta a la Capilla del Sagrario de Bogotá.
Entre 1918 y 1928 los arriendos subieron en un 350 %. Según los datos de 1928, los 235 702 habitantes requerían 29 963 casas (tomando como base una casa para ocho personas) pero solo había 17 767, lo que arrojaba un déficit de 11 969 viviendas. Esta situación propició la aparición de barrios periféricos que rápidamente modificaron el mapa de Bogotá, que poco había cambiado hasta iniciar el siglo XX. En este contexto, se presentaron fenómenos de especulación inmobiliaria, que habrían de ser un lastre para el desarrollo de la capital.
Sin embargo, el mayor problema de Bogotá durante este periodo era la ausencia de un acueducto, así como la mezcla de aguas servidas con las de consumo humano, lo mismo que con algunas fuentes de abastecimiento alimentario, pues por ejemplo el Matadero Municipal se encontraba en la margen del río San Francisco, que funcionaba como alcantarilla.
En 1906 y en 1910 el porcentaje de muertes por disentería, enterocolitis, enteritis y gastroenteritis, es decir por enfermedades gastrointestinales producidas directamente por bacterias patógenas del agua llegó a ser del 16 %. Las pésimas condiciones de vida de los habitantes de Bogotá también determinaron que en 1904 el porcentaje de decesos por enfermedades respiratorias correspondiese al 34 % del total en 1906.

### Décadas de 1910 y de 1920
El año de 1910 es un hito de la historia urbana de Bogotá. El parque de la Independencia se inauguró ese año en el costado oriental de la localidad de Santa Fe con el fin de conmemorar el primer centenario de la independencia nacional, el 20 de julio de 1810. El proyecto comprendía varias construcciones, como los quioscos de las Máquinas, el Egipcio, el de Bellas Artes, el de la Industria y el de La Luz, del arquitecto italiano Pietro Cantini, que es el único que permanece en pie en la actualidad.

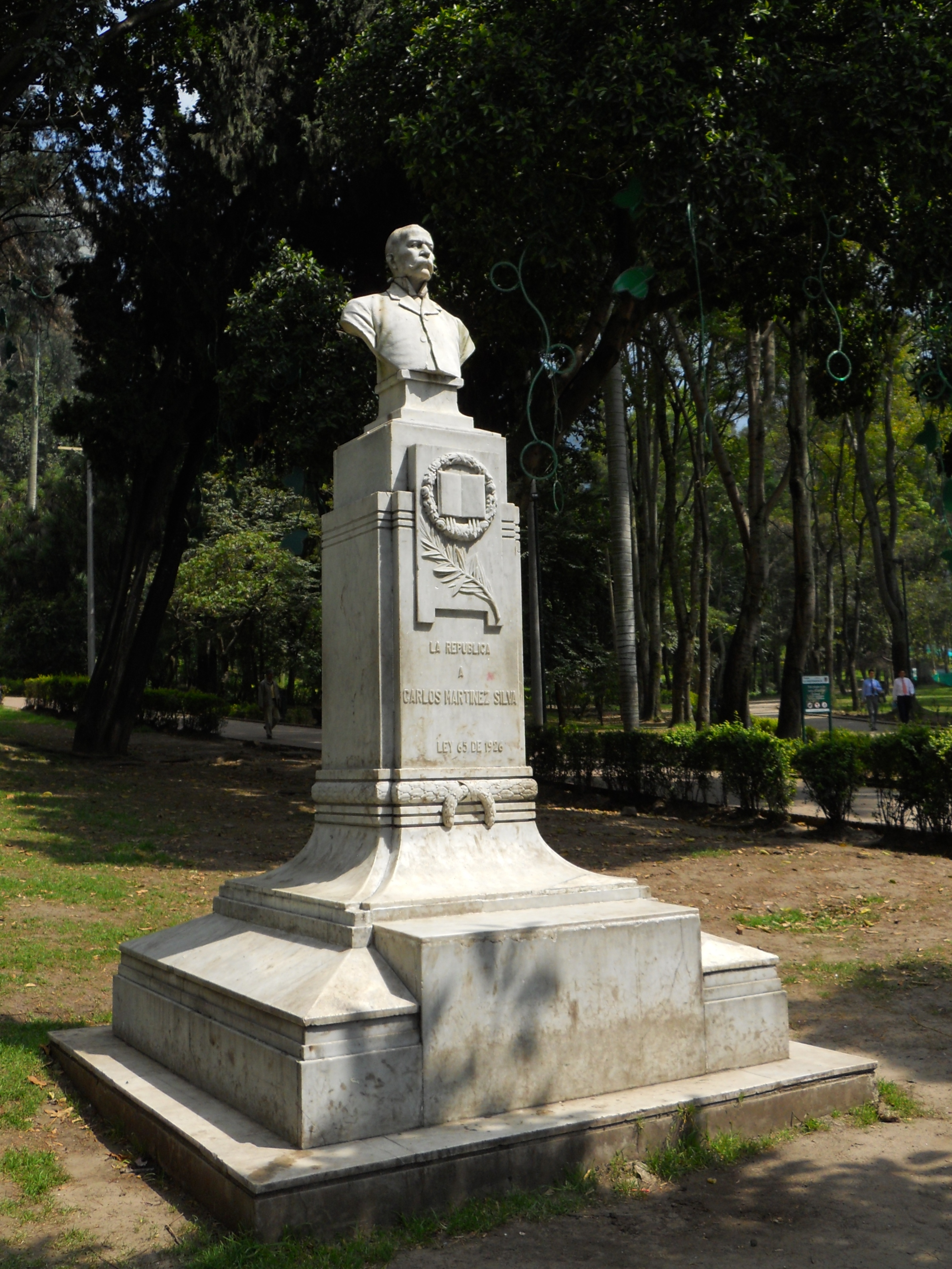
Monumento a Carlos Martínez Silva en el parque de la Independencia.

La mayoría de las obras de escultor francés Charles Raoul Verlet instaladas en la capital fueron inauguradas durante este periodo. En el marco de las mismas celebraciones, que contaron con una notable participación de los bogotanos, se realizaron grandes desfiles militares, entre ellas el del campo La Magdalena, cerca del hipódromo. Ese año y en honor al fundador de la ciudad, el español Gonzalo Jiménez de Quesada, se fundó el barrio Quesada, al norte de Santa Fe pero al occidente de Chapinero.

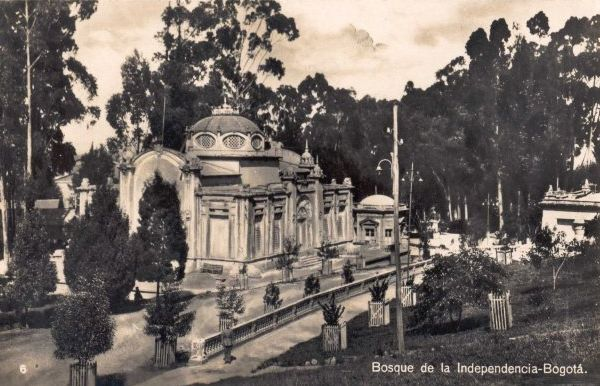
El pabellón de Bellas Artes del parque de la Independencia.

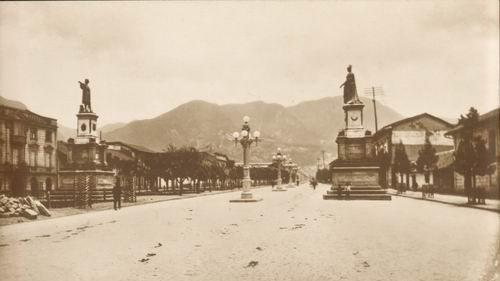
El monumento a Colón en la avenida Jiménez.

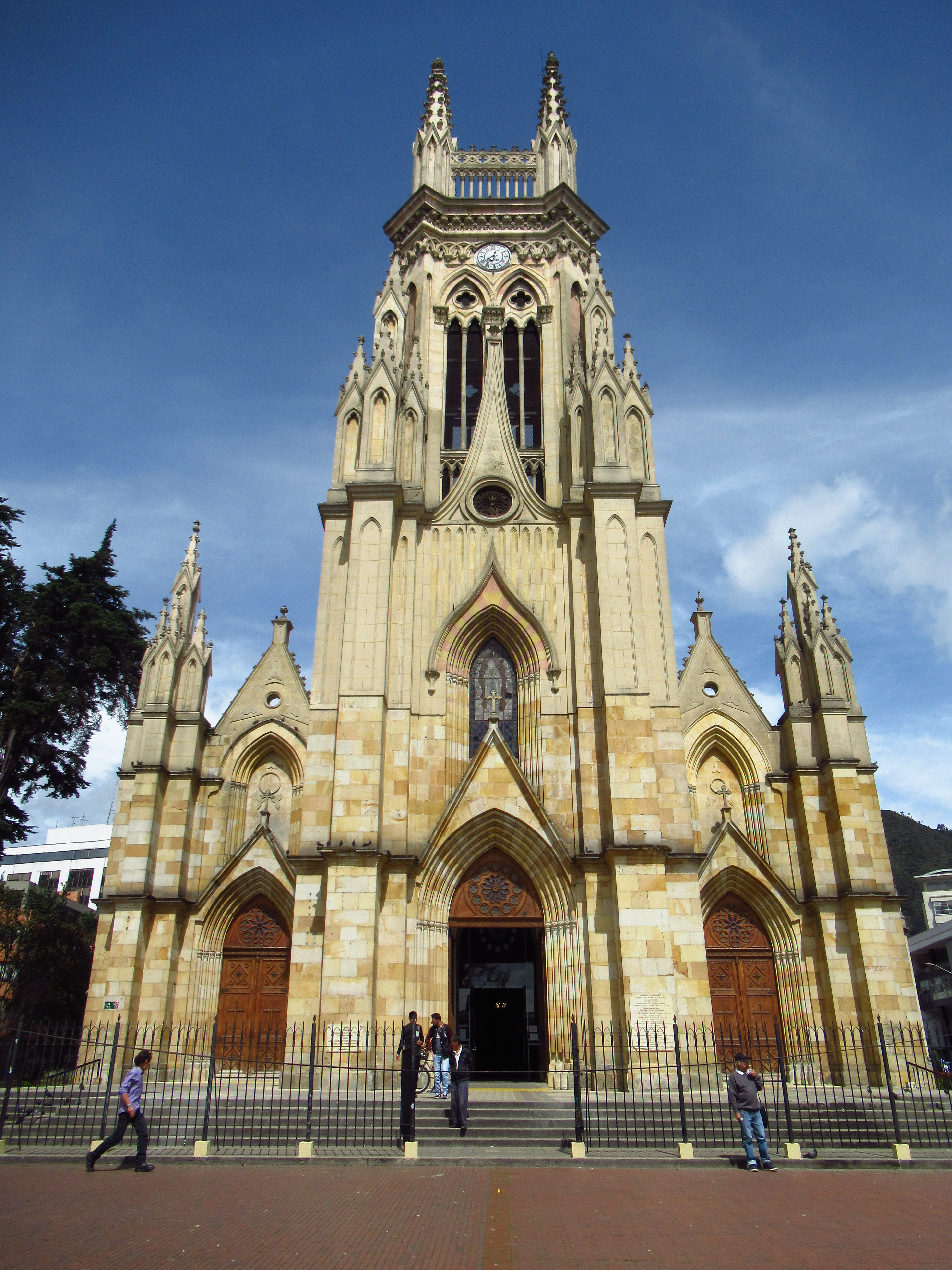
Durante este periodo se terminó de construir la torre de la basílica de Lourdes, en Chapinero.

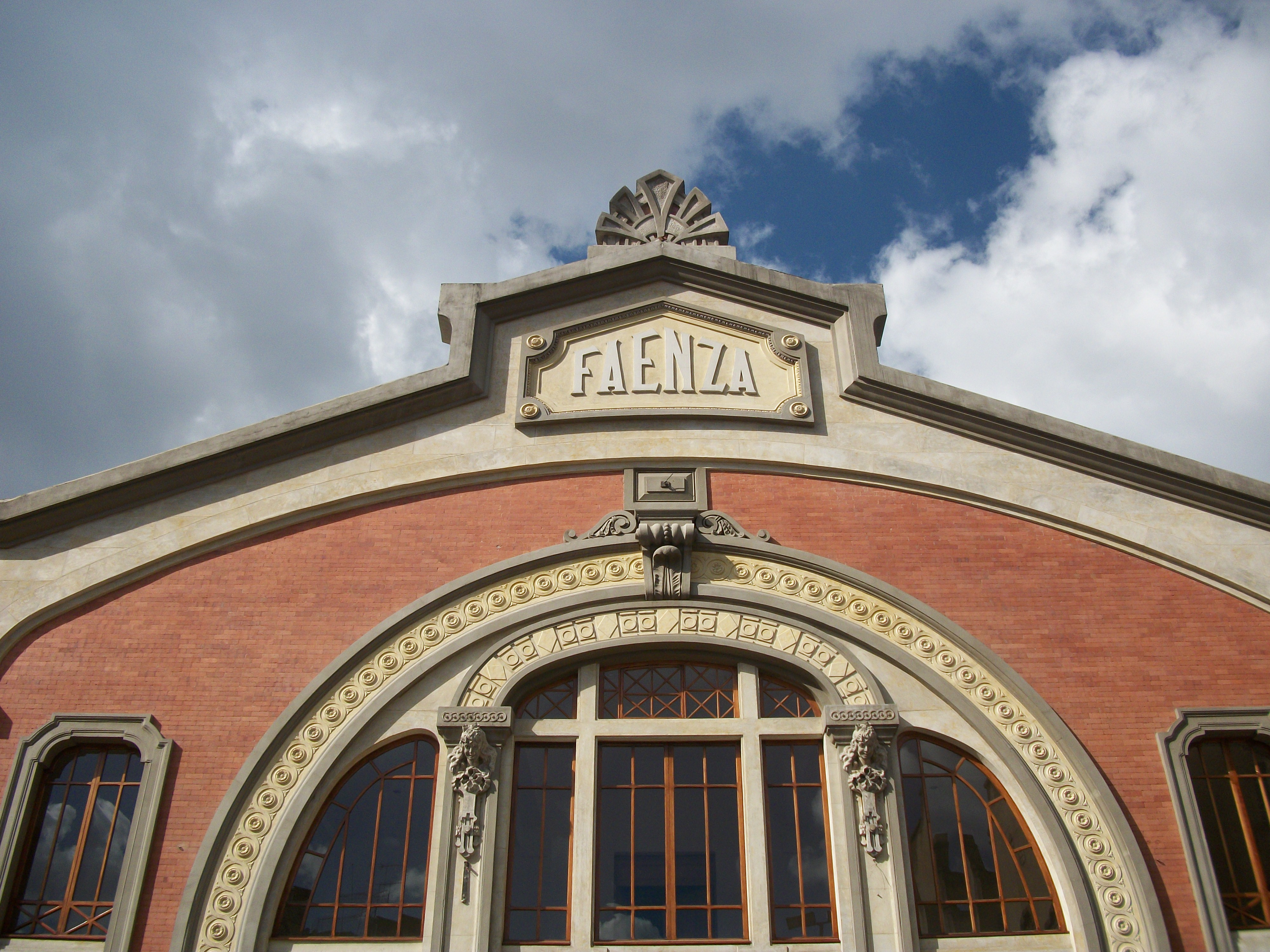
El teatro Faenza en el barrio Las Nieves.

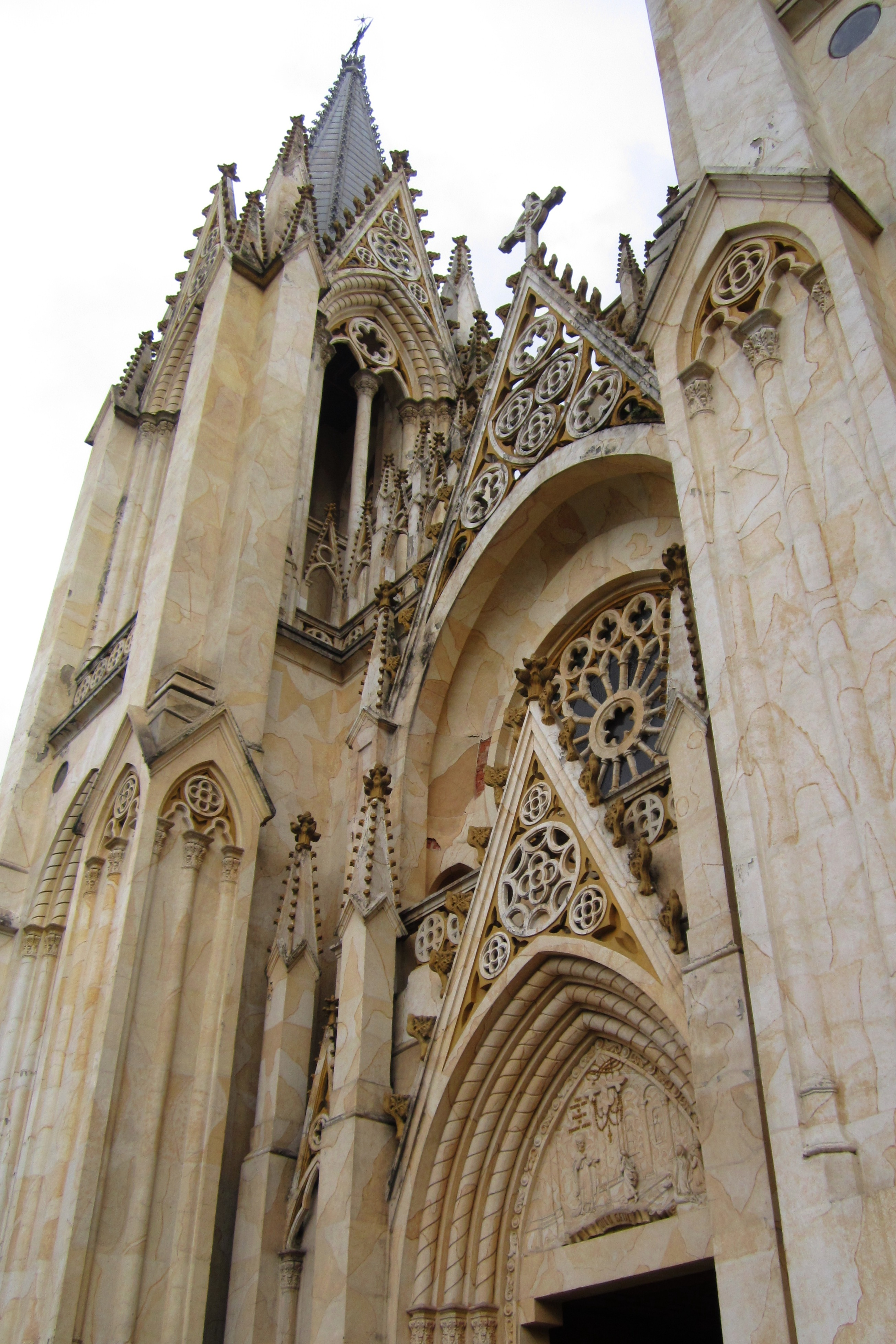
Entrada de la iglesia gótica de San Façon, inaugurada en 1918.

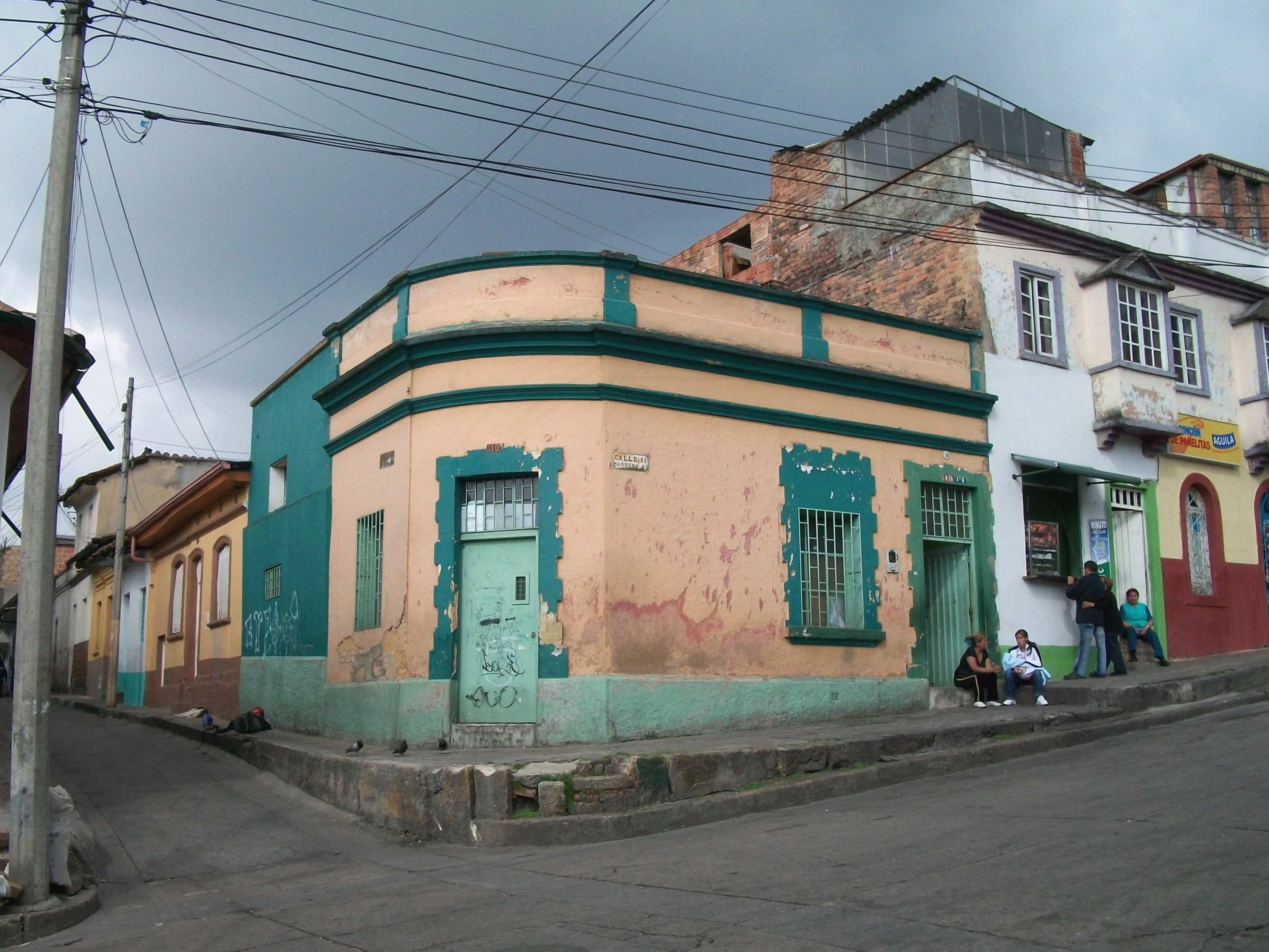
Casa de La Perseverancia, en la calle 31 con cortada 4.ª

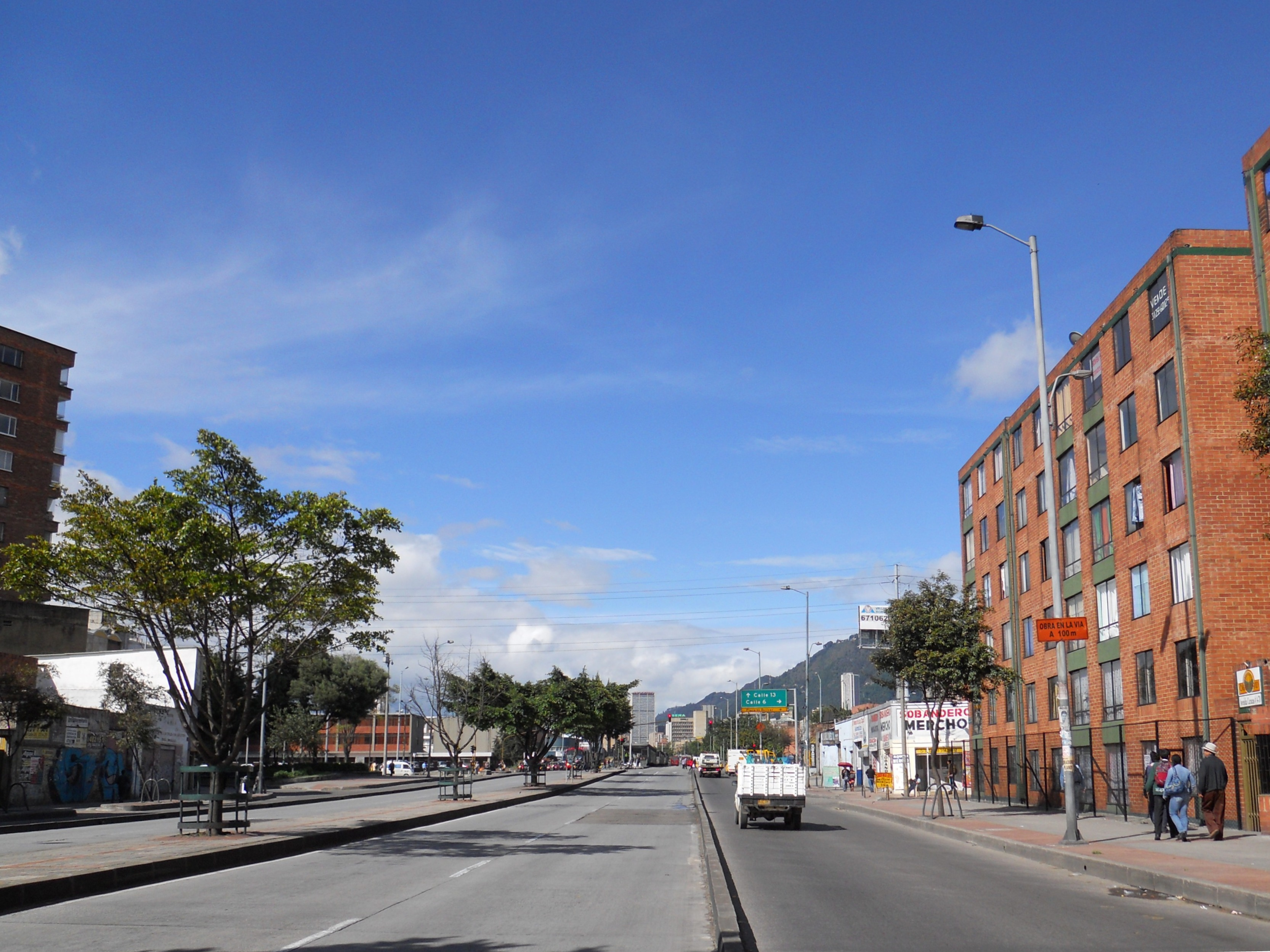
Avenida Caracas con calle 4.

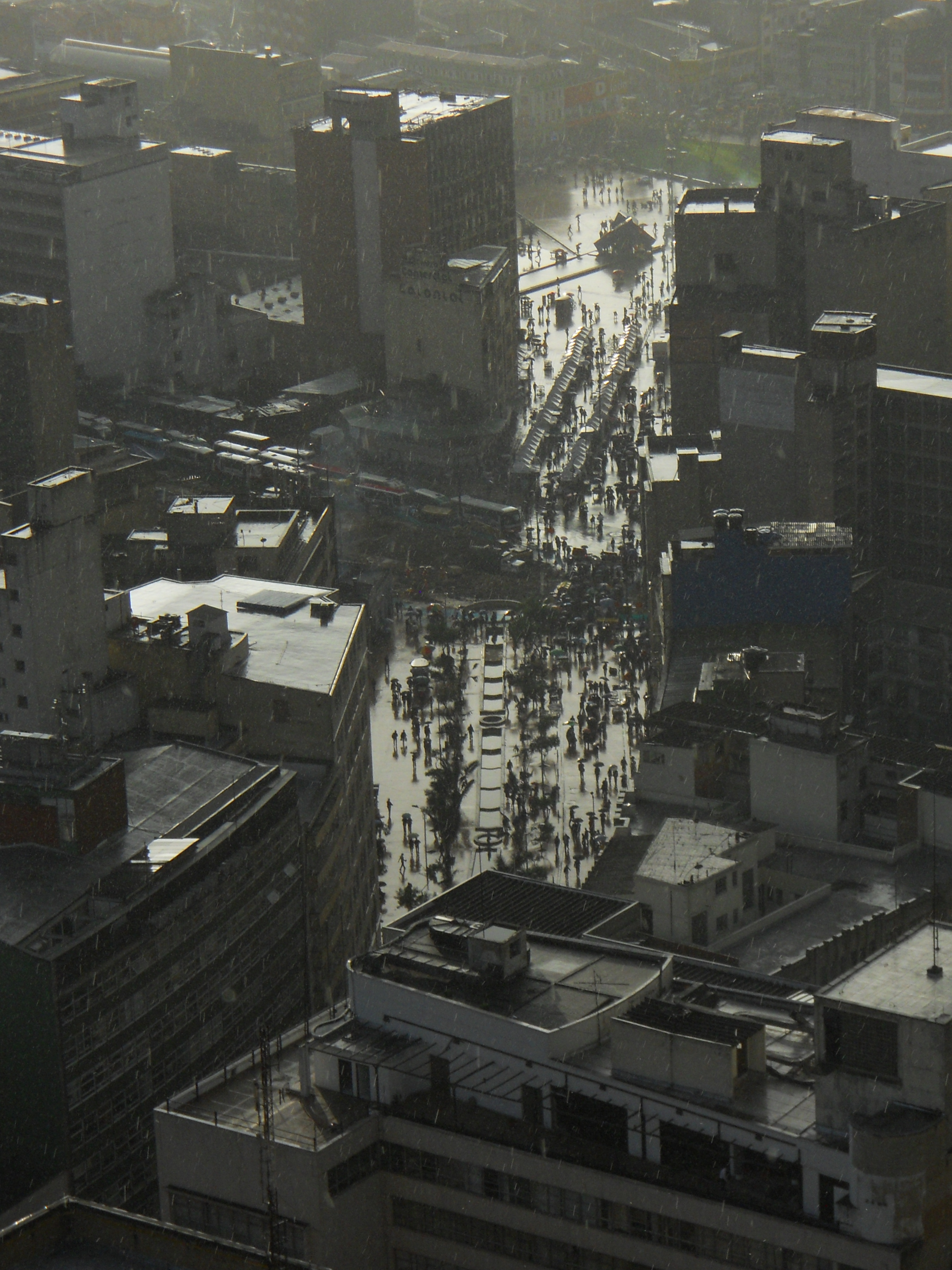
La avenida Jiménez de Quesada a la altura de la plaza de San Victorino.

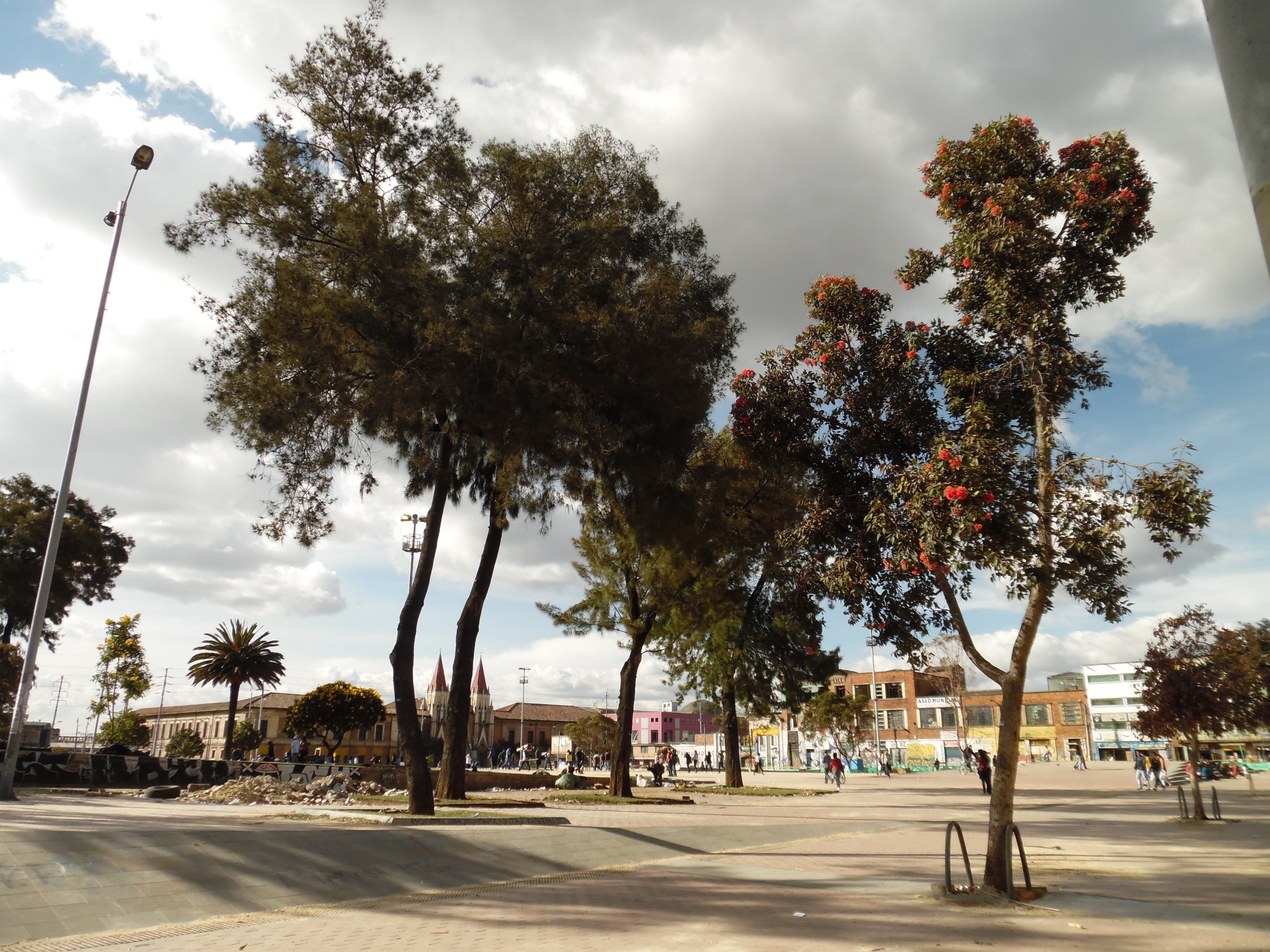
La Plaza España en la localidad de Los Mártires.

En la primera década del siglo, en 1909, se construyó el palacio Echeverry, también de Lelarge, en terrenos del antiguo convento de Santa Clara. Durante esta década se construyó asimismo la basílica del Sagrado Corazón de Jesús, diseñada por el arquitecto Julián Lombana, frente al obelisco y la plaza de Los Mártires. En 1917 se creó la Sociedad de Embellecimiento y Ornato, actual Sociedad de Mejoras y Ornato de Bogotá, que tenía como fin específico la mejora del espacio público.
El mismo año se terminó la basílica de Lourdes, que hasta entonces carecía de torre central, y se inauguró la estación de la Sabana, sede de la estación central del Ferrocarril de la Sabana de Bogotá, y más tarde también de los Ferrocarriles Nacionales de Colombia. El edificio fue declarado monumento nacional en 1984.
En cuanto a los cambios urbanos, en 1910 se construye el citado barrio Quesada, que era de hecho el primero en desarrollarse al occidente la vía del ferrocarril, que sigue el mismo curso de la actual avenida Caracas, situado entre esta y la carrera Diecisiete, y entre las calles Cuarenta y ocho y Cincuenta y tres. En términos de vías, es de destacar la construcción de la avenida Chile o calle 72 en 1919, la cual en pocos años pasó a ser una de las principales de Bogotá.
En el centro sobresale la canalización en los años 1920 de los ríos San Francisco y San Agustín, pasando a denominarse el primero avenida Jiménez de Quesada y el segundo calle Séptima. En 1924 se inauguraron el funicular de Monserrate, y el teatro Faenza en la calle Veintidós con carrera Quinta, en la localidad de Santa Fe, el cual constituyó la primera obra de arquitectura art nouveau en Colombia y una de las más representativas de este estilo a escala suramericana.
En el barrio La Catedral, un año más tarde se intervino la plaza de Bolívar según el modelo de algunas plazas en Europa, y en un lote al occidente del centro la empresa estadounidense, Casa Ulen, comenzó la construcción de un matadero que seguiría las indicaciones modernas de higiene y circulación.
También en 1925 se inauguró la avenida Jiménez, que fue la primera de la ciudad, con treinta metros de ancho, y que comunicaba la plaza de San Victorino con la estación de la Sabana, la cual se convirtió pronto en el eje oriente-occidente de Bogotá, y ayudó a consolidar la preeminencia comercial de la plaza de San Victorino.
Su construcción también favoreció un proceso de renovación urbana, con obras como el edificio Cubillos del arquitecto Alberto Manrique Martín. Ese mismo año abrió sus puertas el Hospital San José en el costado sur de la plaza España.
Durante este periodo se desarrollaron asimismo en Chapinero toda una serie de quintas en los alrededores de la quebrada Las Delicias y otros cursos de agua, que sin embargo comenzaron ceder a una fuerte presión inmobiliaria a principios de los años 1920.
En los años 1910, en el extremo nororiental se comenzó a formar el barrio La Perseverancia en los altos de San Diego con el apoyo del señor Leo Kopp, empresario alemán fundador de la cervecería Bavaria. Al sur, en el extremo meridional de la sabana de Bogotá, se construyó en el Salto del Tequendama el hotel del Salto, una obra de valor arquitectónico que por el deterioro ambiental del sector no cumplió sin embargo su propósito turístico.
En el costado sur, Bogotá también mostró un importante crecimiento. La ciudad llegó hasta el sector de Las Brisas de San Cristóbal, hacia la calle Segunda sur, donde se habían desarrollado barrios informales y en el mapa de 1913 aparecieron el asilo de San José, el de indigentes varones, el de ancianos, el de locas, el orfanato Jesús, María y José.
Desde el punto de vista demográfico, Bogotá sufrió en esta década un crecimiento notable, pasando de 121 257 habitantes en 1912 a tener 235 421 en 1928, registrando en la década de 1920 tasas de crecimiento de cerca del 5 %. A su vez, entre 1905 y 1927 el espacio urbanizado se multiplicó por 3,6, presentando un desarrollo tentacular que seguía la vera de las avenidas que comenzaron a trazarse, lo que redujo la fuerte densidad que se estaba presentando.
Durante buena parte del siglo Bogotá se desplazó pues en un sentido lineal entre el sur y el norte, a lo largo de la Carretera Central del Norte, la carrera Trece, la línea del ferrocarril, que junto al camino a Usme serviría como trazado a la avenida Caracas.
Aunque el desarrollo hacia el sur marca a su vez el carácter alargado del mapa urbano, ya se evidencia un desbalance de la intervención estatal con respecto al norte, pues en este sector de ubican sus dieciocho barrios obreros, hospitales, chircales y asilos, construyéndose o manteniéndose pocas vías, exceptuando los caminos a Tunjuelo, Bosa y Soacha. Estos barrios se caracterizaban por sus condiciones de insalubridad, carencia de agua, excusados, alcantarillado y servicios de aseo y vigilancia, los cuales se vieron severamente golpeados por la epidemia de gripa de 1918.
También de relevancia a principios de siglo fue el gran terremoto de 1917, que en realidad fue un lapso de algunos días entre finales de agosto y principios de septiembre, en el cual se registraron varios temblores y sacudidas de diversa intensidad. El principal movimiento se registró el 31 de agosto, día en el cual tembló cuatro veces, implicando daños en casi todas construcciones en Santa Fe y Chapinero, cuya catedral perdió la torre principal, que en su caída mató a seis mujeres.
Desde el punto de vista del manejo económico, Bogotá albergó a la Misión Kemmerer, presidida por el economista Edwin Walter Kemmerer, que llegó al país en 1923 tras su paso por Filipinas, México y Guatemala, con el fin de reorganizar la gestión monetaria nacional, el banco de la República y la superintendencia Bancaria.
Pese a los empréstitos que se solicitaron aprovechando las buenas condiciones del mercado internacional, la corrupción y la rapacidad de los círculos de intereses conocidos como la "rosca" echaron al traste la oportunidad que se presentó en la década, dejando graves deudas y carencias fiscales. La crisis de 1929 tomó desprovista a la ciudad, y tuvo un serio impacto en la recolección de basuras y en el alumbrado público.

### Década de 1930
En la década de 1930 tuvieron lugar importantes acontecimientos urbanos, enmarcados en gran medida en la dinámica de la República liberal, cuyos gobiernos buscaban refundar la nación, lo que implicó mayores intervenciones del Estado. Desde el punto administrativo fue notable la alcaldía de Jorge Eliécer Gaitán, que se posesionó en mayo de 1936, que insistió en la modernización y la higiene, comenzando por la indumentaria de los servidores públicos. Gaitán fracasó en su intento y se vio forzado por diversos sectores de la élite a renunciar un año más tarde. Sin embargo, seguiría siendo una de las figuras del liberalismo nacional, vinculándose medularmente su nombre a la historia de Bogotá apenas una década más tarde.

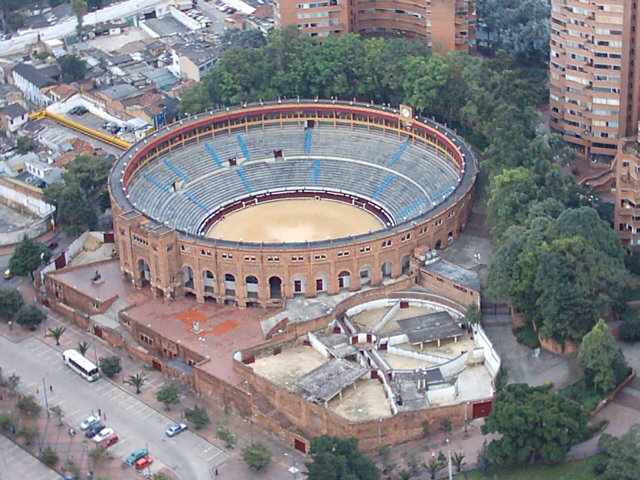
Plaza de toros de Santamaría en San Diego.

Entre otros, se celebró por primera vez el 1.º de mayo que contó con la asistencia de 70 000 manifestantes; se inauguró la plaza de toros de Santamaría, el teatro Colombia, hoy llamado teatro Jorge Eliécer Gaitán y la Ciudad Universitaria, nueva sede de la Universidad Nacional. En 1942, sin embargo, por orden del entonces presidente Eduardo Santos, se demolió la iglesia de Santo Domingo, una de las mayores pérdidas patrimoniales de Bogotá.

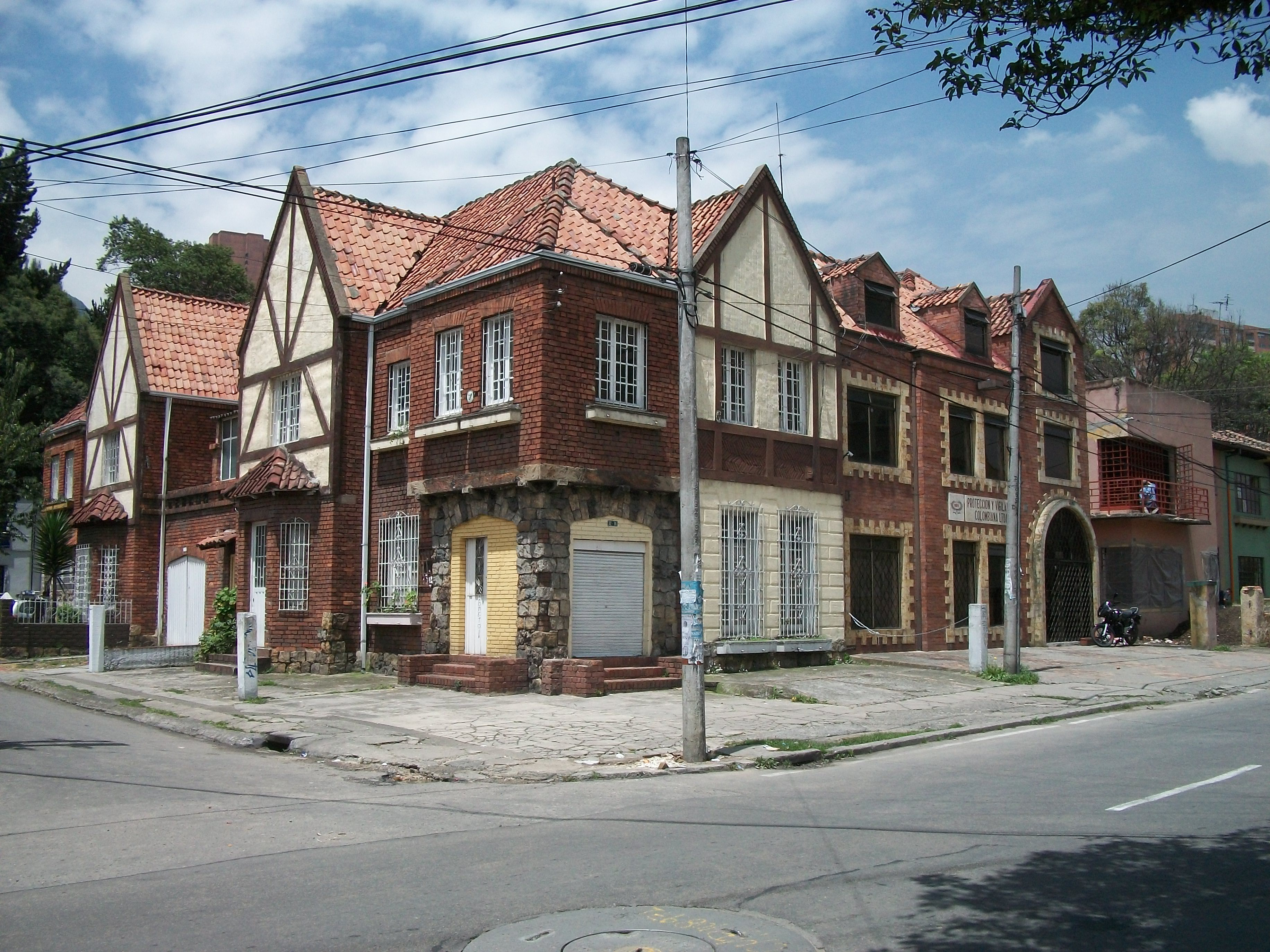
Casas de la urbanización Armenia en la localidad de Teusaquillo.

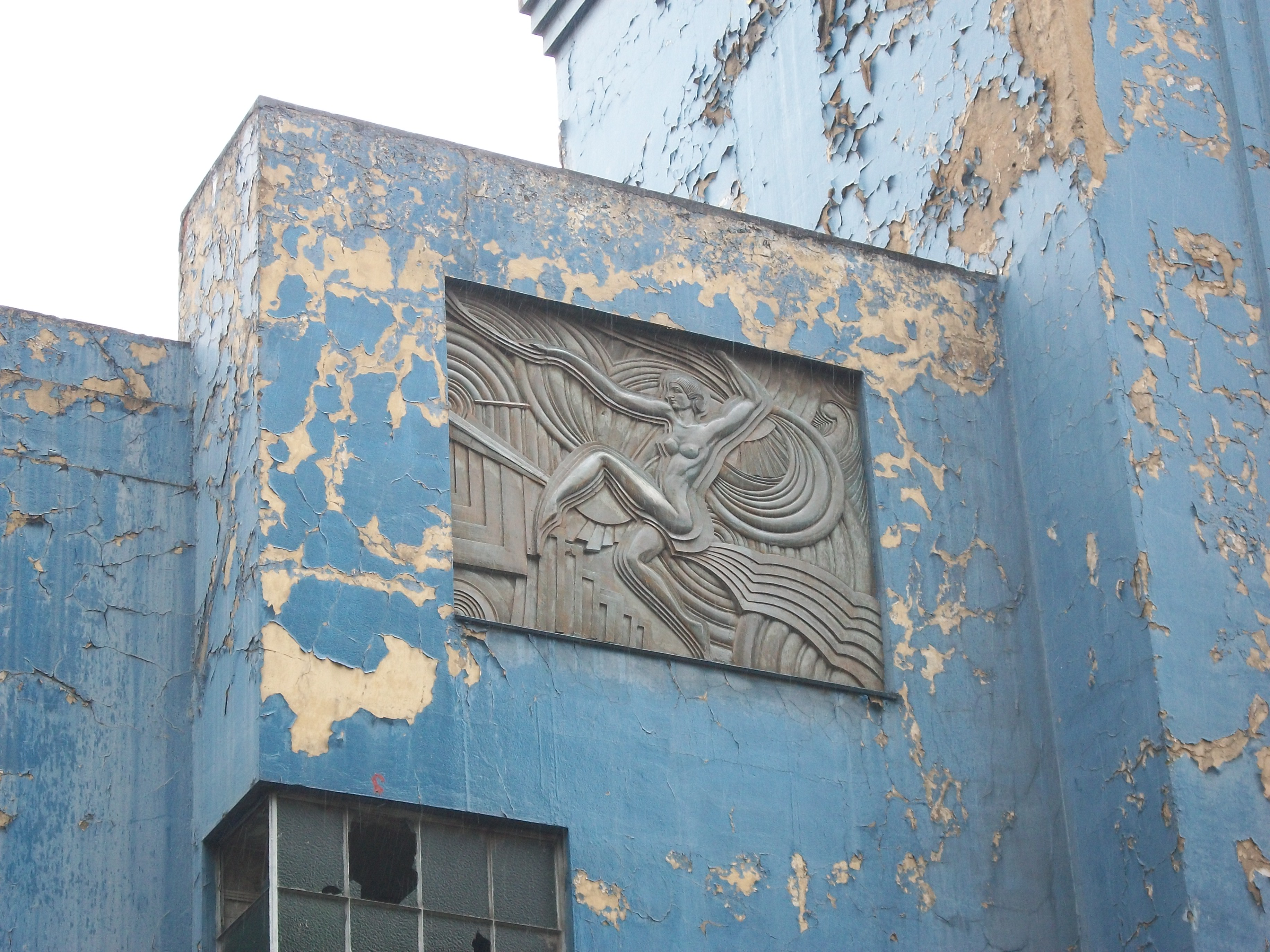
Elementos decorativos del teatro San Jorge, de estilo art deco y obra del arquitecto Alberto Manrique Martín.

Fundada en 1867, la Universidad Nacional estaba sin embargo dispersa en diversas edificaciones, algunas de las cuales eran demasiado viejas e inadecuadas para las funciones que el Estado quería asignarle a esta entidad educativa. En efecto, el gobierno liberal del expresidente Alfonso López Pumarejo expresaba mediante las reformas que dieron lugar a la constitución de su campus el espíritu de renovación que buscaba llevar la educación a cada vez más sectores de la sociedad.
Con ese fin se contrató al asesor Fritz Karsen para que trace los lineamientos conceptuales de este espacio académico, cuya planta física diseñaría el arquitecto alemán Leopoldo Rother, caracterizándose su trazado por la zonificación por sectores, y la creación de dos anillos circulares para la circulación vehicular del campus.
El lote se escogió por su cercanía al centro y para corregir el crecimiento de la ciudad, pues esta zona era en realidad un gran terreno baldío perteneciente a la hacienda El Salitre. También, por sus grandes proporciones, que se pensaron como reservas de terreno que en un futuro podrían garantizar el sostenimiento del centro educativo mediante la venta de lotes para granjas o urbanizaciones.

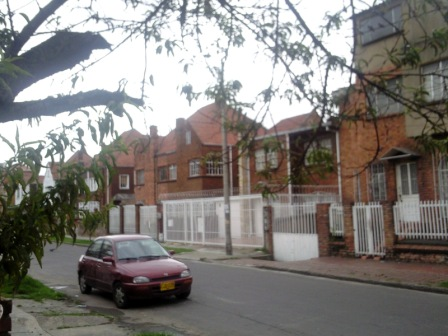
Casas residenciales Muequetá localidad Barrios Unidos

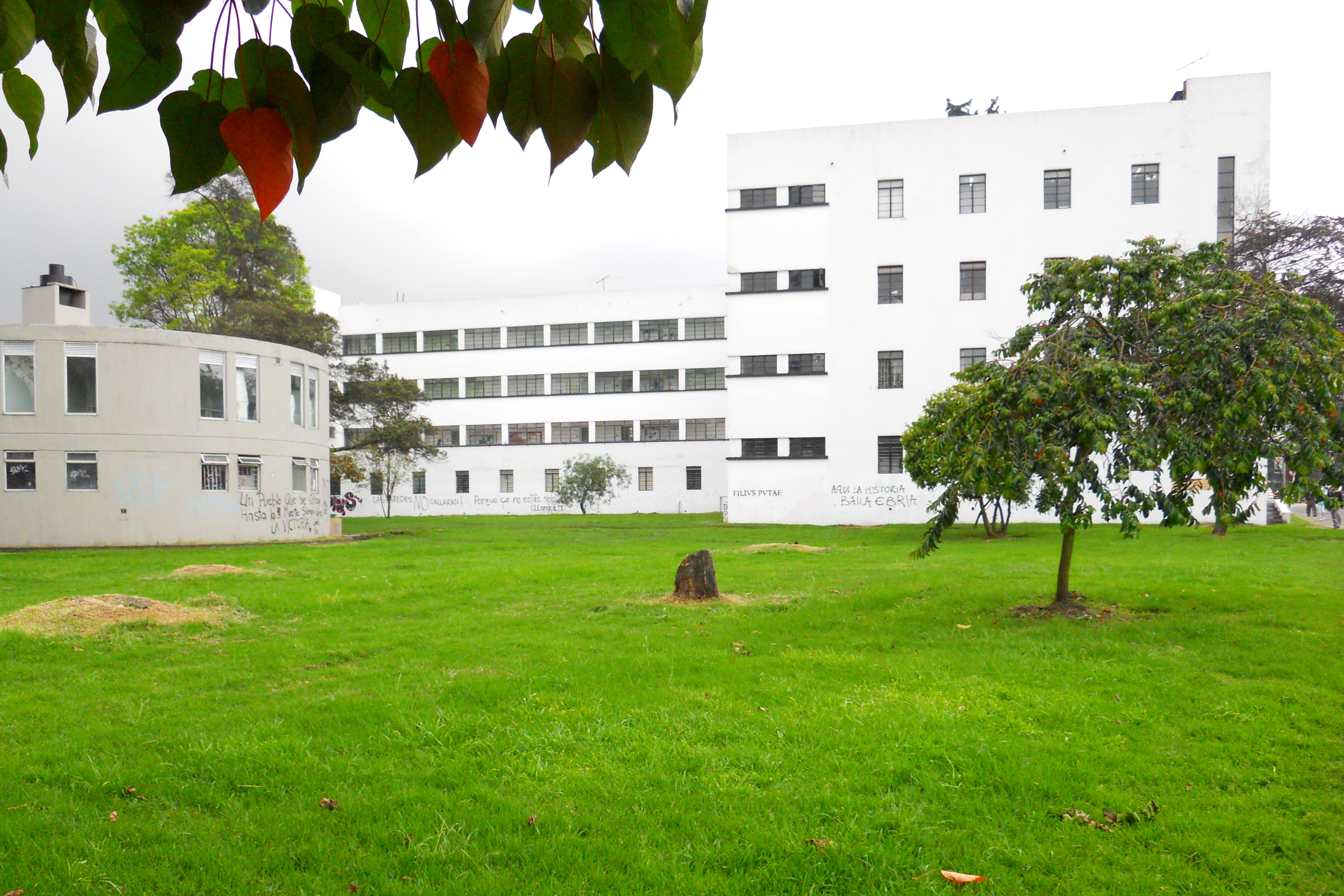
Costado occidental del edificio Antonio Nariño de la Universidad Nacional.

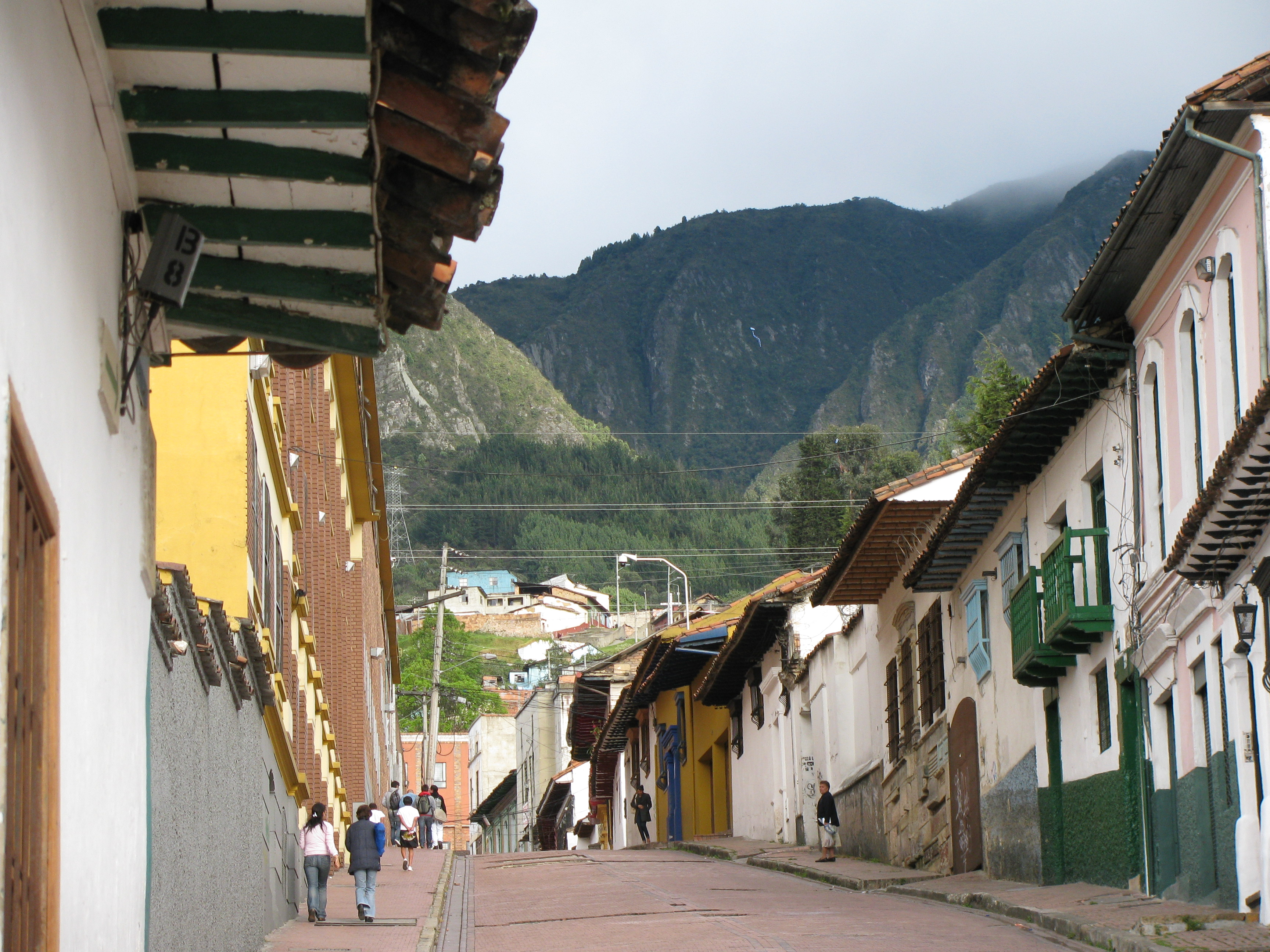
Los cerros Orientales vistos desde La Candelaria.

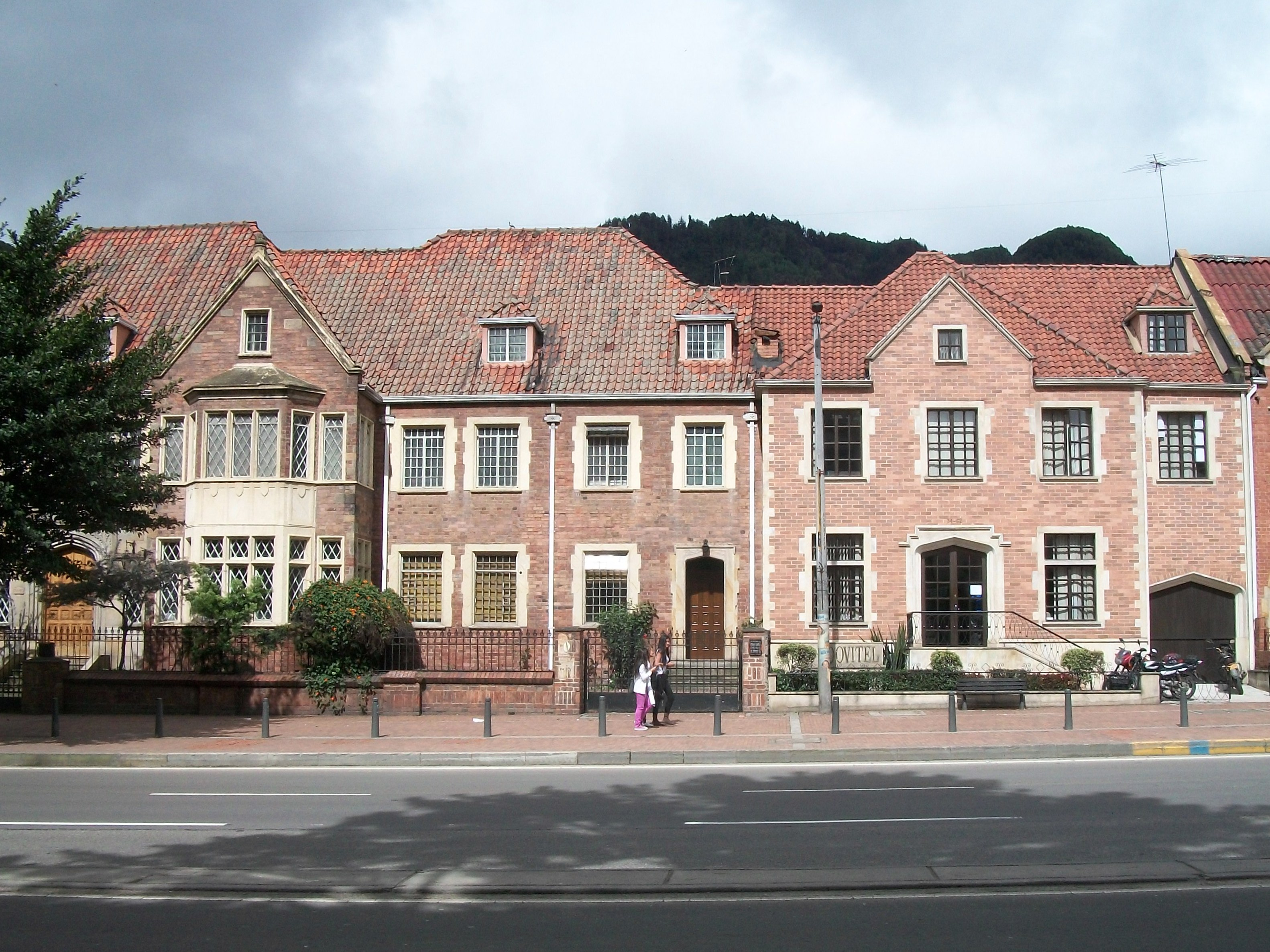
Casas en el barrio La Merced.

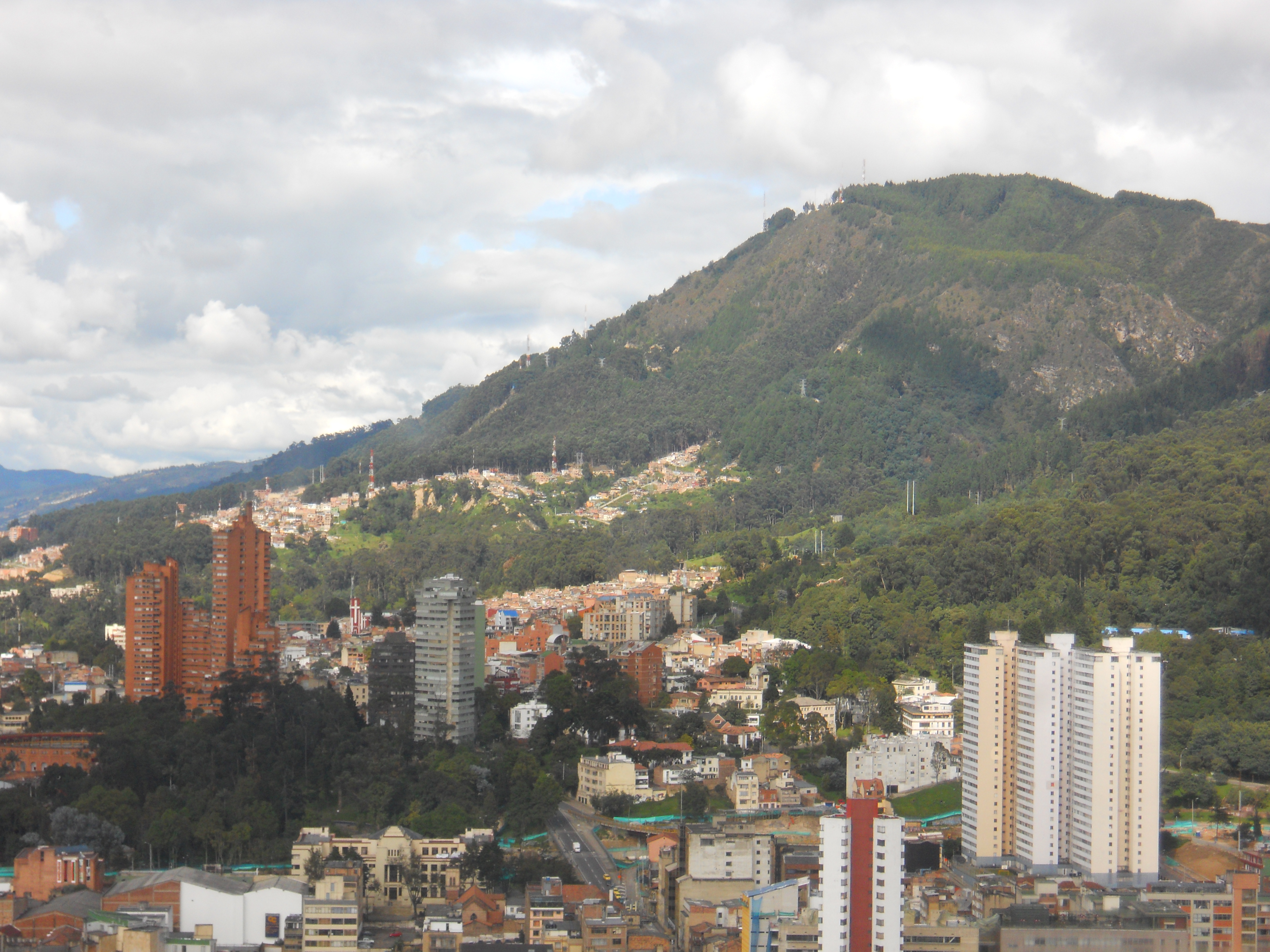
Los cerros Orientales en el sector de Chapinero.

En 1932 la compañía Scadta, más tarde Avianca, construyó e inauguró en la zona occidental de Bogotá el aeródromo de Techo, que funcionó durante veintisiete años. Bogotá inauguró su primer acueducto moderno, alimentado por las aguas del río Tunjuelo que daban a la represa de La Regadera y a la planta de tratamiento de Vitelma. La construcción comenzó en 1933 y terminó en 1938. Este fue el primer acueducto propiamente dicho con que contaba la capital colombiana.
Las mejoras en este servicio tendrían importantes repercusiones, entre ellas el aumento demográfico que se presentó algunos lustros más tarde. El desarrollo de esta obra exigió que se trazara una carretera para desplazar la maquinaria empleada, la cual conectó a Usme con Bogotá. Esto favoreció el surgimiento de barrios de Santa Lucía, San Jorge, San Carlos y Tunjuelo.

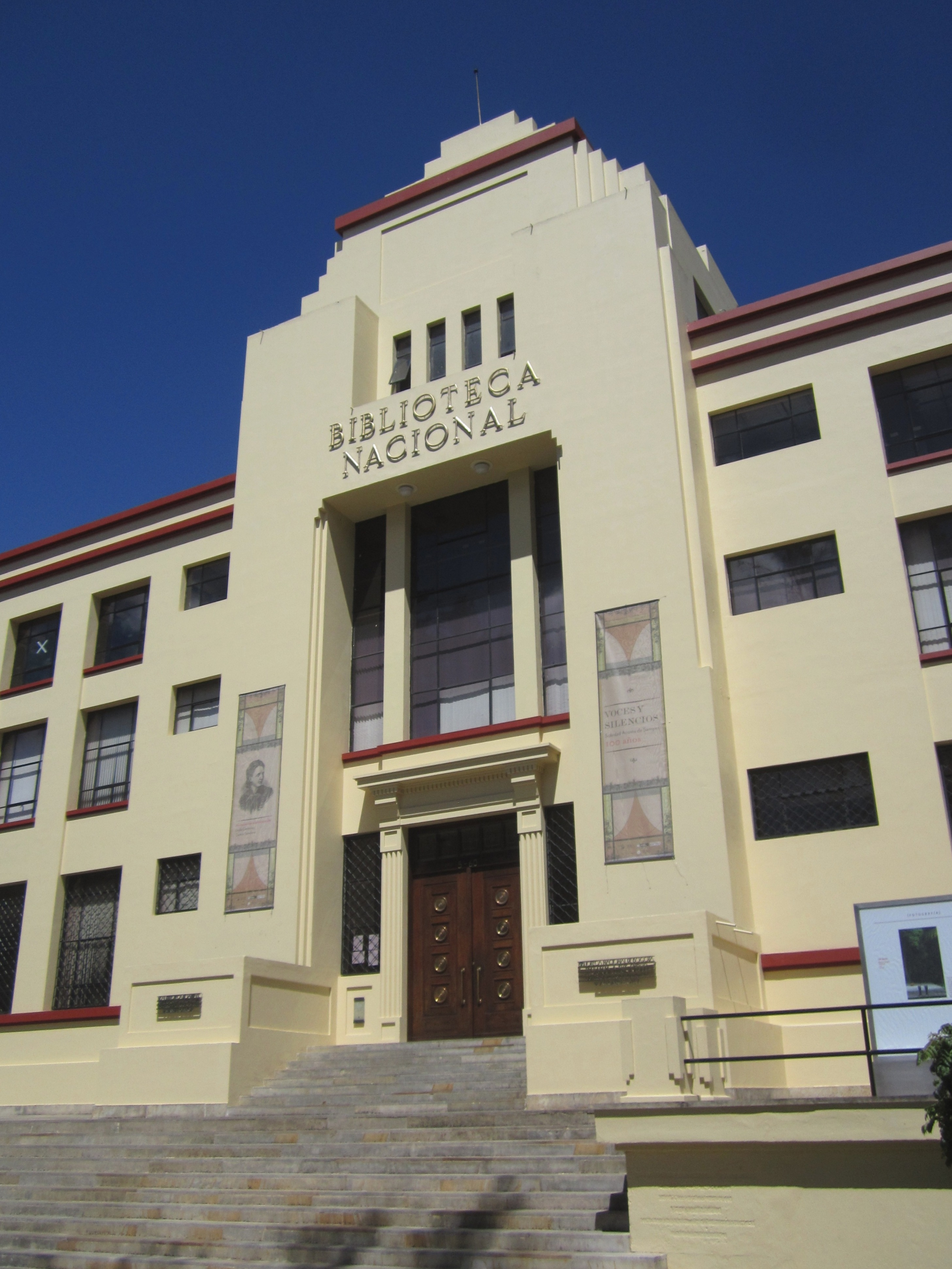
La Biblioteca Nacional de Colombia, diseñada en 1938 por Alberto Wills Ferro.

En el centro, en 1938 abrió sus puertas la Biblioteca Nacional del arquitecto Alberto Wills Ferro. En 1934 se inauguró el parque nacional Enrique Olaya Herrera, y en 1937 abrió sus puertas el Instituto Técnico Central La Salle E.T. situado sobre la avenida Centenario. Un año más tarde se inauguró el teatro San Jorge, con una interesante fachada art nouveau, novedosa en Bogotá. En 1939 se inauguró a su vez el edificio Vengoechea en el sector de La Candelaria, y en la actualidad ubicado en el extremo noroccidental de la biblioteca Luis Ángel Arango.
De gran relevancia fue asimismo la donación en 1936 de los terrenos de la hacienda El Salitre, cuyo propietario murió sin herederos, la cual ocupaba 2200 fanegadas al norte de los barrios Quinta Paredes y El Recuerdo, y al oriente de la finca El Campín, donde en la actualidad se encuentra el estadio El Campín. En términos administrativos, el terreno cubre un sector considerable de los sectores orientales de las localidades de Teusaquillo y de Barrios Unidos.
De hecho, ya desde principios de década se había conformado el barrio Teusaquillo, situado en la zona suroriental de la localidad, que se desarrolló en la antigua hacienda Las Quintas. En términos urbanos, el sector constituyó un esfuerzo urbano y arquitectónico de gran relevancia, pues estaba compuesto por lotes amplios y regulares, con servicio públicos individuales, destinados a las clases dirigentes de la ciudad y el país, que construyeron allí casas-quinta de estilos francés, español o inglés.
Durante el mismo periodo se desarrollaron los barrios de Palermo, La Merced y La Magdalena, que comparten características estilísticas y urbanísticas con Teusaquillo. Del mismo periodo son también el Alfonso López, El Recuerdo, la urbanización Armenia y El Campín.
En 1938 se desarrolla un amplio plan de obras con el cual inicia una etapa de modernización urbana, el cual se traza con motivo de los cuatrocientos años de su fundación. Dicha celebración motivó el nacimiento de los Juegos Bolivarianos y con él la construcción del estadio Nemesio Camacho El Campín.
Otros nuevos espacios de entretenimiento público construidos en la época fueron la Media Torta y los sótanos de la avenida Jiménez, e instalaciones militares como la Escuela de Cadetes de Policía General Santander, que a su vez fue uno de los factores de extensión urbana hacia el sur. El área urbana de Bogotá era ya 2514 ha.
Entre 1934 y 1939, el arquitecto austríaco Karl Brunner dirigió el recién creado departamento de Urbanismo de Bogotá, quien aportó novedosos conceptos arquitectónicos y urbanísticos, y realizó a su vez un plan regulador para el trazado de varias avenidas y barrios, en el cual ya se incluía la necesidad de arborizar y cuidar los citados cerros, en los cuales intervino mediante las obras de saneamiento del paseo Bolívar.
Con base en sus diseños se trazó la avenida Caracas, que propició el crecimiento hacia el nororiente, y se siguieron algunas de sus recomendaciones, como el manejo de los cerros Orientales. Otros arquitectos que participaron en este periodo en la concepción y conformación urbanística bogotana fueron los alemanes Leopoldo Rother y Erich Lange, los colombianos Alberto Manrique Martín y Alberto Wills Ferro, el italiano Bruno Violi, y el estadounidense Harland Bartholomew.
En esta época continuó la tendencia por la cual la mayoría de las obras e intervenciones modernizadoras se realizaron en el norte, como se venía haciendo desde algunas décadas atrás, con un consiguiente deterioro de sus sectores meridionales. En un sentido general, la relativa modernización urbanística de Bogotá no se vio acompañada por el desarrollo de una cultura urbana moderna, en gran parte debido a la concentración de poderes y de capitales, con la frecuente ocurrencia de conflictos de interés entre lo público y lo privado.
A finales de la década, en 1938, Bogotá contaba con 355 502 habitantes, y presentaba una tasa de crecimiento anual del 5,5 %, que es la segunda más alta registrada por la ciudad.
En el ámbito deportivo, es de resaltar la fundación el 18 de junio de 1936 del club deportivo Los Millonarios, y cinco años más tarde, en 1941, del Independiente Santa Fe, que son los dos equipos tradicionales de fútbol de Bogotá.

### Década de 1940

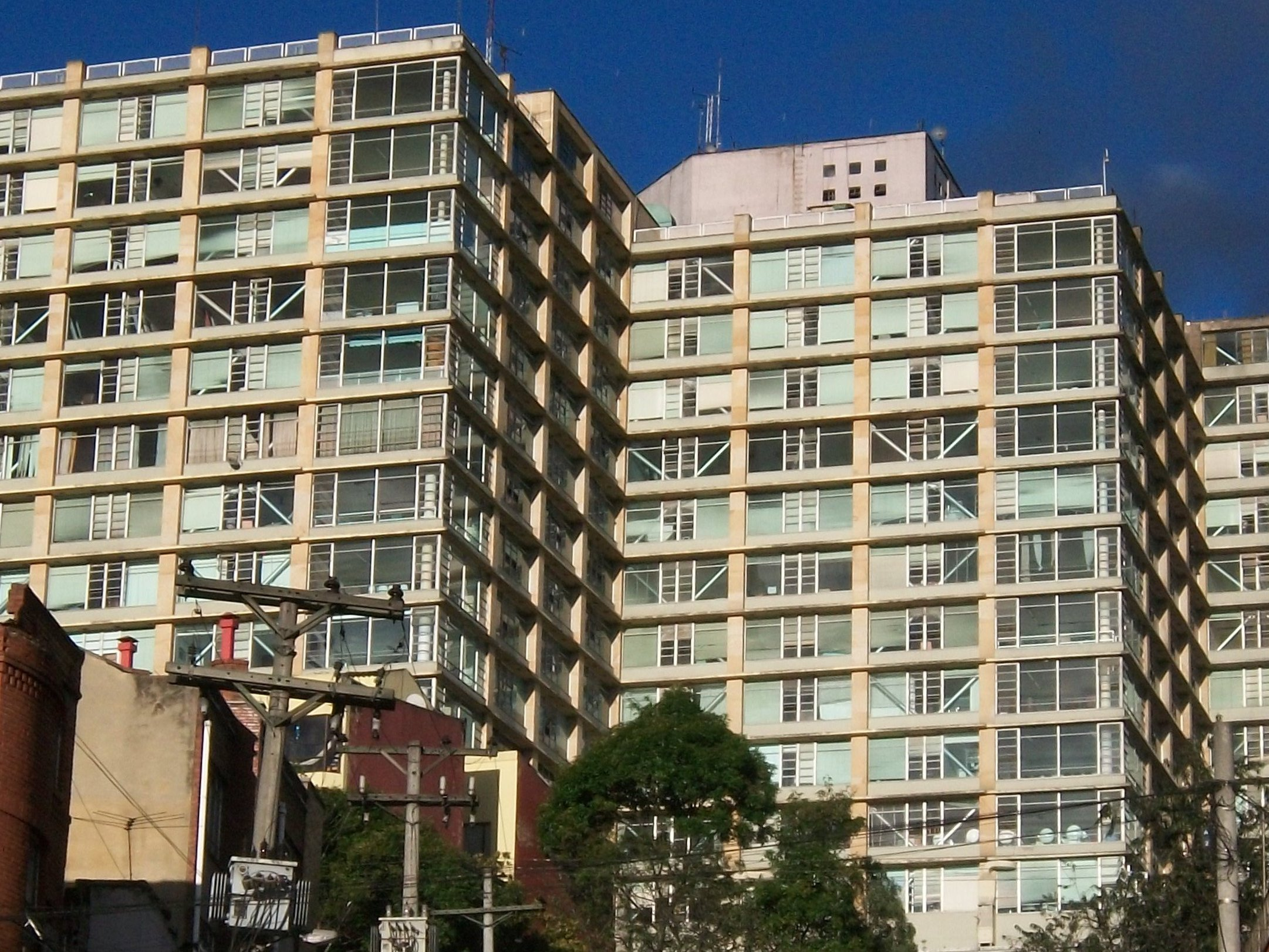
Hospital Militar.

En este periodo se realizaron intervenciones urbanas de gran calado. Entre 1944 y 1946 se construyó por ejemplo la avenida de Las Américas, que recorre Bogotá de oriente a occidente, hasta el Aeropuerto de Techo. En 1945 se terminó la avenida Caracas  y se comenzó a construir la carrera Décima, que significó la división del centro, lo que trajo importantes repercusiones sociales y urbanas, en particular en los sectores de Las Nieves, San Victorino y Santa Inés. En 1946 se desplazó a los presos del Panóptico, que es el actual Museo Nacional, a La Picota, que hasta entonces había sido un campo agrícola experimental.

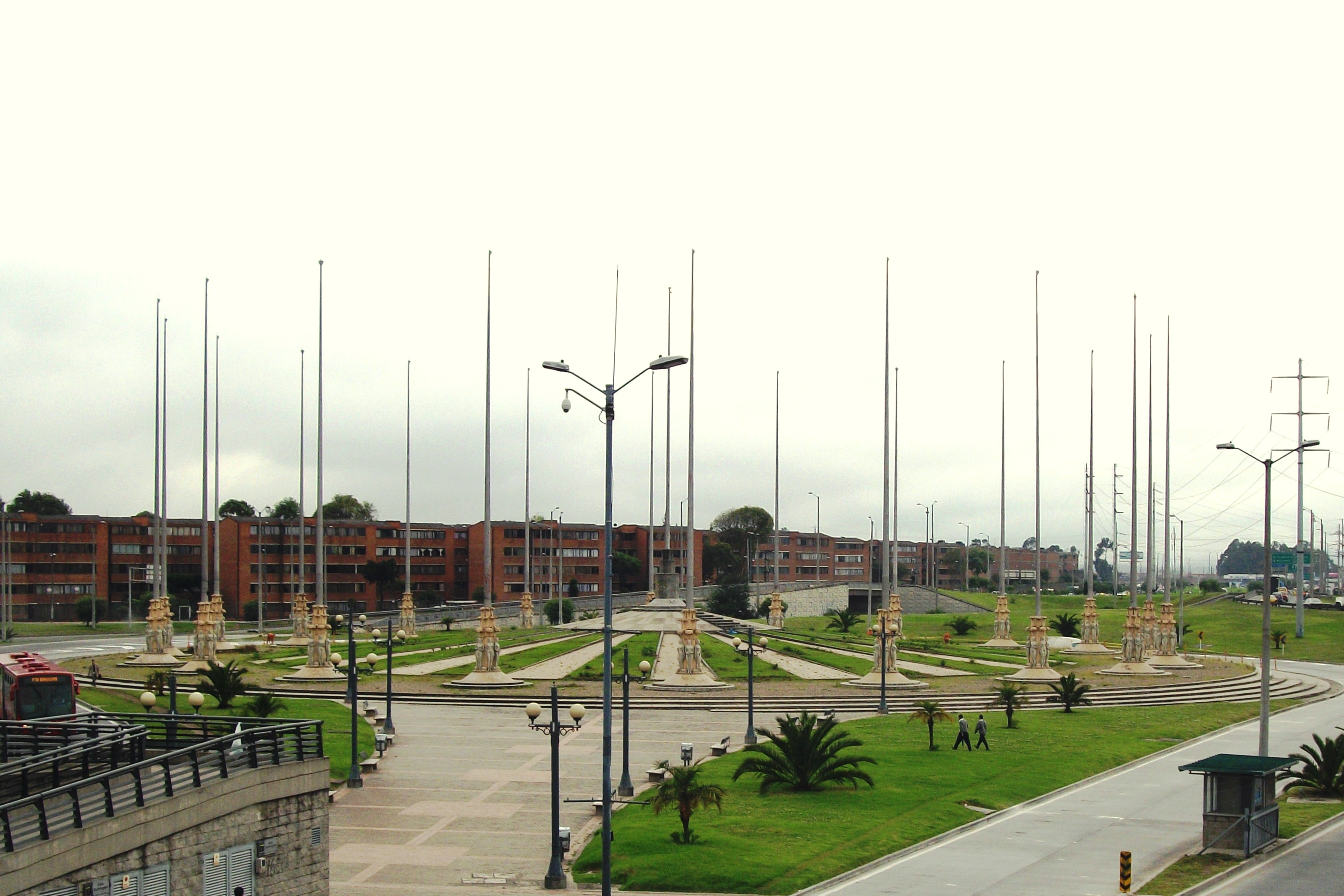
El Monumento a las Banderas.

De relevancia en el desarrollo del sur de la ciudad fue el hallazgo en 1945, en la hacienda La María, de ricos yacimientos de grava, cuya extracción por parte de la recién fundada Central de Mezclas fue altamente rentable, debido a su cercanía a Bogotá y por la creciente demanda por parte de las constructoras. Los yacimientos de greda acarrearon la fundación de la ladrillera Santa Fe, que también se dedicó a la explotación intensiva. El impacto ecológico para el valle del río Tunjuelo, que además se había hecho urbanizable por las obras en Vitelma y Chisacá, fue devastador.
En términos demográficos, en 1946 Bogotá contaba con 565 978 habitantes, con una población migratoria del 63,43 % y un área urbana de 8600 ha. Desde el punto de vista industrial, concentraba el 13,9 % de los establecimientos y el 16,7 % de los activos nacionales, aportando el 20,8 % del valor agregado de la producción.
También en el sector meridional, en 1947 se extendió el tranvía hasta el barrio Santander de la actual localidad de San Cristóbal  y el mismo año se inauguró el barrio San Cristóbal, que fue el primero de la región, que tendría un poblamiento desordenado, promovido con frecuencia por urbanizadores "piratas", que aprovecharon las dificultades económicas de la población, pero también el déficit de vivienda de la ciudad y sus vacíos legales y administrativos favorables a estas prácticas. También los barrios San Carlos y El Carmen, situados en la actual localidad de Tunjuelito, se desarrollaron durante este periodo, presentando asimismo carencias sanitarias y de otros servicios.
En 1948 se inauguró el edificio El Tiempo, sede del periódico El Tiempo, diseñado por el arquitecto Bruno Violi y situado en la esquina de la carrera Séptima con el Eje Ambiental, se inauguraron el hospital de San Carlos al sur, y la clínica Palermo en el barrio del mismo nombre, y se fundó en el barrio Las Aguas de la actual localidad de La Candelaria, la Universidad de los Andes. Ese año también se inauguró la Universidad Distrital Francisco José de Caldas Ese mismo año se inauguraron el Hospital Militar, la Clínica David Restrepo, lo mismo que un tramo de la avenida Los Comuneros.
Antes del 9 de abril de 1948 Bogotá se preparaba para celebrar la IX Conferencia Panamericana. Con tal motivo, y al igual que lo ocurrido diez años atrás con ocasión del cuarto centenario, se realizaron varias obras urbanísticas. La construcción de la avenida de Las Américas fue a su vez de gran importancia porque contribuyó con la expansión hacia el occidente. El Monumento a las Banderas, en inmediaciones del aeropuerto de Techo, fue un hito paisajístico de la época.

#### El Bogotazo

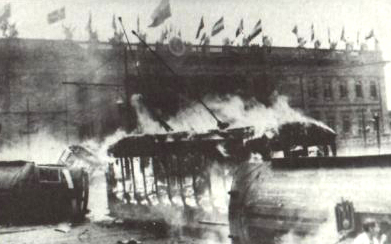
Se conoce como "El Bogotazo" al período de protestas, desórdenes y represión que siguieron al asesinato del líder liberal Jorge Eliécer Gaitán.

El asesinato de Jorge Eliécer Gaitán, el 9 de abril de 1948, fue un momento trágico y de cambio en la sociedad colombiana que se evidenció con mayor énfasis en Bogotá que en el resto del país. No en vano la fecha es recordada como “El Bogotazo”. El proceso político del país tomó un nuevo curso. La ciudad también experimentó cambios notables. Con los acontecimientos desatados en esa fecha, algunos edificios del centro como el Ministerio de Gobierno, la Nunciatura Apostólica, el Palacio Arzobispal, el Palacio de Justicia, la Gobernación y el hotel Regina fueron consumidos por las llamas. También se produjeron intensos saqueos a locales comerciales y la IX Conferencia Panamericana tuvo que ser trasladada al Gimnasio Moderno en el norte de Bogotá.
El saldo dejado por este acontecimiento fue de centenares de muertos, muchos de ellos esparcidos por las calles. Algunos historiadores afirman que esos hechos marcaron el fin de la ciudad republicana y el nacimiento de la llamada ciudad moderna. De cualquier modo, sus repercusiones urbanas y sociales fueron profundas y duraderas, implicando en particular el desplazamiento hacia el norte de las clases pudientes de la capital.

### Década de 1950
En la década anterior Bogotá había continuado su fuerte crecimiento demográfico. En 1950 su población correspondía al 6,2 % del total nacional, siendo que en 1928 esa proporción era de apenas el 3 %. Asimismo, se registró una tasa de crecimiento del 5,4 % entre 1938 y 1951, contando en ese año con 715 520 habitantes, en una Colombia que ya contaba con 11 548 772 habitantes, alcanzando la capital el millón en 1956. Es de destacar que en ese año se examinó la posibilidad de convertir a Bogotá en un Distrito Especial, lo cual se concretaría en 1954.
A principios de la década se construyó en el barrio San Diego el hotel Tequendama, en el cruce entre la carrera Décima y la avenida El Dorado, que se excavó en 1953. El hotel alcanzó a estar situado frente al parque Centenario, que fue destruido para dar paso a dicha red vial. En 1951, según su propio testimonio, el entonces alcalde Fernando Mazuera Villegas eliminó el sistema local de tranvía, privilegiándose el transporte por autobús, incluyendo la importación de una flotilla de vehículos de los Estados Unidos. Otro protagonista de los cambios de esta época fue el gobierno de Gustavo Rojas Pinilla, quien el 13 de junio de 1955 envió desde el palacio de San Carlos en directo el primer mensaje de la televisión colombiana.

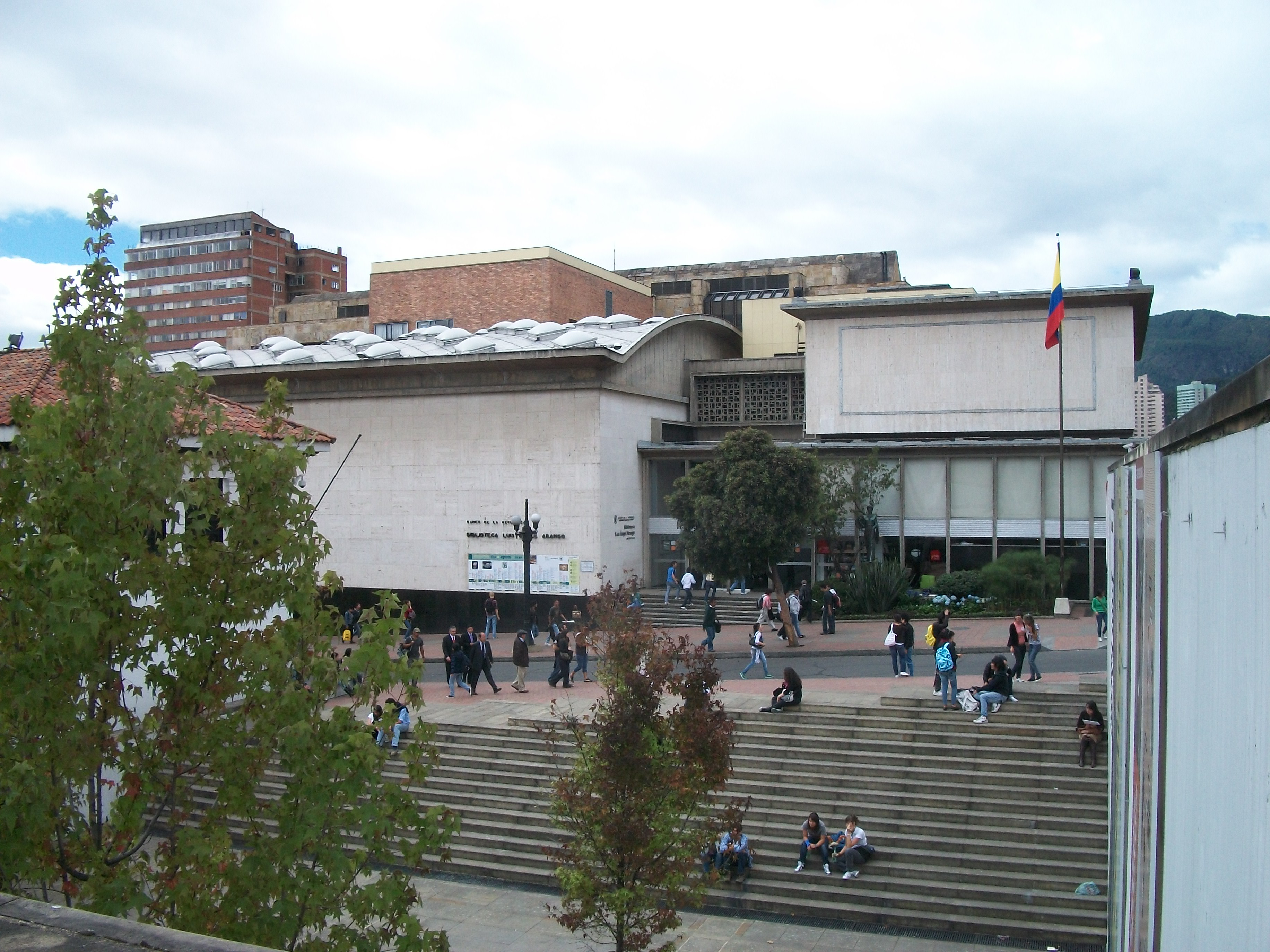
La biblioteca Luis Ángel Arango en el centro histórico de Bogotá.

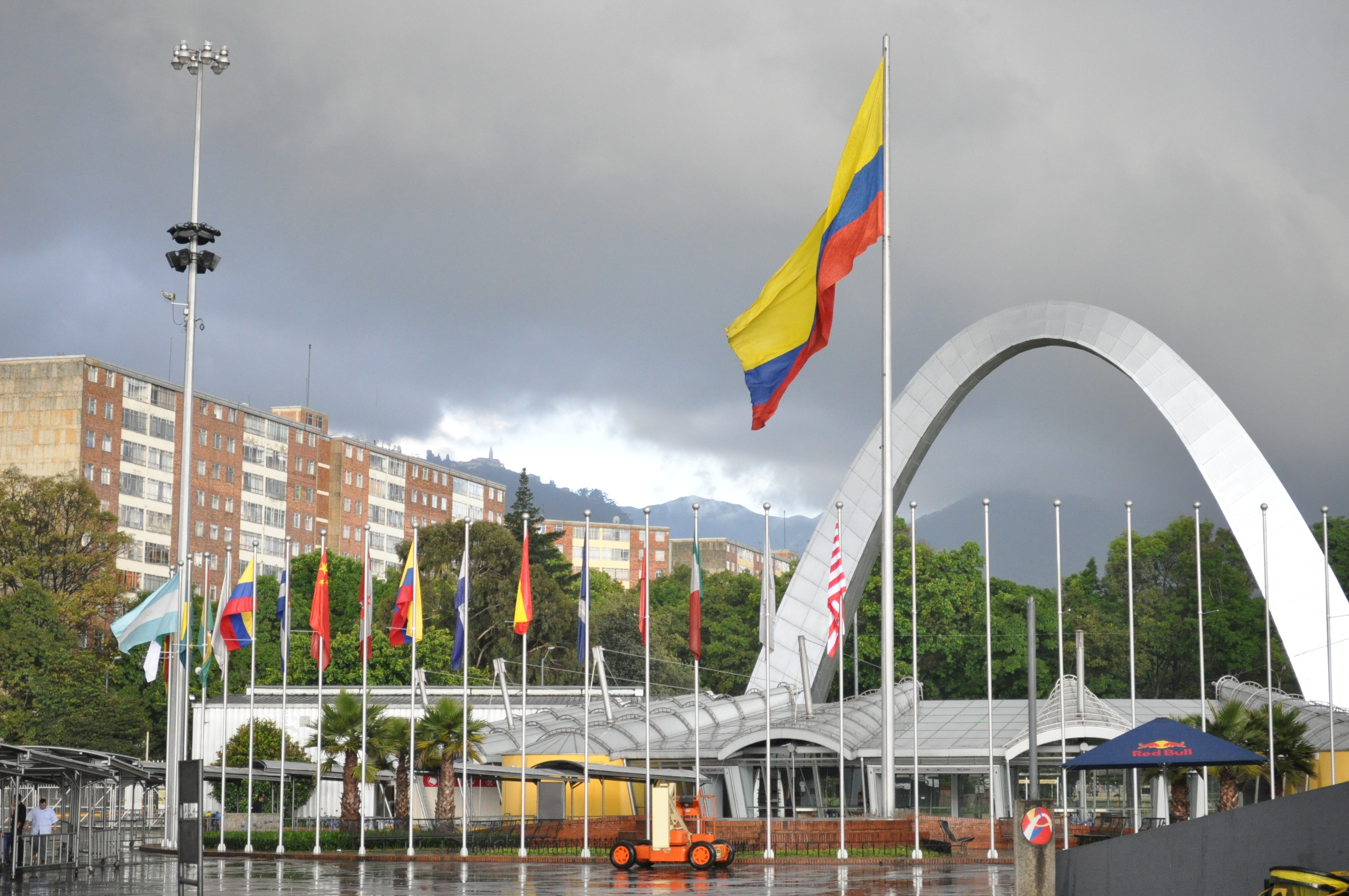
Corferias.

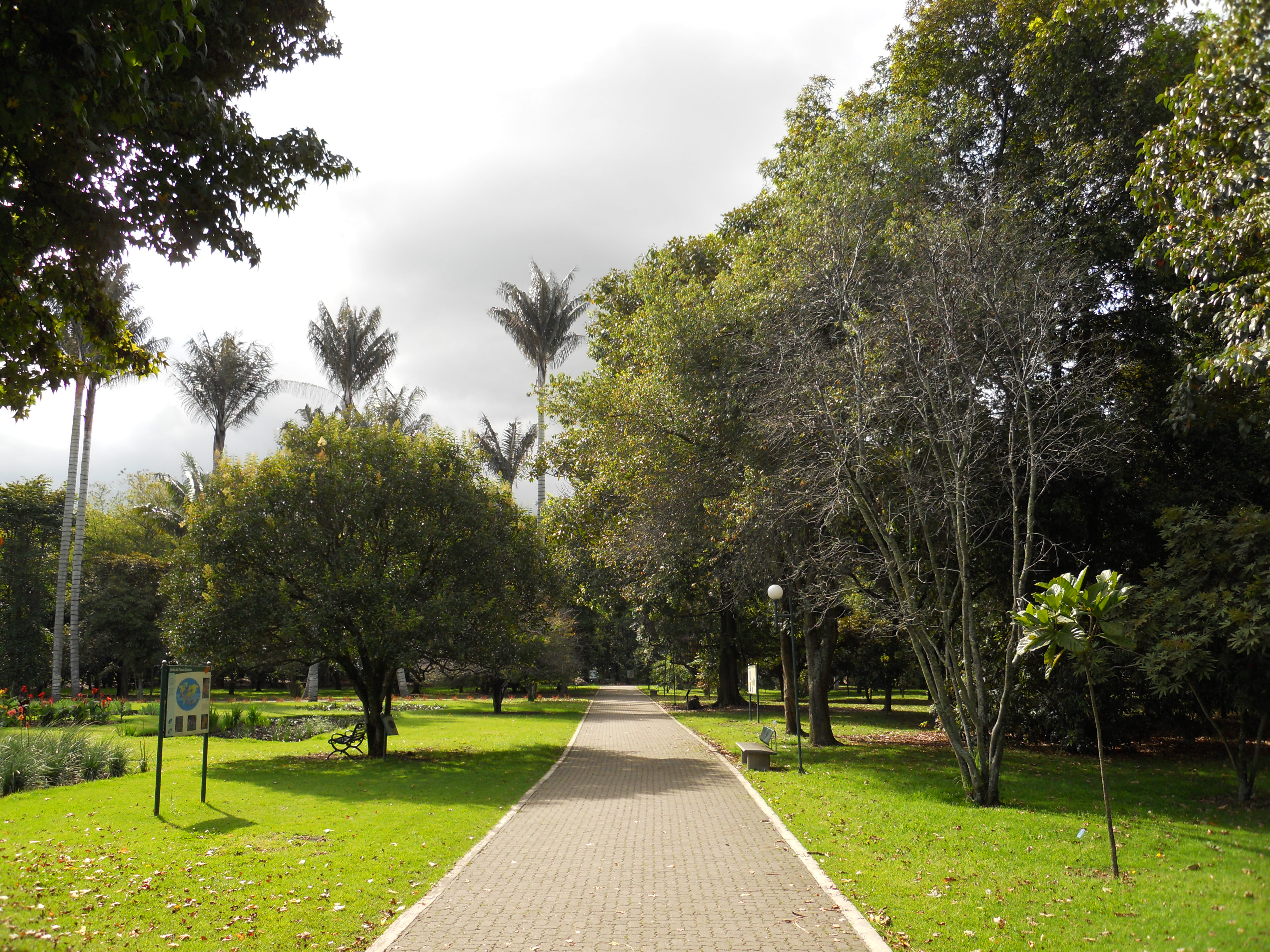
Camino septentrional del Jardín botánico de Bogotá.

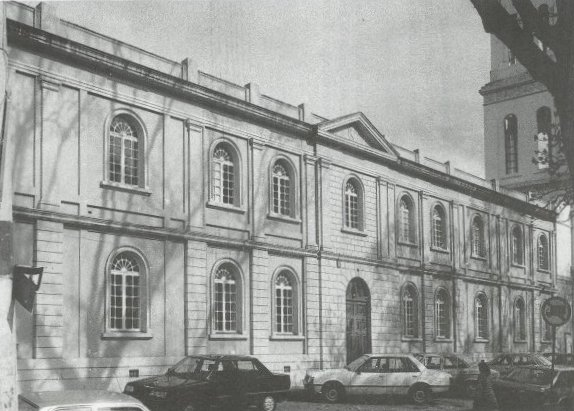
Antigua sede de la Escuela Colombiana de Ingeniería, en Usaquén.

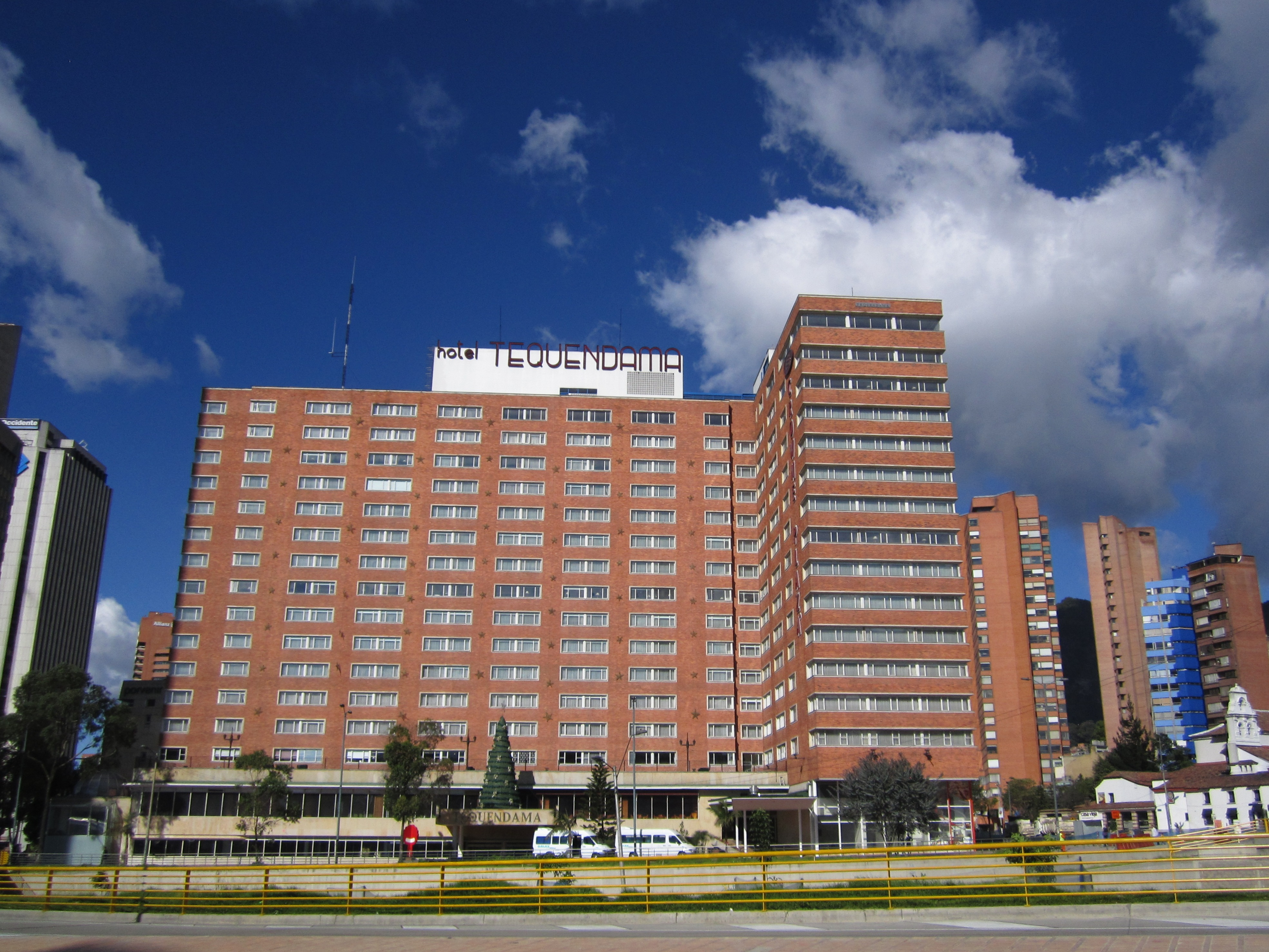
Hotel Tequendama.

Desde el punto de vista urbanístico, durante este periodo los arquitectos Le Corbusier, Paul Lester Wiener y Josep Lluís Sert realizaron el Plan Regulador y el Plan Piloto, con los que se buscaba dotar a Bogotá de una carta de navegación urbanística para las próximas décadas.
Algunos de los proyectos que se llevaron a cabo con base en aquellas directrices son el Centro Antonio Nariño, construido en 1953 y conformado por 960 apartamentos, o el Centro Administrativo Nacional, que se inició en 1956 y se finalizó en 1962, que tuvo sin embargo unas proporciones y una relevancia menor a la prevista por su diseño original.
Sin embargo, debido al énfasis modernizador y propagandístico de las obras ejecutadas durante el gobierno de Gustavo Rojas Pinilla, la intención del plan y la recomendación urbanística de densificar el centro no tuvo efecto, pues los límites trazados a la altura de la avenida Cundinamarca y de la Primero de Mayo se rebasaron con la connivencia gubernamental.
En su expansión hacia el norte, constituye un hito el cambio de sede en 1950 del club El Country a los terrenos que actualmente ocupa entre las avenidas 127 y 134. Un año más tarde, el propietario de la hacienda El Chicó y la firma Ospinas y cía. constituyen una sociedad para diseñar lo que será el barrio El Chicó, en cercanías de la calle 100.
A su vez, a la altura de la calle 170 ya se estaban formando durante este periodo barrios como San Cristóbal Norte, La Estrella, San Antonio y La Cita. Hacia el sur, en 1953 se comienza la parcelación de la hacienda La Laguna, que dará origen a mediados de la década a los barrios de Venecia y Muzú.
También a principios de la década se dieron otros desarrollos de infraestructura y se elaboraron inmuebles relevantes desde el punto de vista cultural y arquitectónico. En cuanto al abastecimiento de agua, en 1952 se inauguró el Embalse del Neusa y tres años más tarde se inauguró la primera etapa del acueducto de Tibitó, constituyéndose asimismo la Empresa de Acueducto y Alcantarillado de Bogotá.
También a principios de la década se comenzó por ejemplo a construir la autopista del Norte, que se terminó en este lustro durante el gobierno militar de Rojas Pinilla, lo mismo que la construcción de Corferias, al occidente de la actual avenida Treinta. Ese mismo año fue demolido el Hotel Granada, del arquitecto bogotano Alberto Manrique Martín, que había sido vendido al Gobierno nacional por su compañía propietaria cinco años atrás. En su lugar se construyó a finales de la década la actual sede del Banco de la República.

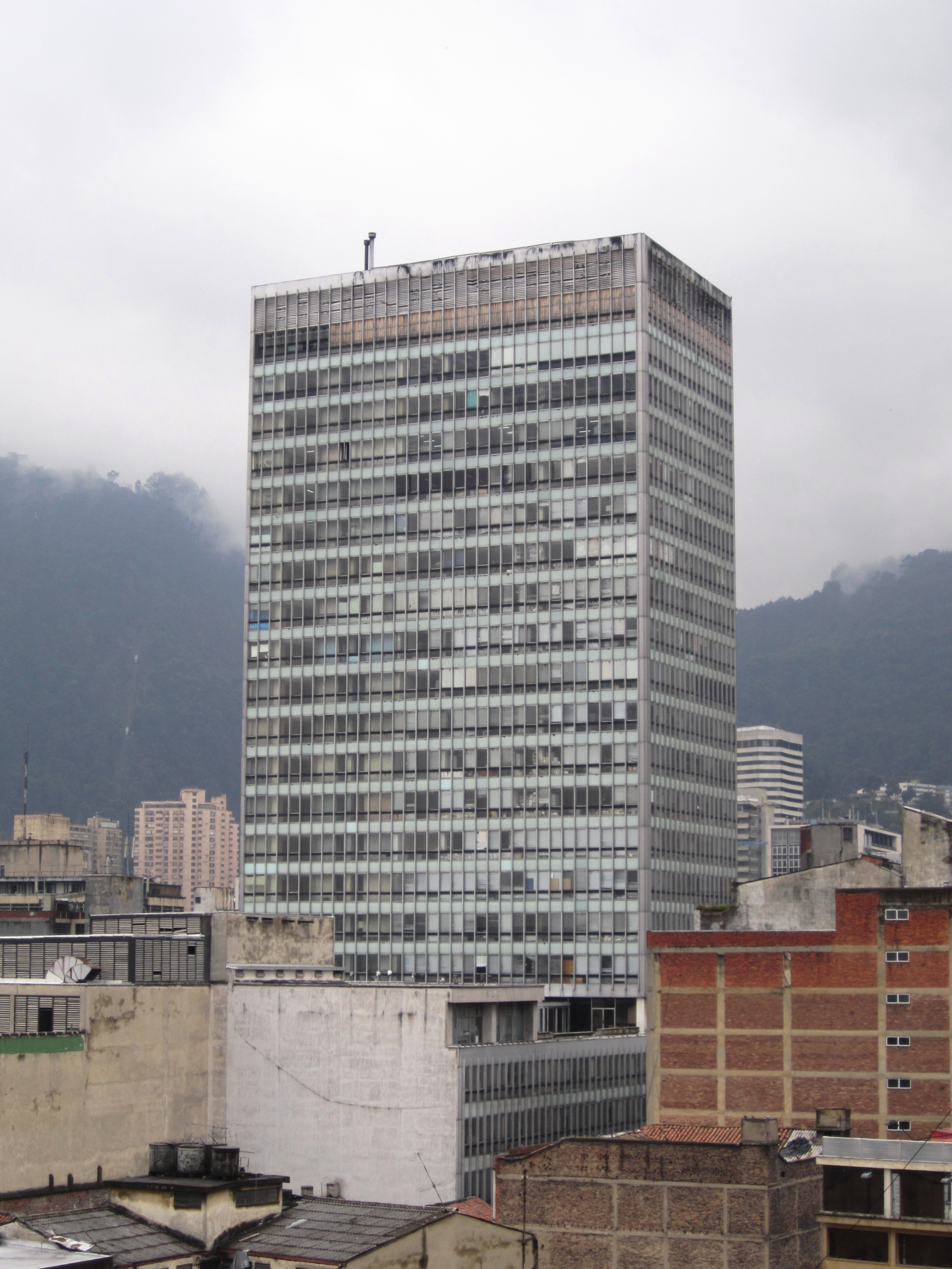
El Edificio Banco de Bogotá fue el más alto de Bogotá desde su finalización en 1959 hasta 1963.

En 1952 se adoptó una bandera oficial, conformada por una franja horizontal amarilla y otra roja. En 1954, el Decreto Legislativo 3640 del 17 de diciembre del mismo año, creó el Distrito Especial o Bogotá D. E. aprobado por Gustavo Rojas Pinilla, anexando a Bogotá los municipios cundinamarqueses de Bosa, Engativá, Fontibón, Suba, Usme y Usaquén, así como parte de la Colonia Agrícola de Sumapaz, y a lo largo de los años siguientes nacieron las alcaldías locales, comenzando por la de Chapinero.
El mismo años se desarrolló la urbanización Las Américas, que limita con el barrio La Soledad, también de este periodo, y con la avenida El Dorado. En 1955 se anexó el municipio de Usaquén, que entre 1938 y 1951 había pasado de 4.617 habitantes a 11 207, viendo en los años 1950 el surgimiento de barrios de otro nivel social, como los ya nombrados La Cita y San Cristóbal Norte, pero también de clase media como Cedritos o alta como Santa Ana.
En 1953, se restaura la Capilla del Sagrario de Bogotá, la fachada se desmontó piedra por piedra para reconstruirla a plomo, ya que amenazaba con caerse. Entre 1958 y 1960 se realizó su restauración y en 1964 se intervino el interior del sagrario. Durante la primera mitad de los años 1950 se construye asimismo toda una serie de edificios de gran altura en la Avenida Carrera Décima, varios de ellos con más de 10 pisos como las residencias El Parque y el edificio Seguros Bolívar. Entre ellos destacan el Edificio Banco de Bogotá y el Edificio Bavaria en el Centro Internacional de Bogotá, que fueron desde 1959 hasta 1969 los más altos de la ciudad.
El 6 de agosto de 1955 se inauguró el Jardín Botánico de Bogotá, dedicado a la memoria de José Celestino Mutis. En 1958 se inauguró la actual sede de la biblioteca Luis Ángel Arango en el barrio La Candelaria. Un año más tarde abrió sus puertas el aeropuerto internacional El Dorado y la avenida El Dorado, con los cuales se proyectó aún más el desarrollo hacia el occidente de la sabana. Ese mismo año se fundó en el barrio Las Nieves de la actual localidad de Santa Fe la Universidad Jorge Tadeo Lozano. Más al sur, en la zona suroriental de la plaza de Bolívar, el viernes 7 de marzo de 1958 se inauguró el Palacio Arzobispal. En este entonces, Bogotá cubría un área urbana de 8084 hectáreas.
En 1959 se inauguraron los puentes de la Veintiséis, con los que desapareció el parque Centenario y el de la parque de la Independencia perdió toda su zona sur.

### Década de 1960

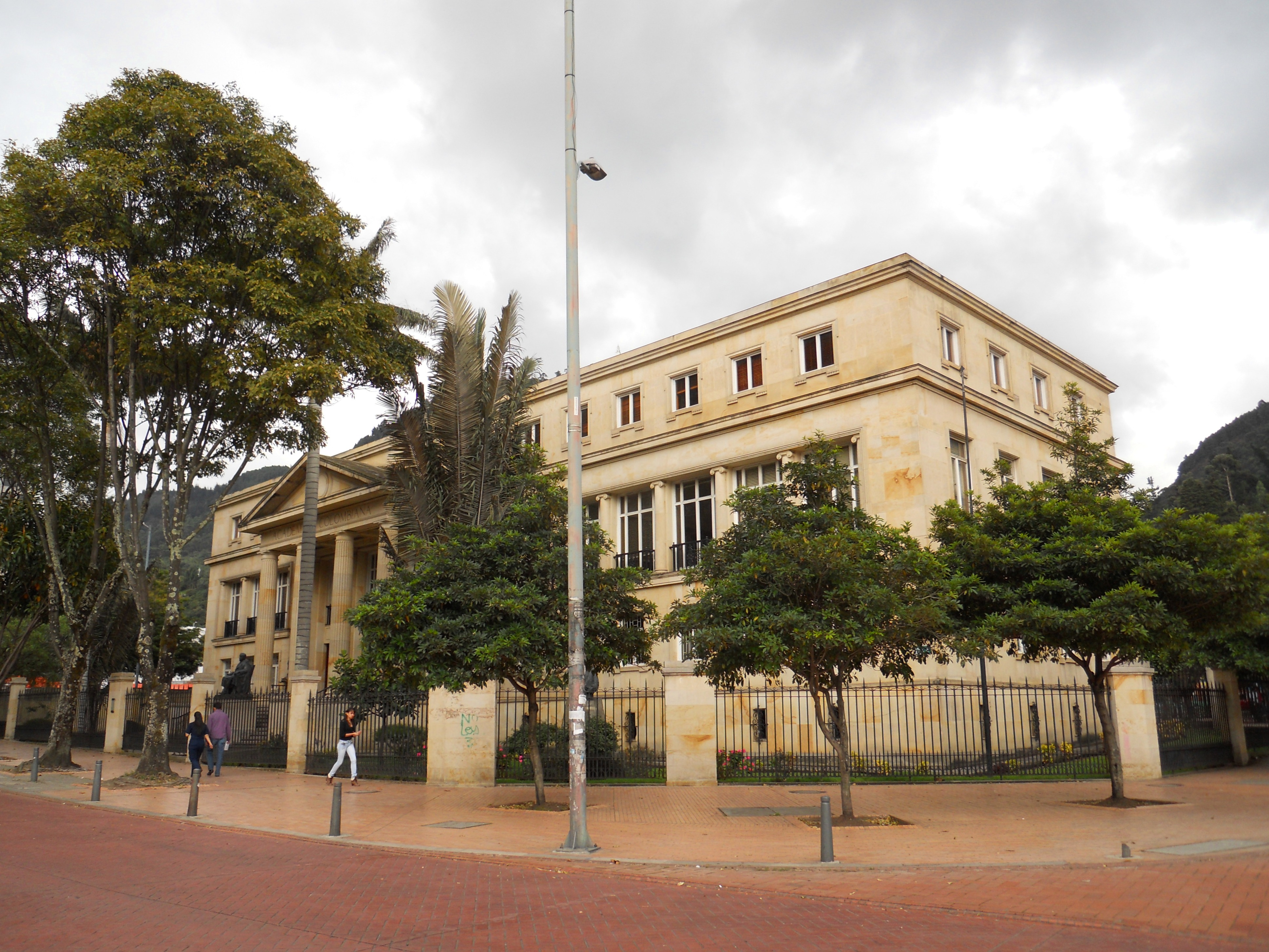
Nuevo edificio de la Academia Colombiana de la Lengua, inaugurado en 1960.

A principios de la década de 1960 se emprendió la urbanización Ciudad Kennedy, inicialmente denominada Ciudad Techo, gracias a los créditos de la Alianza para el Progreso, programa del presidente de los Estados Unidos John F. Kennedy, quien realizó una visita a Bogotá en 1961. En 1964 y en 1967 se fundaron las alcaldías menores de Puente Aranda y de Kennedy.

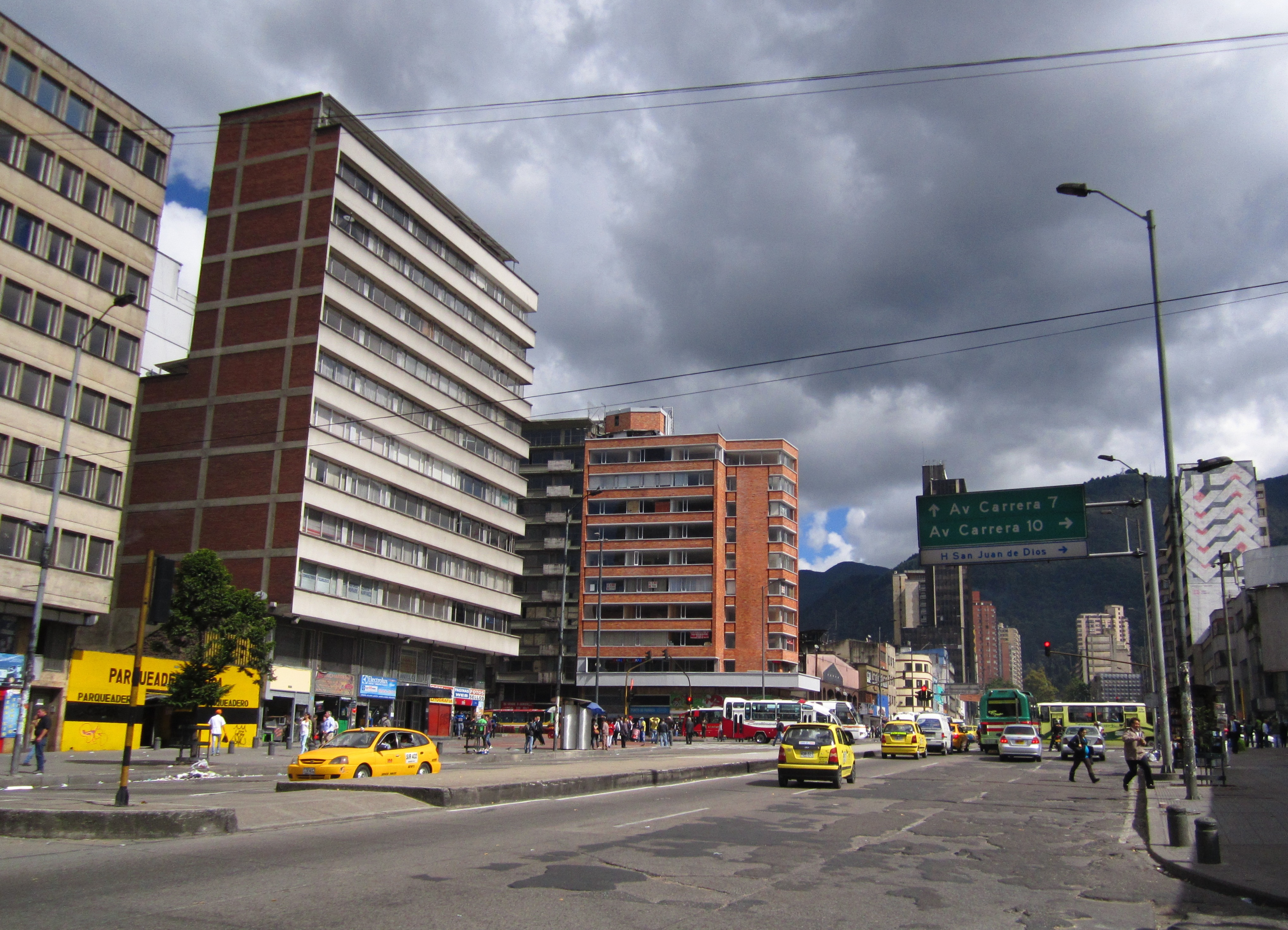
Avenida Ciudad de Lima.

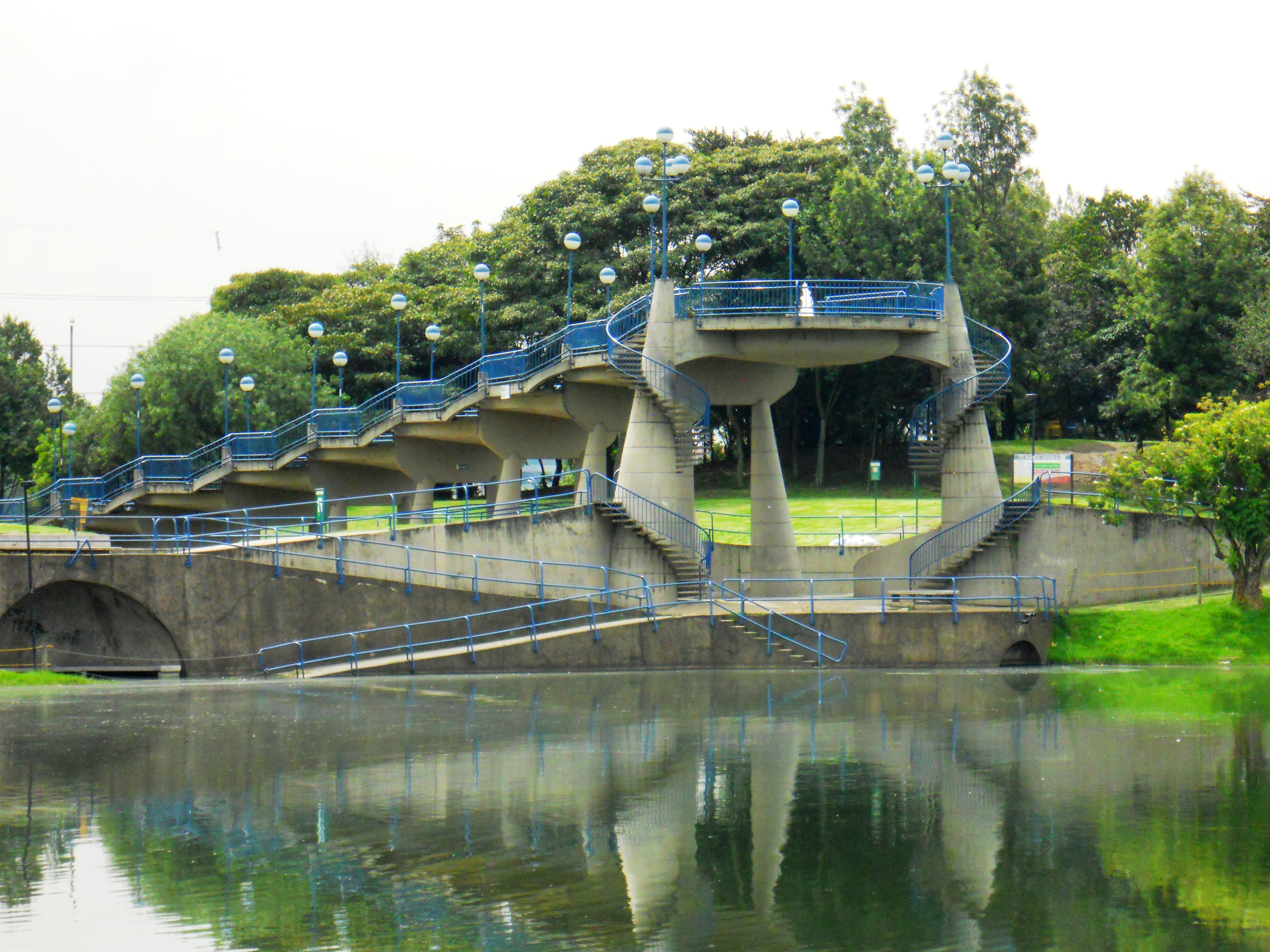
En 1968 se inauguró el parque metropolitano Simón Bolívar

Los principales alcaldes de este periodo fueron Jorge Gaitán Cortés, entre 1961 y 1966, y Virgilio Barco Vargas, que gobernó entre 1966 y 1969. Ambos tuvieron una idea de la Bogotá futura, y planearon su desarrollo a cinco décadas, conscientes además del crecimiento demográfico que experimentaba entonces, que en pocos años había registrado una fuerte extensión urbana, alcanzando en 1964 las 14165 ha.

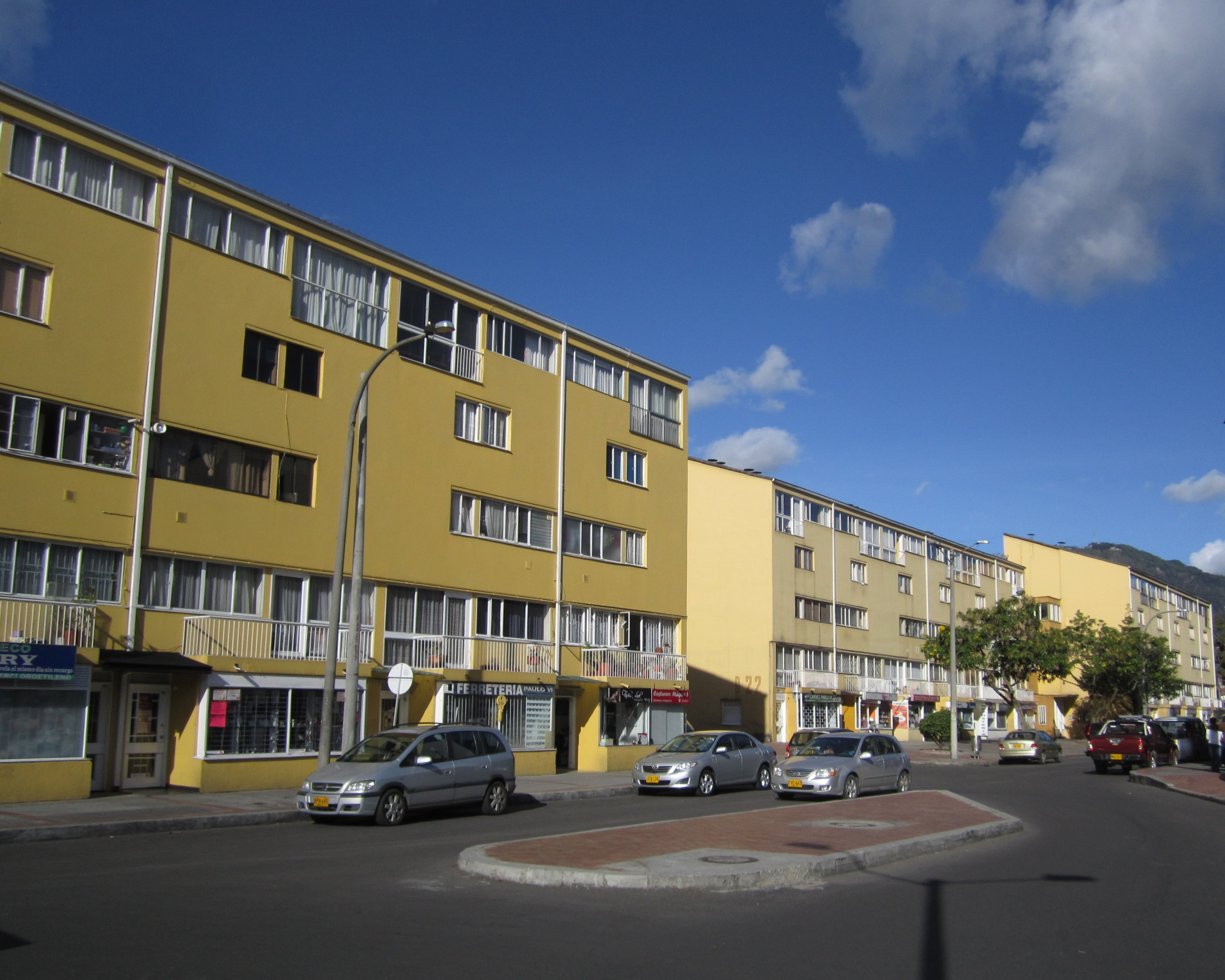
La urbanización Pablo VI de 1966.

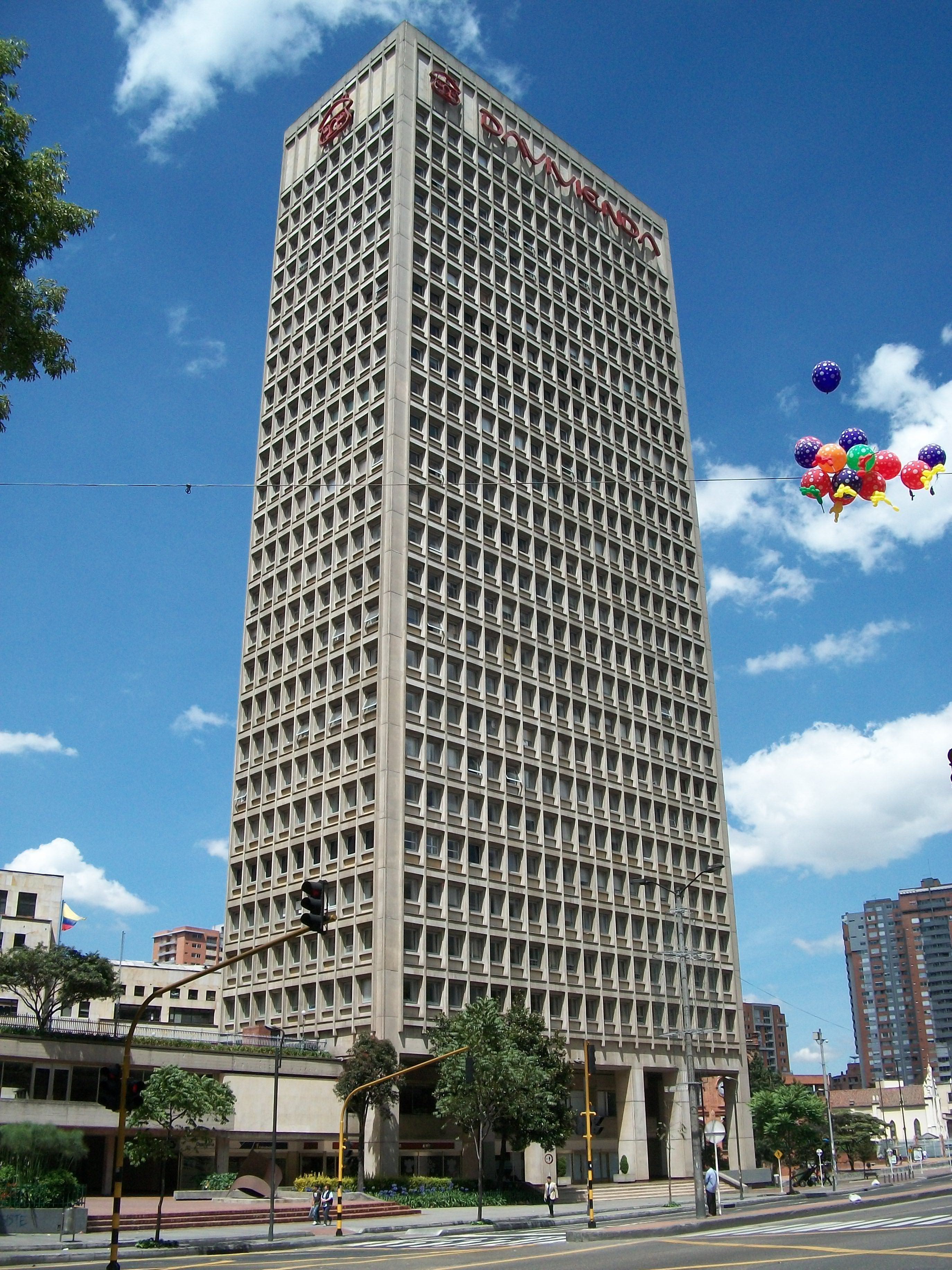
Edificio Bavaria de 1967.

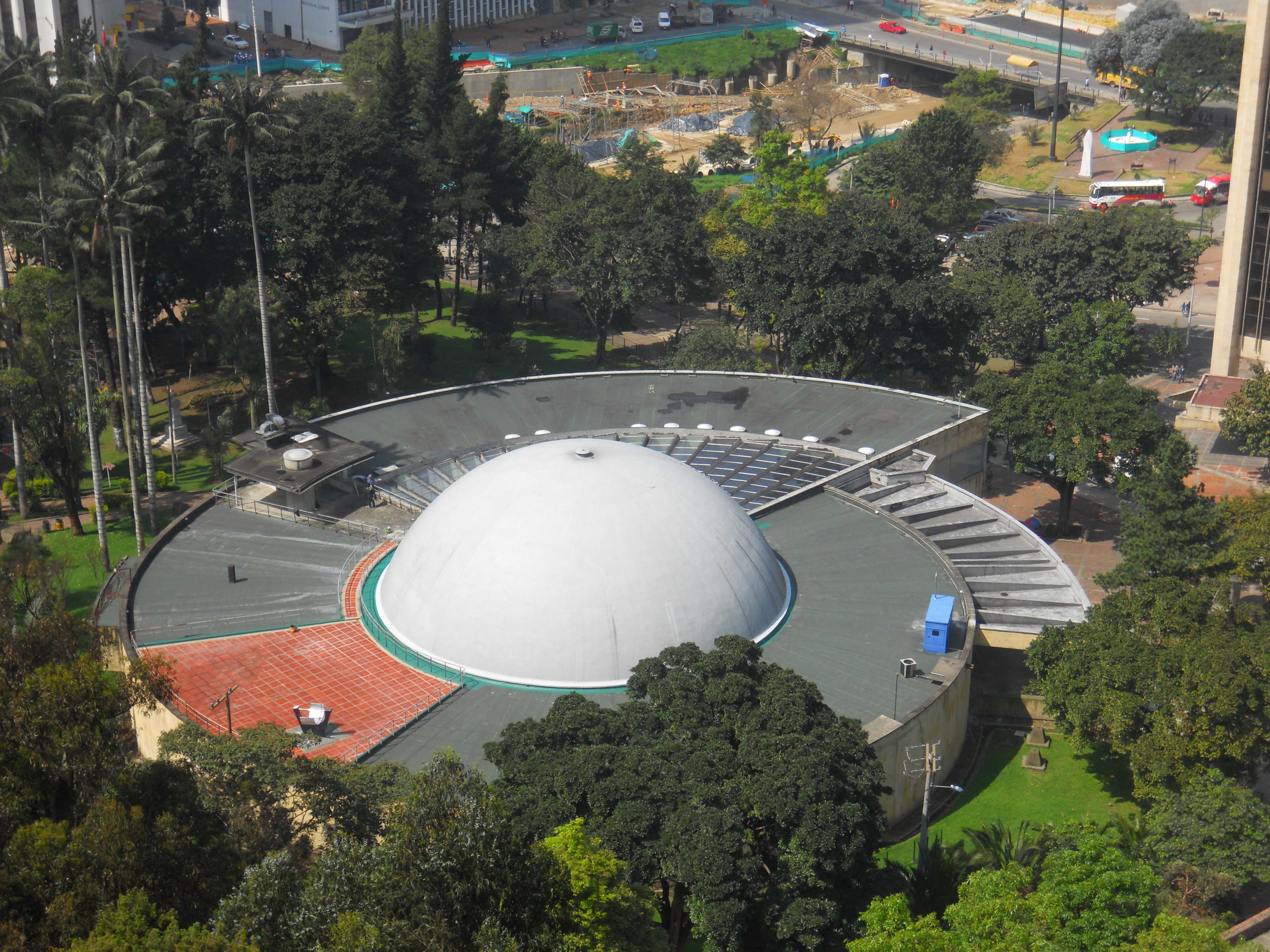
El Planetario Distrital en las inmediaciones del parque de la Independencia

En 1960 se terminó de construir la carrera Décima, en cuyo cruce con la avenida Jiménez se elevaba desde 1959 el edificio Banco de Bogotá. Ese año también se inauguró en la carrera Tercera con calle Dieciocho el nuevo edificio de la Academia Colombiana de la Lengua, del arquitecto español Alfredo Rodríguez Ordaz.
Como parte del mismo espíritu modernizador que desde décadas atrás caracterizaba las intervenciones, en 1966 se terminó de ampliar la calle diecinueve, que pasó a llamarse avenida Ciudad de Lima.
En Chapinero, en la carrera Trece con calle Sesenta y tres, se inauguró en 1965 el edificio de Seguros Bolívar, el primer gran inmueble de oficinas particulares con que contó Bogotá. Dos años más tarde, sobre la carrera Séptima a la altura del Museo Nacional se elevó el edificio Bavaria, de veintiséis pisos.
El año de 1968 fue de relevancia urbana. Se inauguró por ejemplo la actual sede del museo del Oro, a cargo del arquitecto Germán Samper Gnecco, pero sobre todo fue la época en la que la ciudad se apropió de un terreno de 400 ha situado al occidente de la avenida Treinta, en el cual se erigió un templete donde el papa Pablo VI dirigió una eucaristía durante su visita a la capital, que se constituyó como la primera visita de un papa a un país latinoamericano. Dicho templete sería la piedra angular del parque metropolitano Simón Bolívar, que con el tiempo se constituiría en el parque más grande e importante de Bogotá.
Ese año se celebró asimismo el Congreso Eucarístico Internacional, para el cual se construyó asimismo la avenida Sesenta y ocho. Dos años antes, en 1966, se construyó la urbanización Pablo VI sobre la calle Cincuenta y tres, al occidente de Teusaquillo. A su vez, en el centro, en 1969 abrió sus puertas el Planetario Distrital en las inmediaciones del parque de la Independencia.
Desde el punto de vista social, durante esta década la capital colombiana mostró cambios estructurales determinados por los eventos del Bogotazo, pero también de La Violencia, que azotó en particular a las zonas rurales colombianas entre 1948 y 1953. El centro, y en particular la zona occidental, sufrió fuertes cambios demográficos y sociales, de los cuales fue paradigmática la transformación de los barrio Santa Inés y Liévano, que pasaron de ser zonas prestantes de la capital a convertirse en el sector de El Cartucho.
En términos demográficos, el periodo comprendido entre 1950 y 1964 fue el de mayor crecimiento, aumentando la población en ese lapso en un 6,8 %, para alcanzar 2 millones de habitantes en 1966. En gran medida, el proceso se debió a las mejoras sanitarias y sobre todo a la inmigración desencadenada por las condiciones de violencia extrema se extendía por las zonas rurales colombianas, lo cual desencadenó un éxodo hacia los centros urbanos. En 1964 la población nacida en Bogotá era del 48,61 %, mientras que la población inmigrante representaba el 51,39 %.
Desde el punto de vista administrativo, durante esta década grandes sectores rurales del sur de Cundinamarca, ubicados sobre todo en el páramo de Sumapaz, se integraron a Bogotá y algunos años más tarde pasarían a conformar la localidad del mismo nombre.
A la larga historia sismológica bogotana se sumó en 1966 un temblor de magnitud siete en la actual localidad de Usme, que dejó seis personas muertas, treinta heridas y doscientos inmuebles destruidos.

### Década de 1970

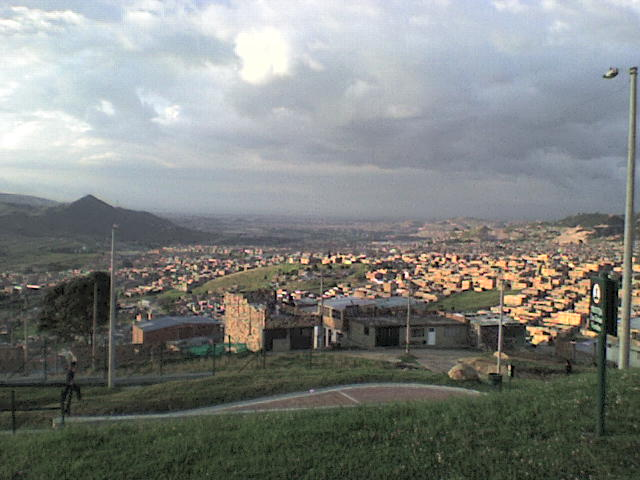
Barrio El Uval de Usme, uno de los últimos municipios en anexarse a Bogotá.

En 1972 se dividió el distrito en 16 alcaldías menores, incluyendo los municipios anexos, entre ellos Tunjuelito. Nuevas alcaldías fueron los tres tradicionales sectores del centro: Santafé, Teusaquillo y Los Mártires, los Barrios Unidos del Norte, Antonio Nariño, San Cristóbal y Tunjuelito, segregada de Usme.
Durante este periodo, los niveles de informalidad en la vivienda eran enormes, pues un 38,4 % de la ciudad se había desarrollado por fuera de las normas oficiales, y albergaba al 59 % de la población.

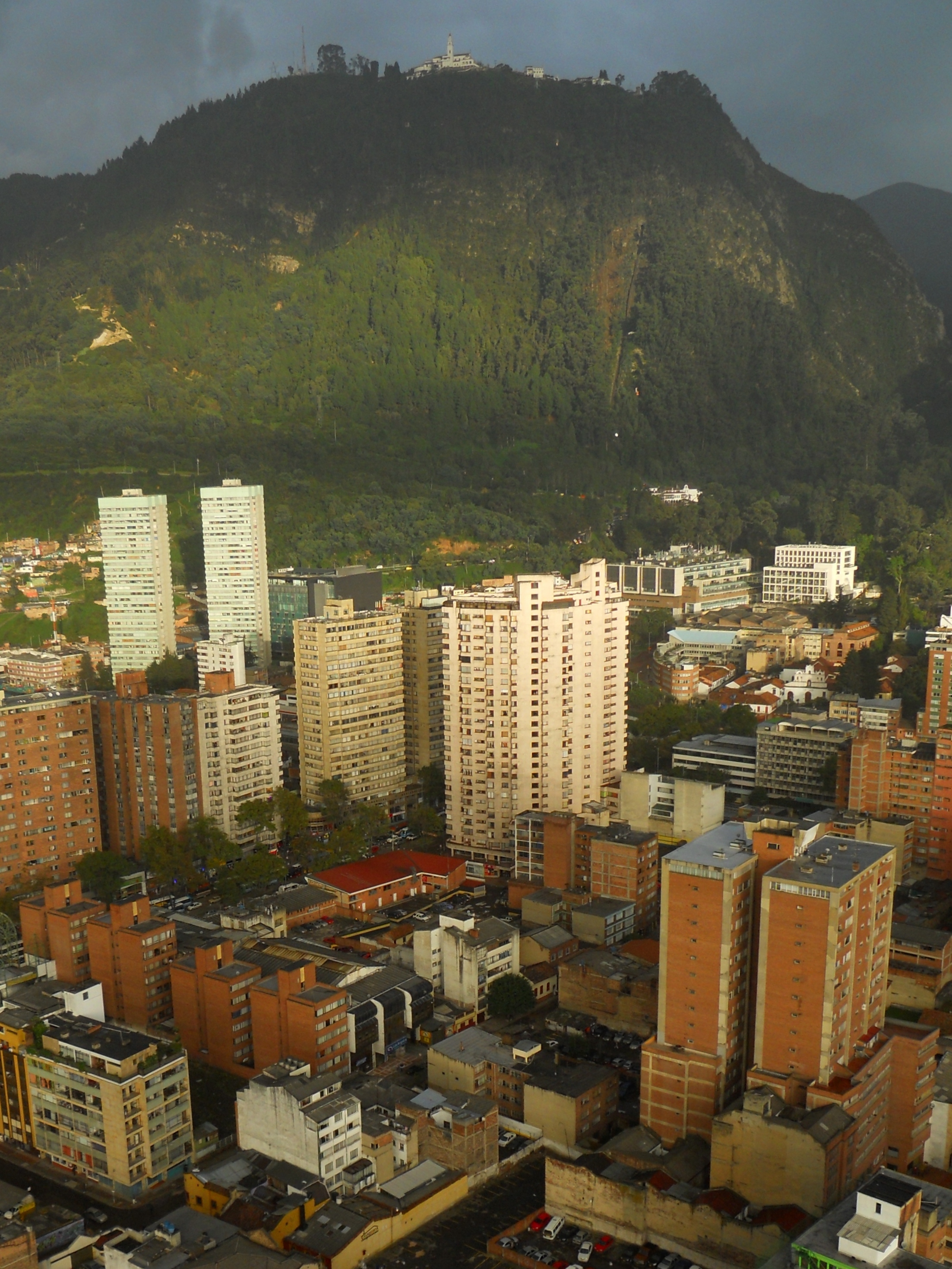
El sector norte de la localidad de Santa Fe se vio reconfigurado durante este periodo, registrando la aparición de grandes torres residenciales y de oficinas.

Mientras tanto, la población bogotana seguía presentando un fuerte ritmo de crecimiento, en gran parte debido a la migración, de lo cual es una muestra que en 1973 la población nacida en Bogotá fuese del 49,03 %, mientras que aquella nacida por fuera era del 50,97 %. Ese año la capital de Colombia cubría 18 985 ha, mucho más que el doble de la extensión cubierta quince años antes, y en 1974 alcanzó los tres millones de habitantes.
Desde finales de los años 1960 y durante la década de 1970 se desarrolló una arquitectura con influencia moderna, siendo Bogotá una de las primeras urbes latinoamericanas en levantar rascacielos que sobrepasaban los 160 m de altura, entre los que se destacó el edificio Avianca, inaugurado en 1969 y la torre Colpatria en 1979.
A finales de esta década se construyeron asimismo varias grandes torres residenciales, entre ellas las torres de El Parque, las Blancas, las de Fenicia y las Gonzalo Jiménez de Quesada. En el mismo contexto, en 1973 se construyó el Coliseo Cubierto El Campín.

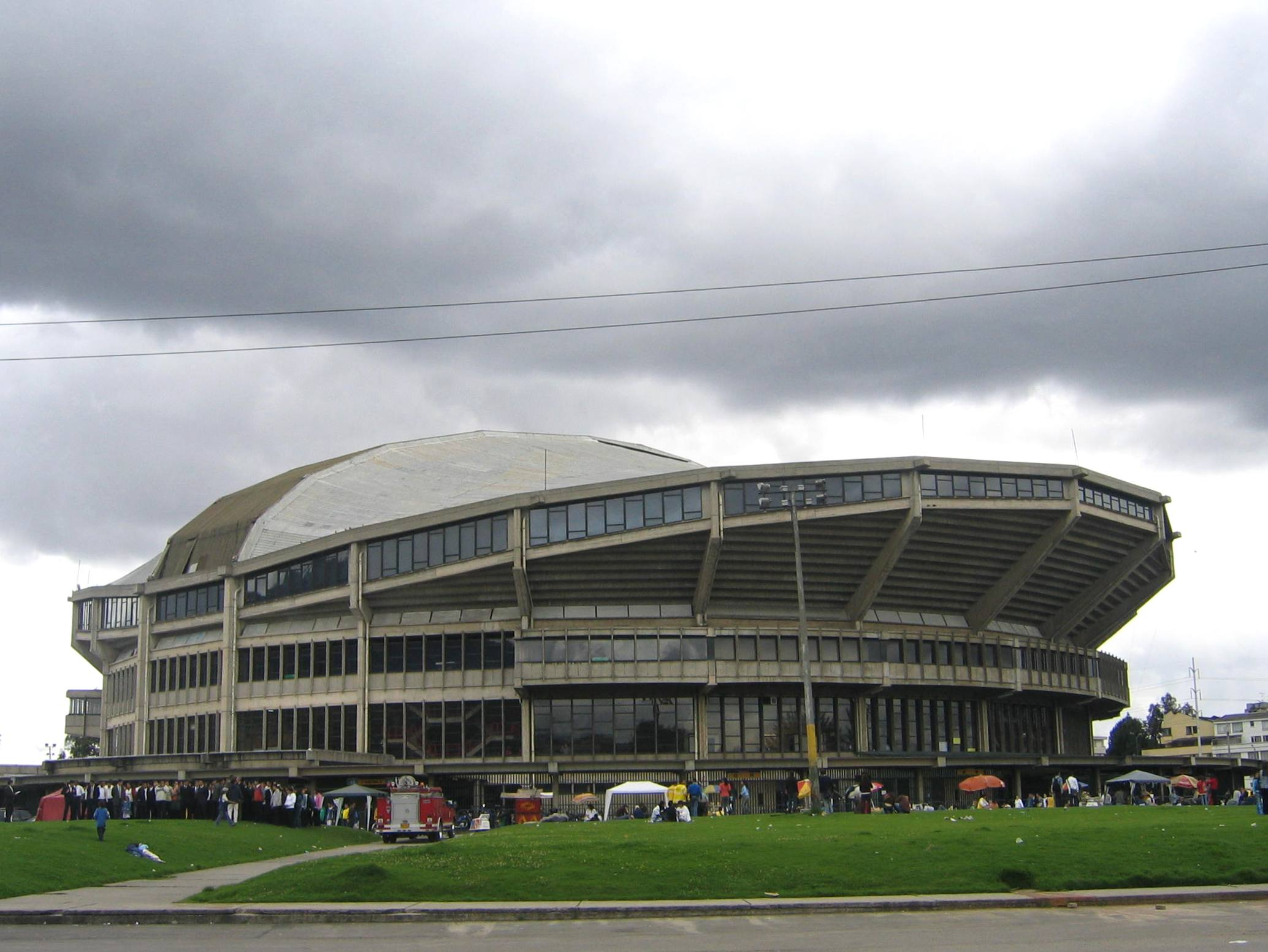
En 1973 se construyó el Coliseo Cubierto El Campín.

Por otra parte, en 1976 se inaugura el centro comercial Unicentro, el cual marca el desarrollo hacia el norte de la sabana de Bogotá; ese mismo año abrió sus puertas el Museo del Chicó, más tarde declarado bien de interés cultural, el cual da su nombre al barrio El Chicó, donde se encuentra. Ese mismo año, en el centro se inauguró el edificio del edificio del Banco Cafetero.
En 1977 se creó la alcaldía menor de La Candelaria y se inició el plan de recuperación del centro histórico. En 1978 se fundó el Instituto Distrital de Recreación y Deporte, que tiene entre otras atribuciones la administración de los parques de la ciudad.
Con base en un plan vial que ya databa de principios de los años 1960, entre 1973 y 1976 se realiza el mejoramiento de la malla vial. En 1978 se inauguró a su vez la Avenida Primero de Mayo, que recorre la ciudad de oriente a occidente a la altura de la calle Veintidós Sur (22 sur).
Durante esta década Bogotá presenció el nacimiento del grupo guerrillero M-19 el cual protagonizaría varios sucesos, entre ellos el robo de armas del Cantón Norte y el de la espada de Bolívar.

### Década de 1980

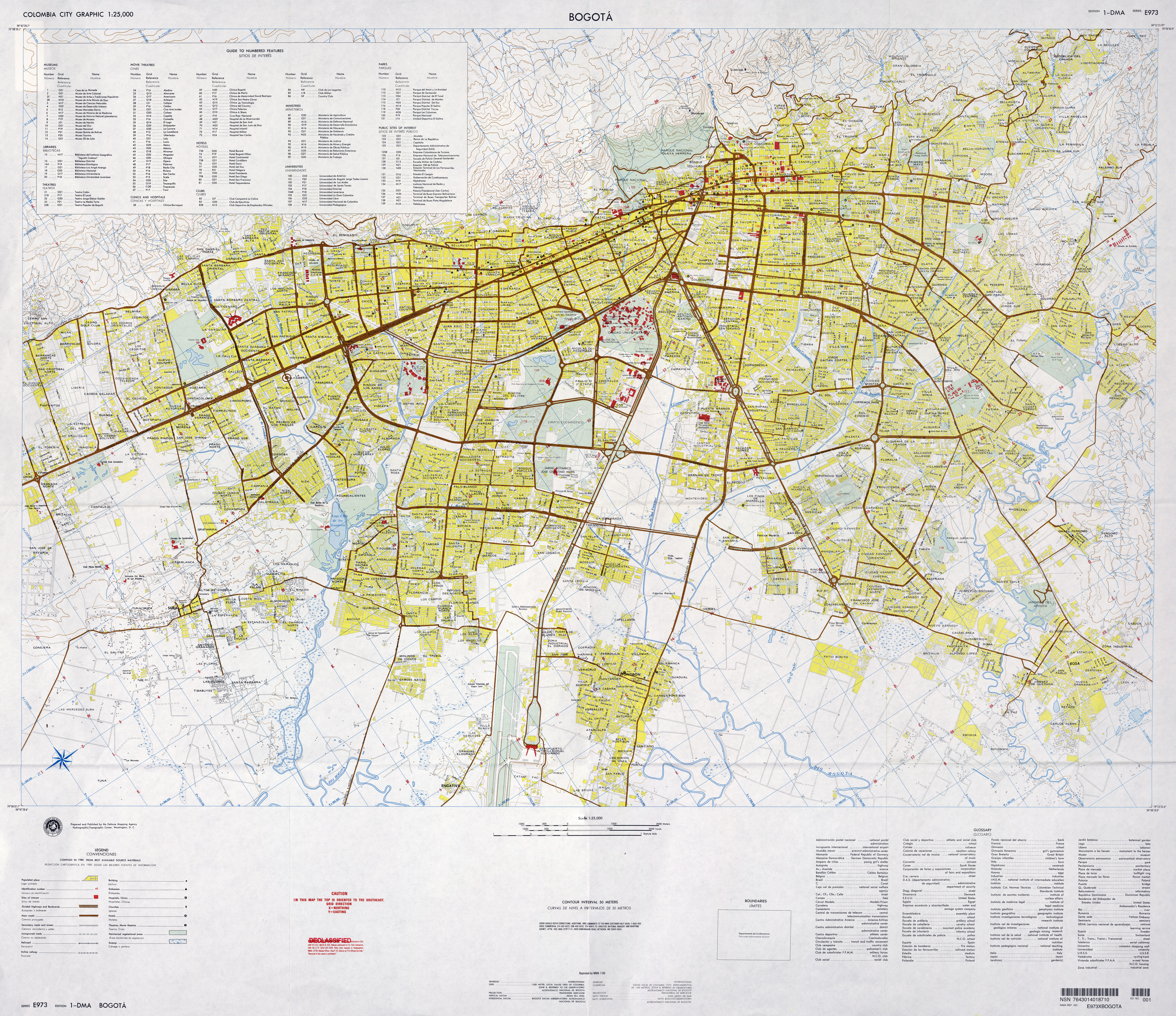
Mapa de Bogotá en los años 80.

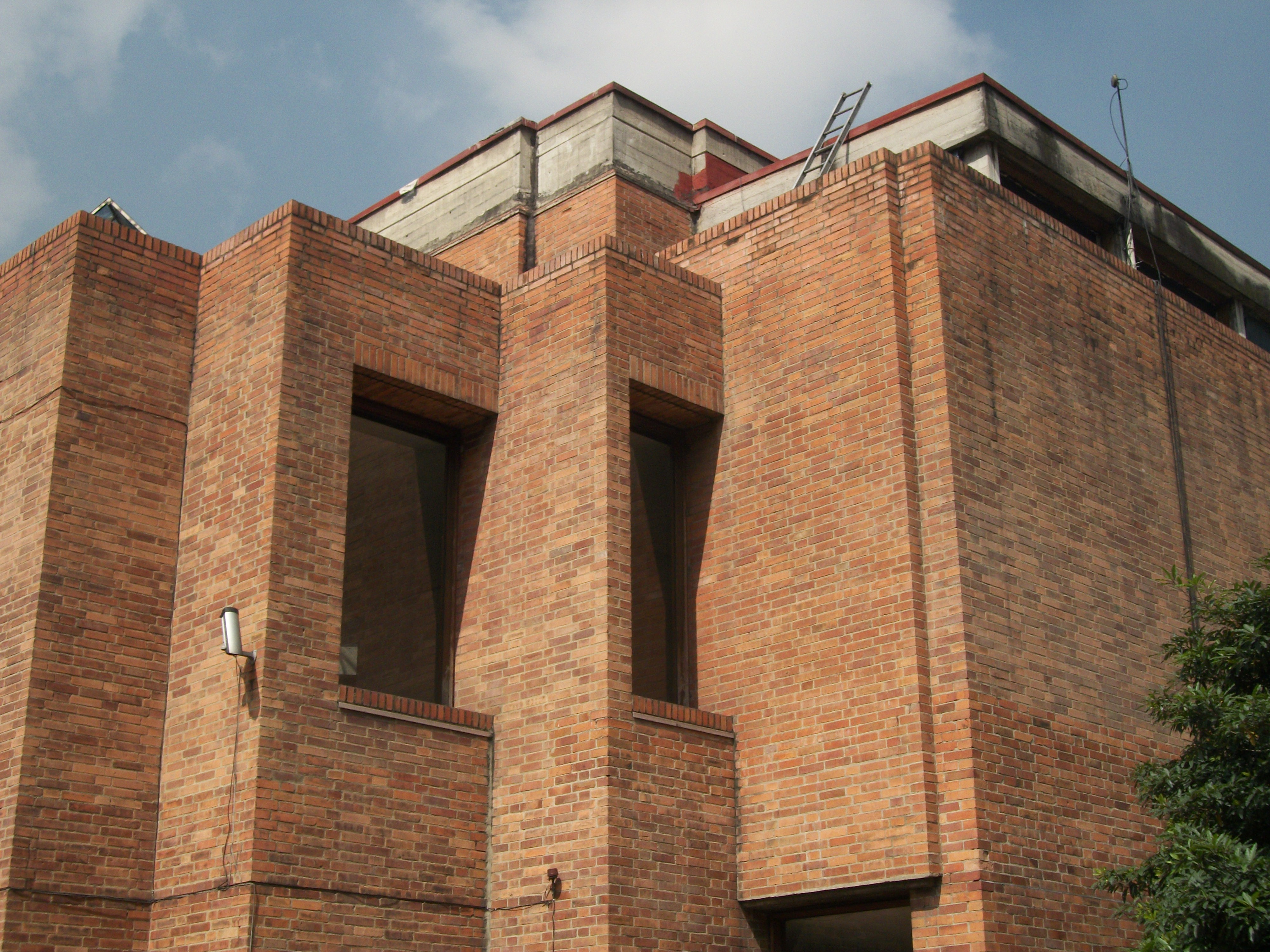
Fachada nororiental del Museo de Arte Moderno, inaugurado en 1985.

En 1980 se produjo la toma de la embajada de la República Dominicana. En 1983, debido al caos generado por las invasiones al sur, el Gobierno dispuso el plan Ciudad Bolívar y esta pasó a ser otra localidad más de Bogotá.
A principios de la década, en 1982 se inauguró la Hemeroteca Nacional Universitaria en la Ciudad Universitaria de la Universidad Nacional. Desde el punto de vista urbanístico, en 1983 se inaugura la plaza de eventos del parque Simón Bolívar. En el ámbito de la infraestructura, es relevante la terminación en 1984 de la avenida Circunvalar, que intensificó la urbanización en los cerros Orientales y el tráfico entre la ciudad y el municipio de La Calera, que en la actualidad es intenso. Ese año también fue asesinado por sicarios el entonces ministro de Justicia Rodrigo Lara Bonilla. Esta acción dio inicio a la confrontación del estado contra los principales carteles del narcotráfico en el país.

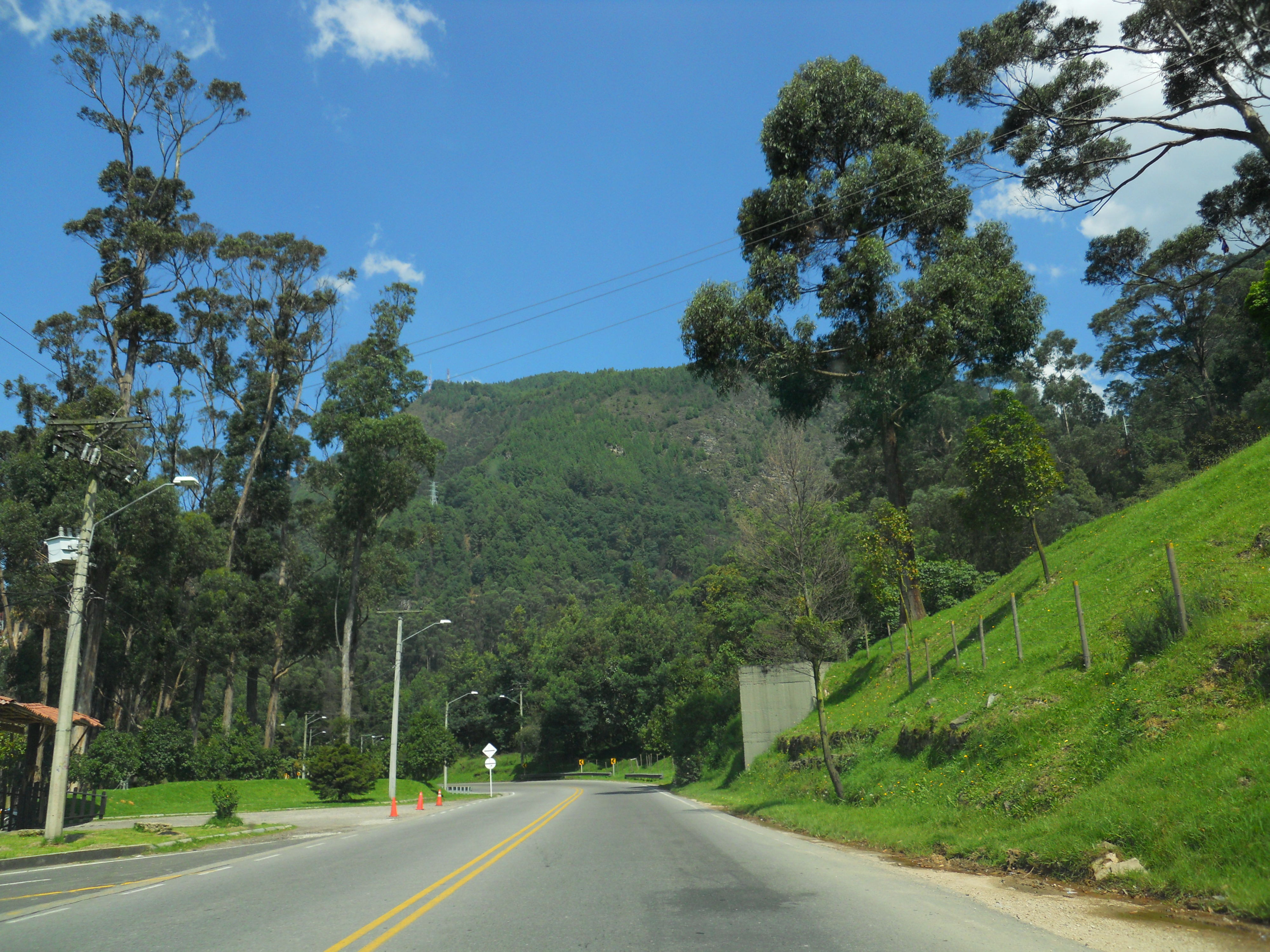
La avenida Circunvalar a la altura de los cerros Orientales.

El 6 de noviembre de 1985 el M-19 llevó a cabo la toma del Palacio de Justicia. En la noche del día 13 el cráter del nevado del Ruiz entró en erupción, provocando el deshielo de una parte de este último, lo que hizo crecer el nivel de las aguas del río Lagunilla, causando la tragedia de Armero. Bogotá acogió a varios de los damnificados provenientes de esta población. Ese año el área urbana superó las 24 000 ha.

A finales de esta década y comienzos de la siguiente se registran varios atentados terroristas en Bogotá y otros centros urbanos del país. Varios artefactos explosivos son instalados en sectores comerciales, en un avión e incluso en la sede central del DAS (la agencia de inteligencia de Colombia). 

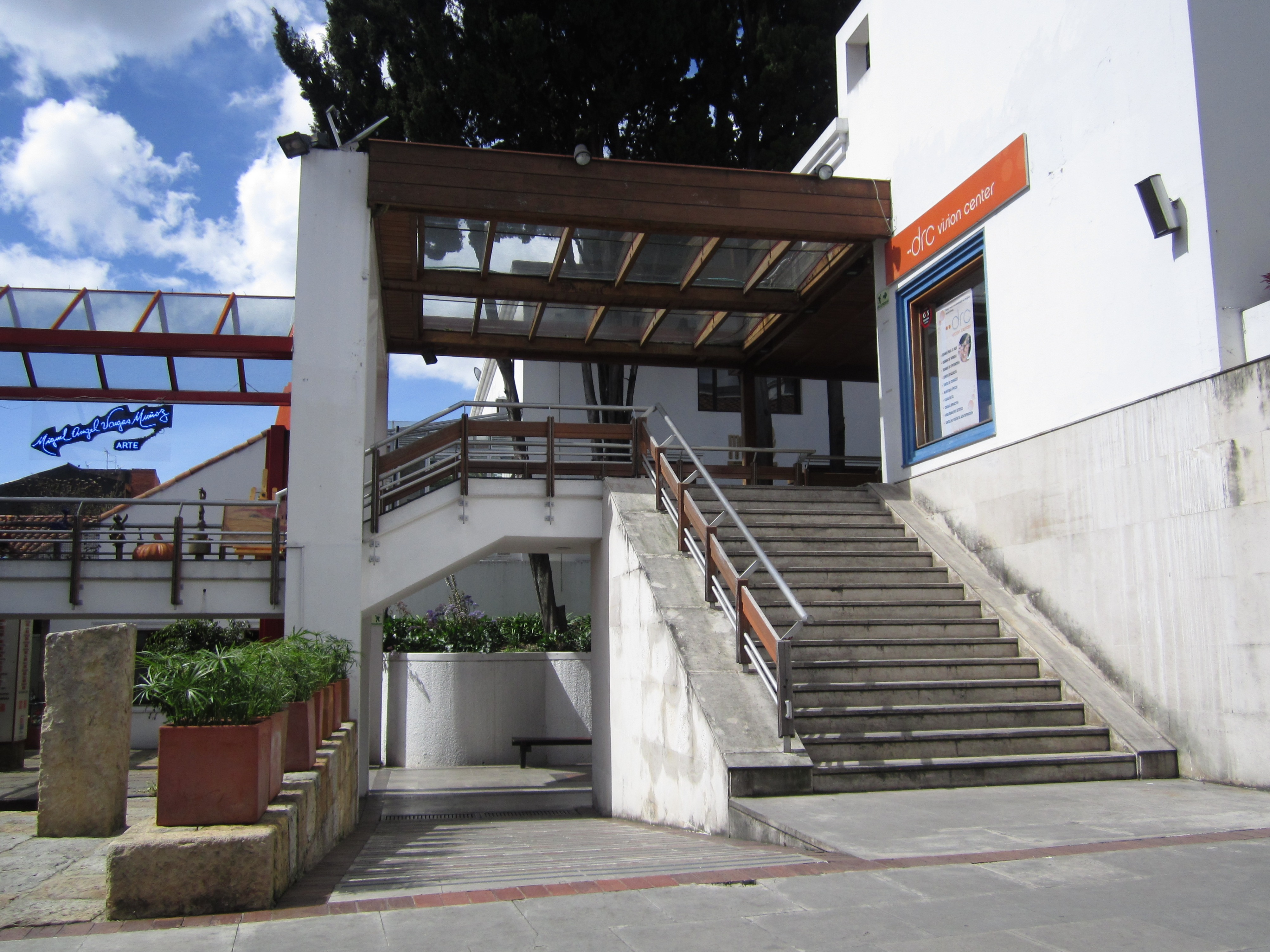
Patio del centro comercial Hacienda Santa Bárbara, inaugurado el 16 de diciembre de 1989.

La situación se salda con varios centenares de víctimas civiles y el recrudecimiento de la guerra contra el narcotráfico impulsada por la DEA. Esta década se cierra con la muerte del líder narcotraficante José Gonzalo Rodríguez Gacha.
En el ámbito cultural, en 1985 el Museo de Arte Moderno inauguró su sede en el centro de la ciudad en un edificio diseñado por el arquitecto Rogelio Salmona. El Museo de los Niños y el centro comercial Terraza Pasteur abrieron sus puertas en 1987. El mismo año comenzó a formarse en terrenos de la antigua hacienda El Salitre el sector de Ciudad Salitre, que ha sido una de las zonas donde se ha registrado un fuerte desarrollo.
A su vez, en 1988 se fundaron el Festival Iberoamericano de Teatro de Bogotá  y la Feria Internacional del Libro de Bogotá. El 16 y 17 de septiembre de 1988 se realizó en el Estadio Nemesio Camacho El Campín el evento musical Concierto de Conciertos, en el cual se presentaron numerosas agrupaciones de rock en español de iberoamérica y al que se estima que asistieron cerca de 70 000 espectadores.
El centro comercial Bulevar Niza abrió sus puertas el 11 de diciembre de 1988  y el Centro Comercial Hacienda Santa Bárbara el 16 de diciembre de 1989, estableciéndose como ejes de desarrollo urbano y comercial en las localidades de Suba y Usaquén respectivamente, ambos ubicados al norte de la ciudad.
En 1989 fue asesinado en el municipio de Soacha, conurbado con la capital, el candidato a la Presidencia de la República Luis Carlos Galán Sarmiento, en un asesinato en el que se ha visto vinculado el excongresista Alberto Santofimio. El mismo año fue asesinado en el aeropuerto El Dorado el líder de izquierda José Antequera.

### Década de 1990

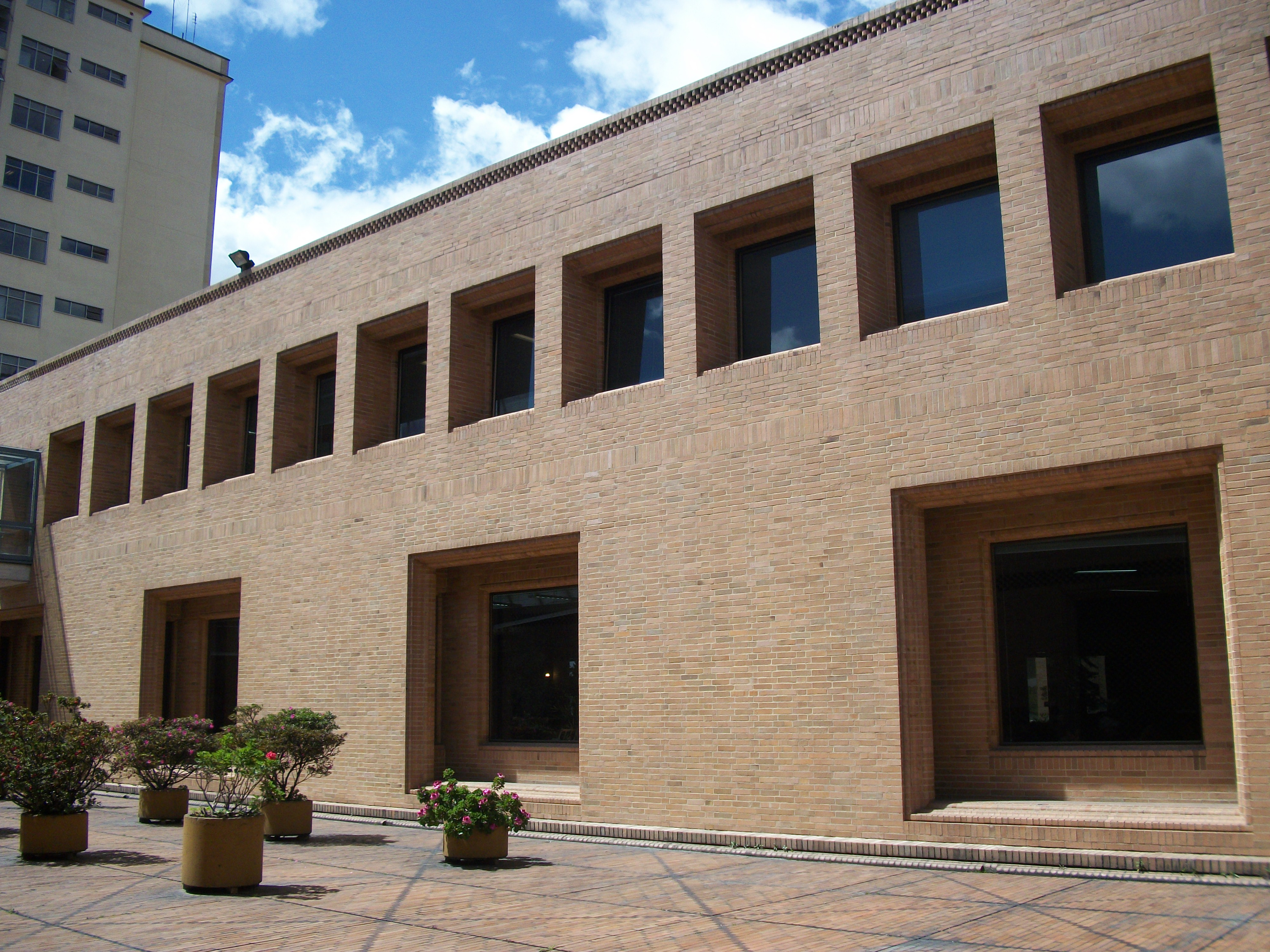
El Archivo General de la Nación de Rogelio Salmona, inaugurado en 1992.

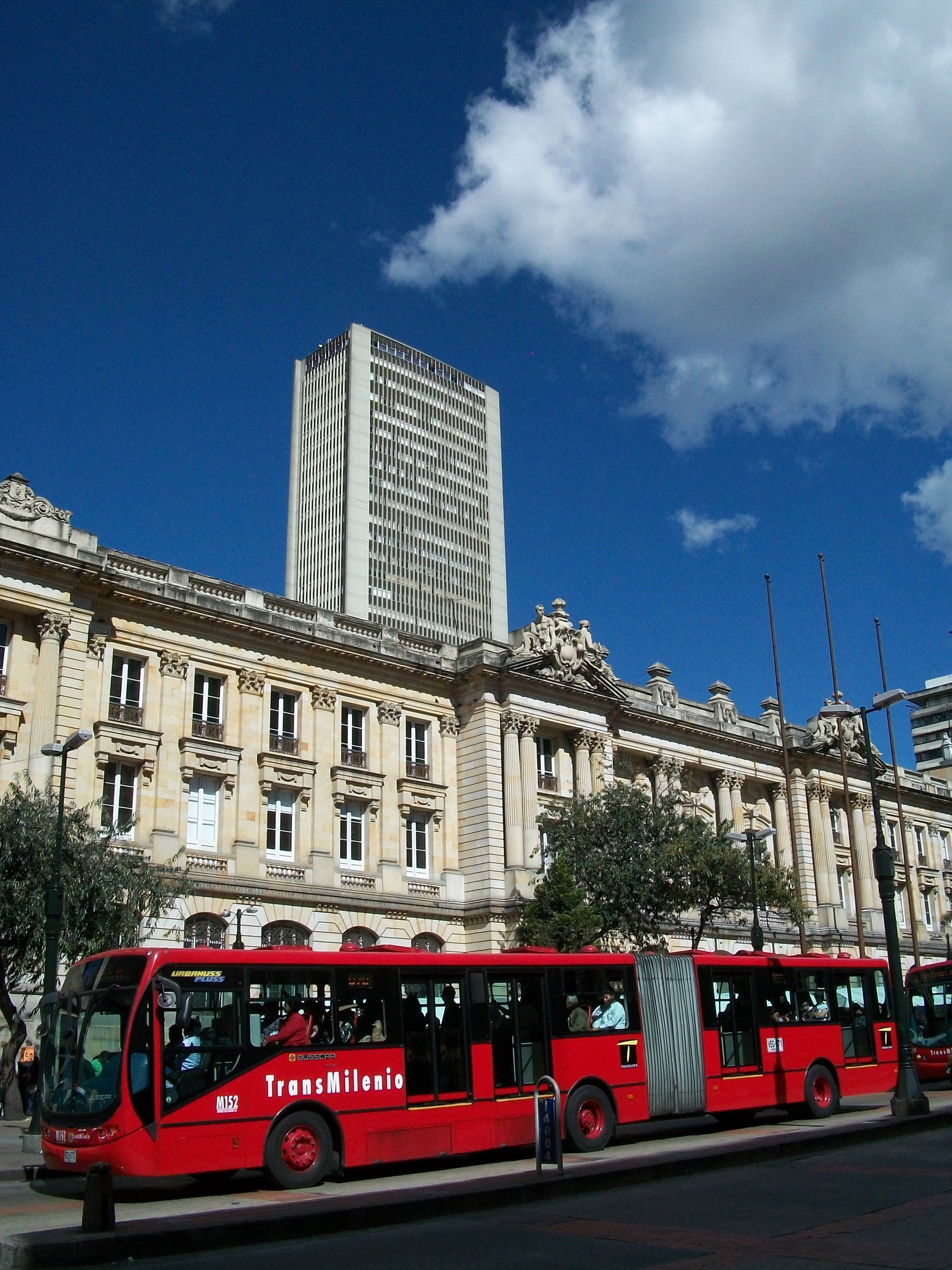
Bus del sistema Transmilenio en el Eje Ambiental en la primera línea de la red.

Con la Constitución de 1991, el Distrito Especial se convirtió en Distrito Capital; las zonas se elevaron a localidades, dividiéndose el distrito en veinte localidades, incluyéndose ahora la de Rafael Uribe Uribe, separada de Antonio Nariño, y la parte restante de Sumapaz.
La violencia política continuó durante esta década, y el 22 de marzo de 1990, fue asesinado en el Terminal Puente Aéreo de Bogotá Bernardo Jaramillo Ossa, quien era candidato presidencial de la Unión Patriótica. Tras Firmar la desmovilización del M-19, su líder Carlos Pizarro Leongómez se presentó a su vez como candidato presidencial, y también cayó asesinado dentro de un avión en Bogotá el 26 de abril de 1990. Así mismo, se presentaron crímenes como el del atentado del 30 de enero de 1993.
Desde el punto de vista económico, esta década representa un cambio en la tendencia que venía presentando Bogotá. Pese a ser "la más poblada, la más urbanizada, la menos pobre y, económicamente, la más dinámica", su estructura mostraba a principios de la década señales de estancamiento, con un notable pérdida de vitalidad del sector terciario y con un sector industrial con un fuerte énfasis en los bienes de consumo ligero, que tienen poco efecto como factor de arrastre económico.
Entre otros factores, la reactivación del dinamismo durante este periodo se puede atribuir a que la apertura iniciada en la década pasada y profundizada desde 1991, favoreció más a la capital que a las otras regiones, reforzándose su tendencia a funcionar como puerto seco nacional. Al mismo tiempo, la violencia urbana se incrementó hasta alcanzar niveles extremos. En 1993, había 80 homicidios por 100 000 habitantes.
A partir de esta época, Bogotá experimenta importantes cambios durante las administraciones de los alcaldes Jaime Castro Castro, Antanas Mockus y Enrique Peñalosa. Se inicia la construcción del sistema de transporte TransMilenio, que desde entonces ha ampliado su red en lo que se conoce como las fases II y III de su construcción. También en el mismo año es notable la aparición de Rock al Parque, un festival gratuito y al aire libre que ha convocado a músicos y artistas de tres continentes.
Un edificio relevante desde el punto de vista arquitectónico es el del Archivo General de la Nación de Rogelio Salmona, inaugurado en 1992. En cuanto a los cambios urbanos, es de resaltar la recuperación e inauguración el parque de la 93 en 1995, que desarrolló en sus alrededores una zona de bares, restaurantes y sitios de reunión. En 1993 se inauguró a su vez el parque El Virrey, al sur del barrio El Chicó.
La ciudad superó los 5 millones de habitantes en 1993, y en 1996 su área urbana cubría una extensión de 29 308 ha. Tres años más tarde, esa área se incrementaría hasta llegar a las 30 401 ha.

### Año 2000
En 2000 Antanas Mockus es elegido para un nuevo periodo al frente de la ciudad. Ese mismo año, se terminó la Biblioteca El Tunal, en el parque metropolitano El Tunal al suroriente de la ciudad, y abrió sus puertas el Museo Botero en la localidad de La Candelaria, en la manzana sur de la Biblioteca Luis Ángel Arango. También se comenzó a correr la Media Maratón de Bogotá 
Y finalmente el 18 de diciembre de 2000 fue inaugurado el sistema de transporte transmilenio.

## SigloXXI
En 2001 abrió sus puertas la Biblioteca Virgilio Barco en el parque Simón Bolívar, se inauguró el parque Tercer Milenio en los antiguos terrenos de El Cartucho en el barrio Santa Inés, y el Estadio Nemesio Camacho El Campín albergó la final de la Copa América 2001, en la cual la selección de fútbol de Colombia se coronó campeona venciendo a la de México por un gol a cero.

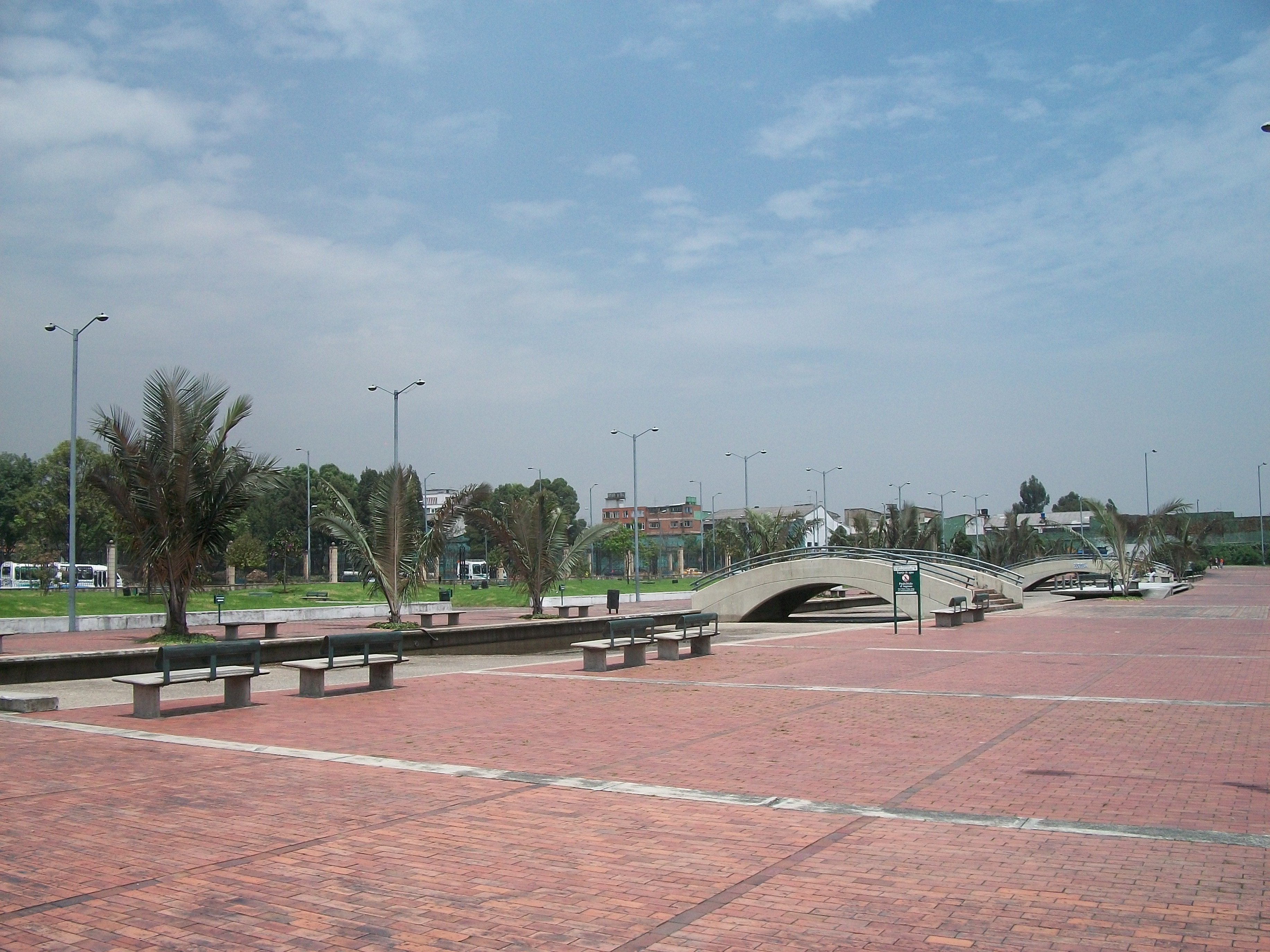
Parque El Renacimiento.

En 2002 abrió su puertas la Biblioteca El Tintal del arquitecto Daniel Bermúdez, y se terminaron las obras del Eje Ambiental, de los arquitectos Luis Kopec y Rogelio Salmona, quien también diseñó el Centro Cultural Gabriel García Márquez, inaugurado en 2008 en la localidad de La Candelaria.

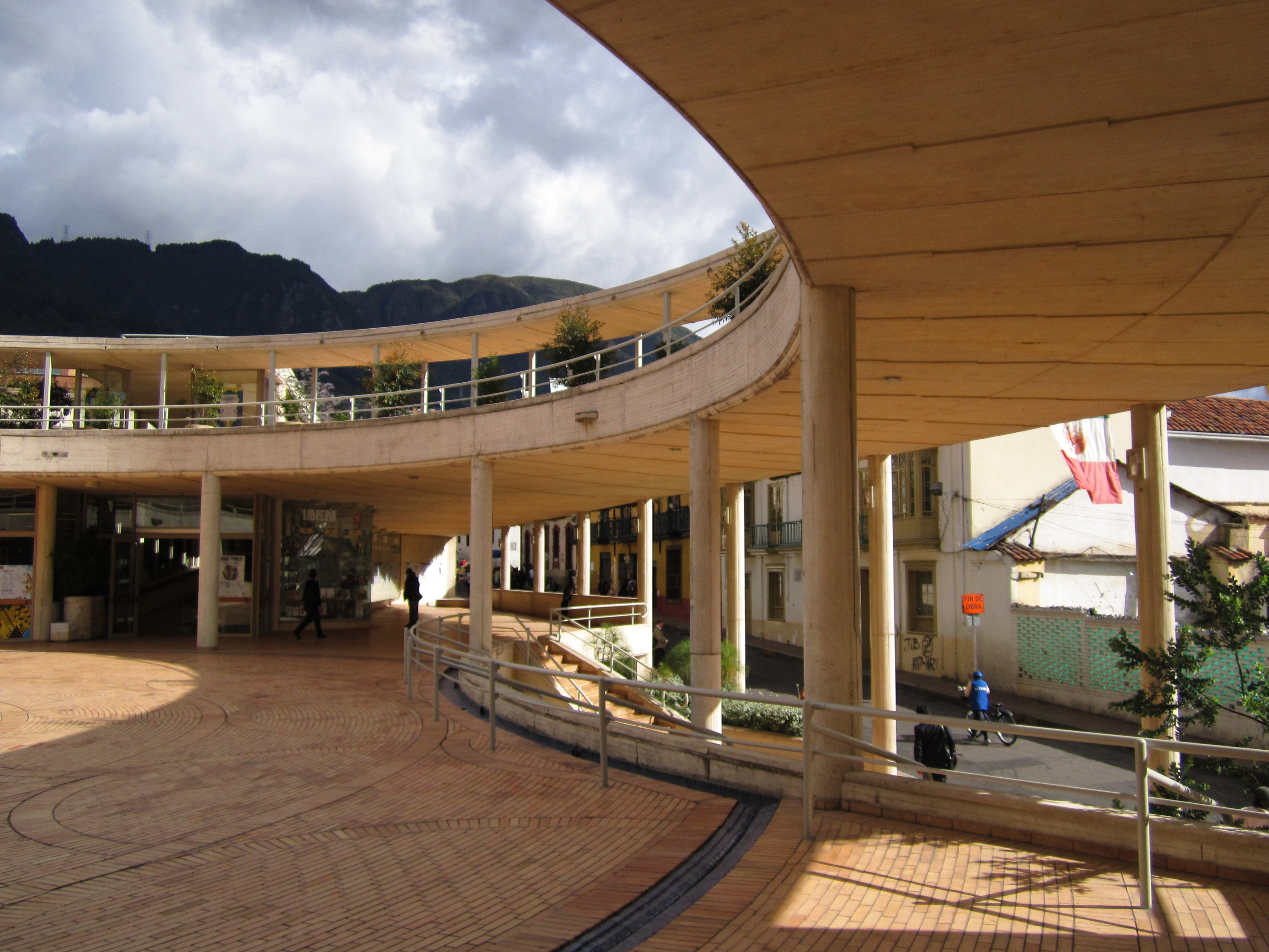
El Centro Cultural Gabriel García Márquez, inaugurado en 2008

En 2003 Luis Eduardo Garzón gana las elecciones para el periodo 2004-2007 y forma la primera administración de tendencia cercana a la socialista que ha conocido la ciudad en toda su historia.
El 7 de febrero se registra el atentado al Club El Nogal, con un saldo de 36 personas muertas y más de 200 heridas. En ese mismo año se inauguró el Archivo de Bogotá, el cual es un centro de documentación histórica y de información urbana en el distrito capital.
El 28 de abril de 2004, 23 personas, entre ellas 21 estudiantes del Colegio Agustiniano Norte, fallecen debido a un accidente en la Avenida Suba durante la construcción de la Fase II del sistema TransMilenio.
El mismo año y con motivo de los Juegos Nacionales, de los que la ciudad fue sede, se inauguró el Complejo Acuático Simón Bolívar.
En 2007 la UNESCO proclamó a Bogotá la Capital Mundial del Libro del año. Durante esta década se desarrollaron e inauguraron otras obras de infraestructura cultural en el centro de la ciudad, con las cuales se conformó la red de bibliotecas BibloRed, que se ve complementada con bibliotecas locales y de barrio.
Durante este periodo también se construyó el parque El Renacimiento, y se remodelaron el Museo del Oro, el Museo Nacional de Colombia y el Museo del 20 de julio.

### Década de 2010

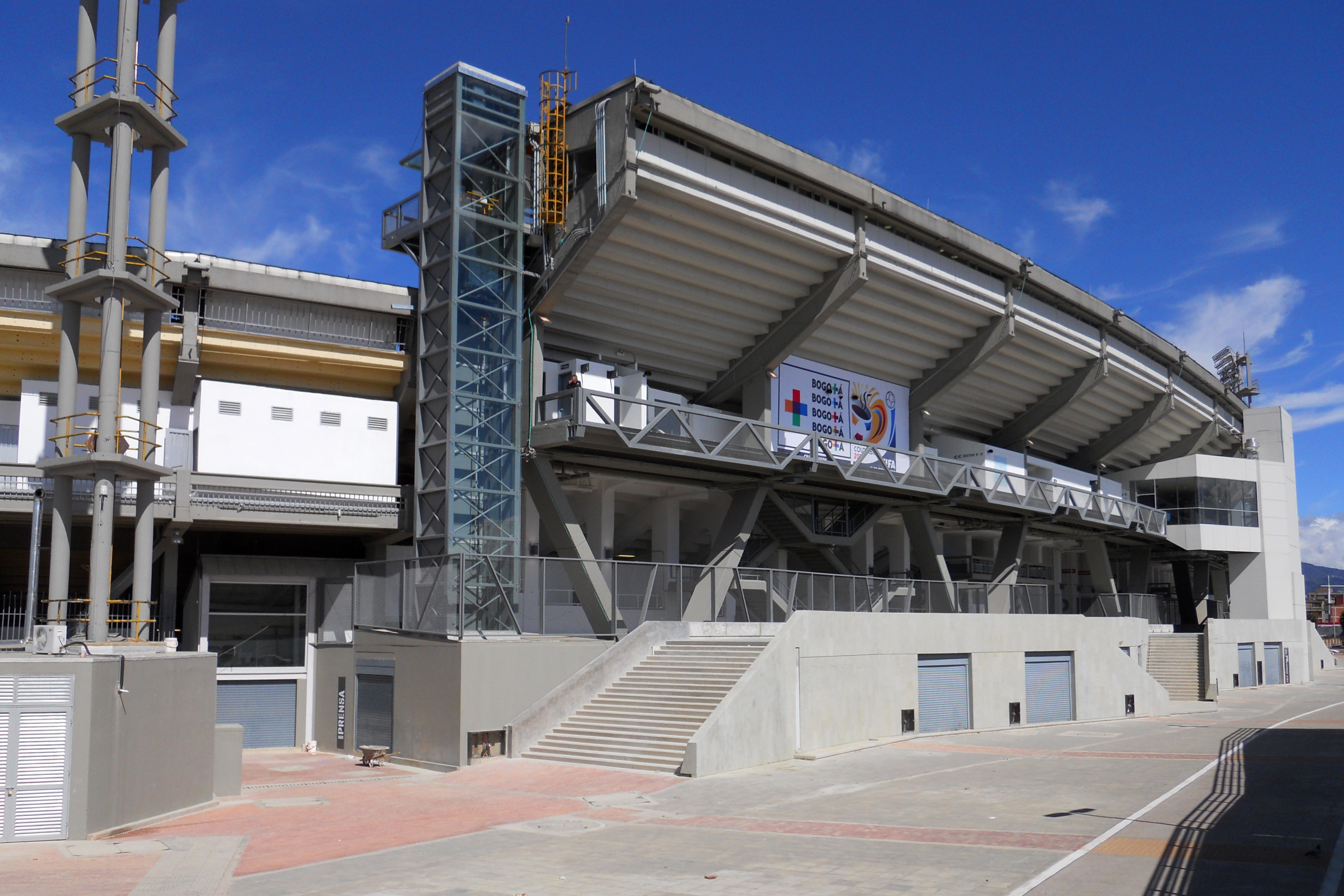
El estadio Nemesio Camacho El Campín tras la renovación para la Copa Mundial de Fútbol Sub-20 de 2011.

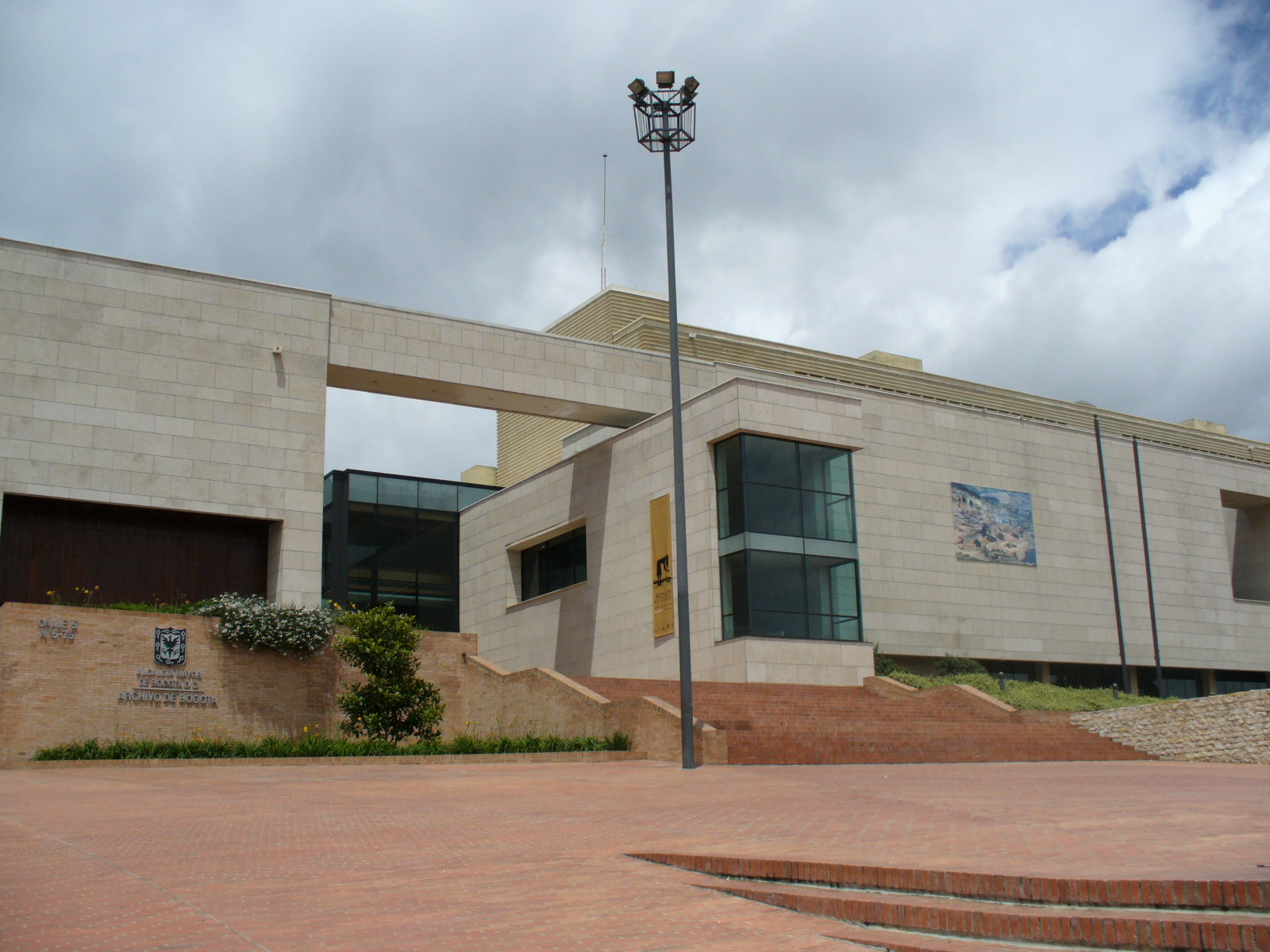
El Archivo de Bogotá, de 2005.

Samuel Moreno Rojas se posesionó como alcalde en 2008 tras plantear en su campaña la necesidad de construir una línea de metro. Por una decisión de la Procuraduría General de la Nación, Moreno Rojas fue suspendido de su cargo por tres meses a partir del 3 de mayo de 2011, en el marco del escándalo de la contratación de la fase III de TransMilenio.
Fue reemplazado por María Fernanda Campo, quien ocupó el cargo con carácter de interinidad mientras se desempeñaba como ministra de Educación, entre el 3 de mayo y el 8 de junio de 2011, y desde entonces hasta el 31 de diciembre de ese año por Clara López Obregón.
En 2010 se perpetró el atentado al edificio de Caracol Radio, en la sede de esa emisora en la carrera Séptima con la calle Sesenta y siete. A principios de la década se inauguró la Biblioteca Julio Mario Santodomingo, que junto a los otros centros abiertos conforma su red de bibliotecas.
En 2011, Bogotá fue una de las sedes de la Copa Mundial de Fútbol Sub-20 de 2011, que se disputó entre 29 de julio y el 20 de agosto en varios estadios colombianos. La final se jugó en el estadio Nemesio Camacho El Campín y coronó campeona a la selección de fútbol de Brasil. El 30 de octubre de 2011 fue elegido alcalde mayor Gustavo Petro, cuyo mandato comenzó el 1 de enero de 2012. En marzo de ese año la UNESCO declaró a Bogotá como Ciudad de la Música dentro de la Red de Ciudades Creativas de la organización.
El 18 de diciembre del 2012, el alcalde Gustavo Petro da inicio a un nuevo esquema de aseo en la ciudad, la cual desencadenó un año más tarde su destitución por parte de la Procuraduría, generando indignación y movilizaciones de respaldo por parte de algún sector de la población. A pesar de las medidas cautelares otorgadas por la CIDH, el 19 de marzo de 2014 el presidente, Juan Manuel Santos, las rechazó y ejecutó la destitución de Petro, nombrando a Rafael Pardo como alcalde encargado. Sin embargo, esta medida duró solo un mes ya que Petro apeló en la ley la restitución de sus derechos políticos, volviendo así a la alcaldía y completando su periodo de gobierno.
En 2016 regresó a la alcaldía Enrique Peñalosa con un 32 % de la votación. Dentro del contexto urbano se destacan el desalojo y posterior demolición del sector conocido como El Bronx, así como la construcción del parque bicentenario de la Independencia, el deprimido de la calle 94 con carrera 9, el TransMiCable en Ciudad Bolívar y el escenario Movistar Arena. Así mismo, dentro de los grandes eventos recientes se puede mencionar la Visita del papa Francisco del 6 al 10 de septiembre de 2017.

### Década de 2020
El 1 de enero de 2020 se posesionó Claudia López, como la primera alcaldesa de Bogotá elegida por voto popular y abiertamente homosexual. Dos meses y medio más tarde inició la Pandemia por el COVID-19 y se decretaron las medidas de confinamiento en la ciudad, lo cual marcó buena parte de su gestión.
Afrontó una serie de protestas de 2021, también conocidas como el estallido social. Bajo su administración se inició la construcción del metro, así como la extensión del sistema TransMilenio por la Carrera 68 y la Calle 100. En 2024 inició la administración de Carlos Fernando Galán, tras obtener más de 1,4 millones de votos.